# Saint-Omer (Pas-de-Calais)
Pour les articles homonymes, voir Saint-Omer.
Saint-Omer [sɛ̃.t‿omɛʁ]  est une commune française, sous-préfecture du département du Pas-de-Calais, en région Hauts-de-France. Avec une population de 14 358 habitants en 2022, elle est la 11e ville la plus peuplée du Pas-de-Calais. Elle est également la ville la plus peuplée de son aire d'attraction qui compte 116 744 habitants en 2022. Sa position géographique centrale par rapport aux principales villes nordistes (Lille, Arras, Lens, Boulogne, Calais et Dunkerque) fait d'elle un carrefour stratégique pour les échanges économiques, culturels et touristiques de la région.
Elle fait partie du parc naturel régional des Caps et Marais d'Opale, dont elle est la commune la plus peuplée. L'agriculture et la nature occupent une place importante sur le territoire avec le premier marais maraîcher de France, à l'hydrographie complexe, et des étangs classés en réserve naturelle nationale. Si la commune offre de nombreux commerces, loisirs et services, elle est fortement dépendante d'Arques et notamment de sa cristallerie Arc, deuxième employeur privé régional. C'est également une ville au passé riche, ayant laissé de nombreux vestiges. Son patrimoine et sa proximité avec l'Angleterre, la Belgique et les Pays-Bas participent au tourisme local.

## Géographie

### Localisation
La ville est située dans le Nord de la France, dans le département du Pas-de-Calais, sur l'axe fluvial Dunkerque-Escaut. Saint-Omer est comprise en Artois flamand, en plein cœur du marais audomarois. La ville est à la limite de la Flandre traditionnelle et de la Flandre française. Elle est également, avec Arques et Clairmarais, à la limite Est du parc naturel régional des Caps et Marais d'Opale.
Saint-Omer se situe à 16 km d'Aire-sur-la-Lys, à environ 35 km de Calais et de Béthune, à 63 km d'Arras (préfecture du département) et 57 km de Lille (préfecture de région). Saint-Omer se trouve également à 211 km de Paris, 587 km de Lyon et 862 km de Marseille à vol d'oiseau.
Le mont Sithieu, à 21 mètres d'altitude, constitue le point le plus haut de la ville. À son pied s'est formée l'agglomération autour de l'abbaye Saint-Bertin, et son sommet accueille la cathédrale Notre-Dame. Le fleuve Aa traverse la ville-basse du sud vers le nord, et sépare l'ancienne ville fortifiée de ses faubourgs situés au nord-est : le Haut-Pont à l'ouest et Lysel à l'est. Ces deux faubourgs ont longtemps parlé flamand occidental, tandis que le reste de la ville sur la rive occidentale de l'Aa parlait picard. À l'ouest des boulevards Pierre-Guillain et Charles-de-Gaulle (tracé des anciens remparts Vauban) se trouvent plusieurs grands ensembles rénovés à la fin des années 2000.
La ville fait partie d'une conurbation appelée « communauté d'agglomération du Pays de Saint-Omer » (CAPSO) et regroupant, entre autres, Saint-Omer, Saint-Martin-lez-Tatinghem, Longuenesse et Arques.
Le territoire de la commune est limitrophe de ceux de neuf communes, dont deux, Saint-Momelin et Nieurlet, dans le département du Nord :
Les communes limitrophes sont Tilques, Nieurlet, Saint-Momelin, Arques, Clairmarais, Longuenesse, Saint-Martin-lez-Tatinghem, Salperwick et Serques.

### Géologie et relief
La ville de Saint-Omer est située à la rencontre des collines de l'Artois, du marais audomarois, et de la Flandre intérieure :
- l’Artois flamand au sud-ouest de la commune, de formation ancienne (-130 à -65 millions d’années), séparé de la Flandre intérieure par l'Aa ;
- le Marais audomarois, cuvette de 4 000 hectares, qui correspond au cours de l’Aa, limité au sud par l'agglomération de Saint-Omer, et au nord par le goulet formé à Watten par la « montagne » de Watten et la colline d’Éperlecques ;
- la Flandre intérieure ou Houtland à l'est de la ville (-65 à -2 millions d’années), région de collines (les monts des Flandres) ou buttes témoins, vestiges d’un plateau qui a été raviné par la fonte successive des glaces (-2,4 millions d’années à 10000 av. J.-C.).

L'argile locale, plus claire, donne à la ville des rues caractéristiques aux façades de briques claires, bien que des façades rouge foncé existent également.

### Hydrographie

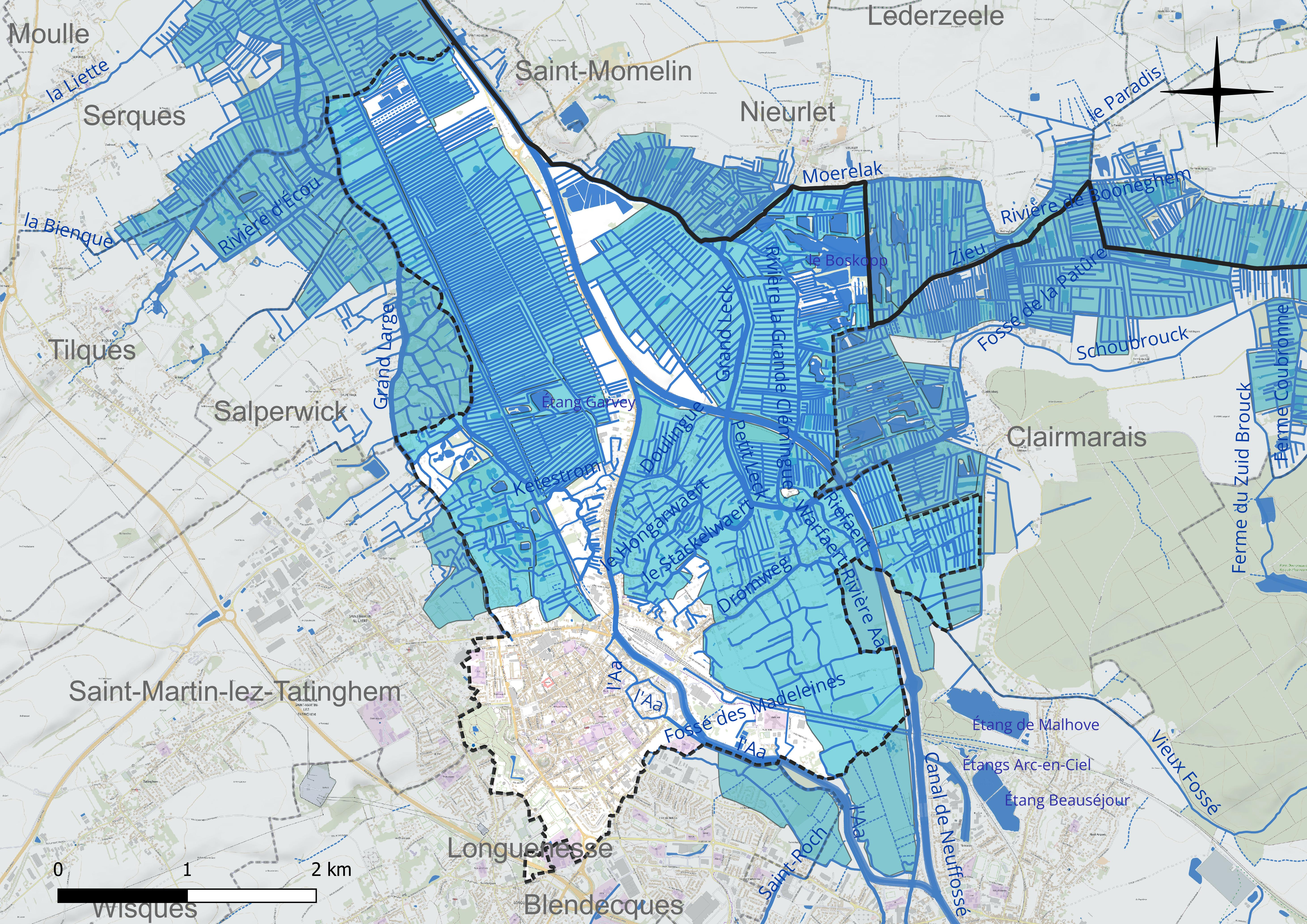
Réseau hydrographique de Saint-Omer.

Le territoire de la commune est situé dans le bassin Artois-Picardie. L’Aa canalisé traverse la commune du sud-ouest vers le nord-est, en direction de Gravelines pour se jeter dans la mer du Nord. Les premiers travaux de canalisation se terminèrent vers 1165 avec le comte de Flandre Baudoin VII. Ainsi la rivière est devenue navigable depuis Saint-Omer jusqu'à la mer. Gravelines constituait au Moyen Âge l'avant-port de la cité audomaroise. Cependant, les eaux suivent des ramifications complexes du fait de la faible altitude de la commune, située au même niveau que la mer, qui rend difficile l'écoulement naturel des eaux vers les fleuves sur des sols qui sont dès lors largement couverts de marais, parcourus de nombreux canaux construits et entretenus par l'homme, avec de nombreux ouvrages hydrauliques prévenant leur inondation par une régulation du cours de l'Aa selon le régime des marées en Mer du Nord. On distingue au sud l'Aa Haute Meldyck puis au nord le canal du Haut Pont, et à l'est le canal de Neufossé (déviation de Saint-Omer). Entre ces canaux principaux, de nombreux petits canaux et watergangs (localement appelés aussi watringues) drainent les sols.
Le nord de la commune est d'ailleurs dominé par les parcelles de marais maraîcher.
De nombreux ouvrages hydrauliques sont menacés d'inefficacité et d'obsolescence du fait du manque d'entretien (et du coût de plus en plus élevé pour les propriétaires de parcelles et leurs syndicats) et de l'élévation progressive du niveau de la mer, et les marais pourraient à l'avenir s'étendre sur de nouvelles terres par inondation quasi permanente (et devront alors être évacués et désartificialisés) ou devront être protégés par la construction et l'entretien de digues pour protéger les zones habitées, les zones de culture encore exploitables (pour éviter leur salinisation par les surcotes marines) et la route de Saint-Momelin (D 928) qui longe les canaux de Neufossé et de l'Aa (qui évacuent tant bien que mal le trop-plein des marais alors que stagnent les débits en eau douce apportée par le bassin versant et que s'accroissent la fréquence et l'importance des surcotes marines).
L'étang Degezelle est sur le territoire communal en limite nord. Les étangs du Romelaëre débordent dans leur moitié est sur la commune voisine de Nieurlet, et leur accès se fait au sud-est des étangs par Clairmarais. La zone est classée en réserve naturelle nationale des étangs du Romelaëre.

### Climat
Pour des articles plus généraux, voir Climat des Hauts-de-France et Climat du Nord-Pas-de-Calais.
En 2010, le climat de la commune est de type climat océanique altéré, selon une étude du CNRS s'appuyant sur une série de données couvrant la période 1971-2000. En 2020, Météo-France publie une typologie des climats de la France métropolitaine dans laquelle la commune est exposée à un climat océanique et est dans la région climatique Côtes de la Manche orientale, caractérisée par un faible ensoleillement (1 550 h/an) ; forte humidité de l’air (plus de 20 h/jour avec humidité relative > 80 % en hiver), vents forts fréquents.
Pour la période 1971-2000, la température annuelle moyenne est de 10,5 °C, avec une amplitude thermique annuelle de 13,8 °C. Le cumul annuel moyen de précipitations est de 805 mm, avec 12,6 jours de précipitations en janvier et 7,8 jours en juillet. Pour la période 1991-2020, la température moyenne annuelle observée sur la station météorologique la plus proche, située dans la commune de Watten à 10 km à vol d'oiseau, est de 11,3 °C et le cumul annuel moyen de précipitations est de 822,8 mm,. Pour l'avenir, les paramètres climatiques de la commune estimés pour 2050 selon différents scénarios d'émission de gaz à effet de serre sont consultables sur un site dédié publié par Météo-France en novembre 2022.

### Milieux naturels et biodiversité

#### Espaces protégés et gérés

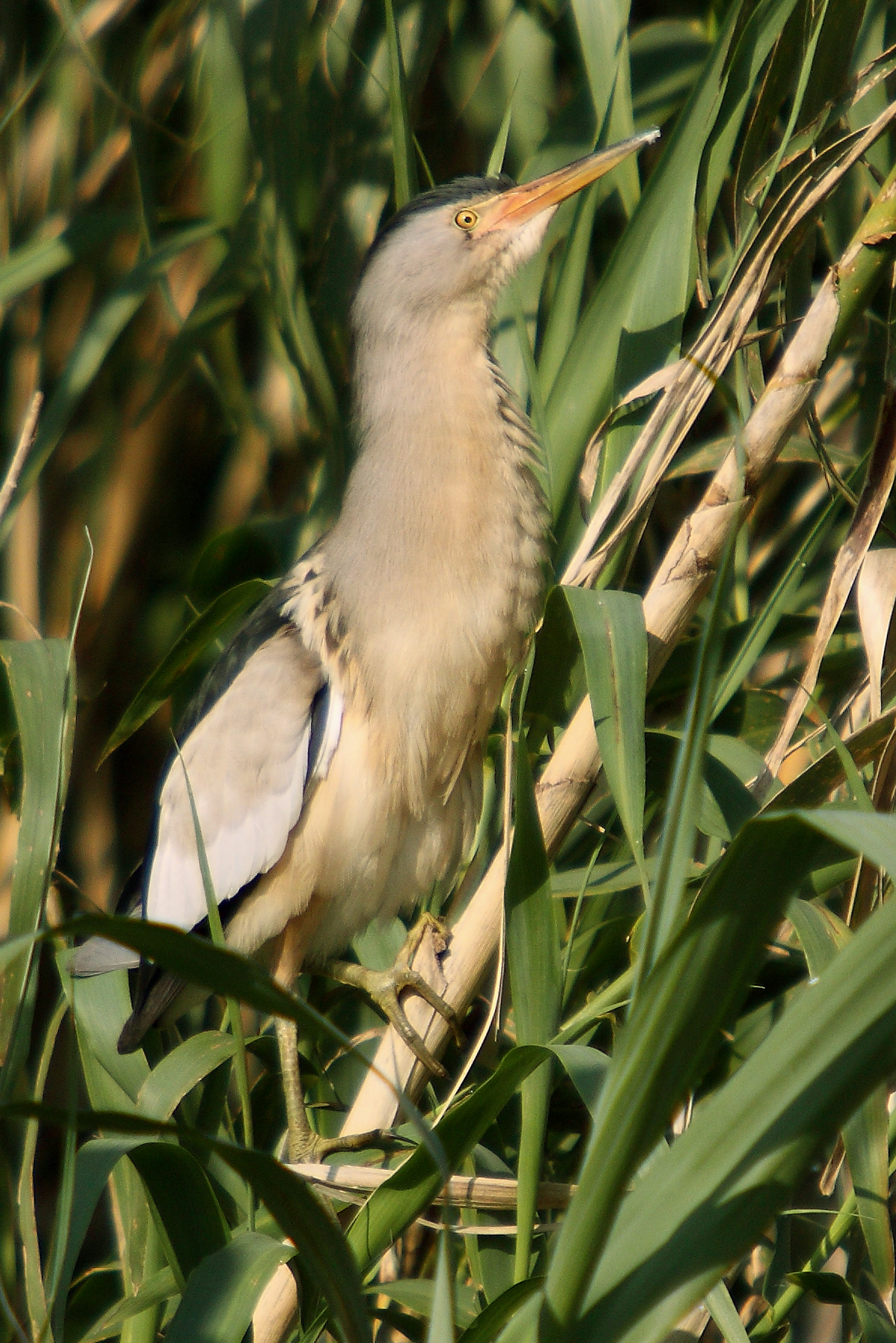
Blongios nain mâle.

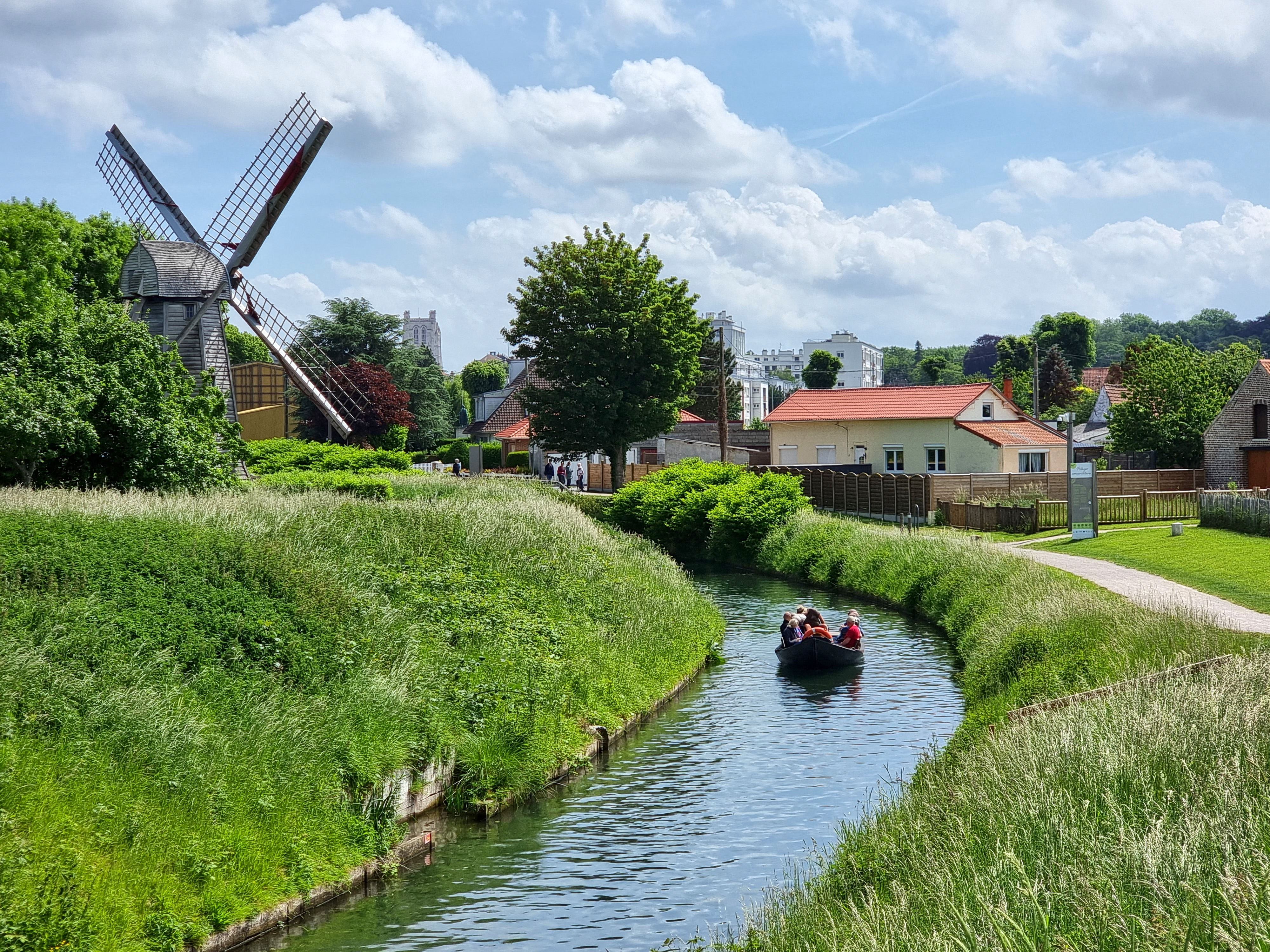
Le marais audomarois.

La protection réglementaire est le mode d’intervention le plus fort pour préserver des espaces naturels remarquables et leur biodiversité associée. Dans ce cadre, la commune fait partie de huit espaces protégés : 
- le parc naturel régional des Caps et Marais d'Opale, d'une superficie de 132 499 hectares réparties sur 154 communes, géré par le syndicat mixte d'aménagement et de gestion du parc naturel régional des caps et marais d'Opale[10] ;
- la réserve naturelle nationale des étangs du Romelaëre, d'une superficie de 104 ha, qui abrite plusieurs espèces remarquables, le blongios nain (petit héron dont le PNR réalise un suivi depuis plusieurs années), une grande colonie de grands cormorans, des stations de stratiotes[11]. La réserve est équipée d'un cheminement accessible tout public (guide au sol pour les aveugles, panneaux d'informations en relief et en braille, platelage plat et de largeur adaptée au passage des fauteuils roulants et poussettes) et d'un observatoire d'oiseaux en bois. La réserve est fermée en hiver. Eden 62 (conseil général du Pas-de-Calais) en est le gestionnaire depuis 2009 (il succède ainsi au parc naturel régional). Le classement en réserve nationale a été obtenu en 2008 ; auparavant, la réserve bénéficiait d'un classement régional. Le site est également inscrit dans le réseau européen Natura 2000 et en ZNIEFF (zone naturelle d'intérêt écologique, faunistique et floristique) de type 2 ;
- le marais audomarois, d'une superficie de 240 ha, situé en grande partie dans la commune de Saint-Omer, accueille de nombreuses espèces animales et végétales remarquables. Terrain acquis et géré par le Conservatoire du littoral[12]. Dans le marais audomarois se trouvent quatre sites remarquables :
  - la réserve de biosphère, zone centrale, d'une superficie de 1 154 hectares, géré par le syndicat mixte du parc naturel régional des Caps et marais d'Opale et la communauté d'agglomération du Pays de Saint-Omer (CAPSO)[13],
  - la réserve de biosphère, zone tampon[14],
  - la réserve de biosphère, zone de transition[15],
  - la zone humide protégée par la convention de Ramsar[16].
- le site de gestion des sédiments VNF no 25, d'une superficie de 4,414 hectares, terrain géré (location, convention de gestion) par le Conservatoire d'espaces naturels des Hauts-de-France[17].

#### Zones naturelles d'intérêt écologique, faunistique et floristique
L’inventaire des zones naturelles d'intérêt écologique, faunistique et floristique (ZNIEFF) a pour objectif de réaliser une couverture des zones les plus intéressantes sur le plan écologique, essentiellement dans la perspective d’améliorer la connaissance du patrimoine naturel national et de fournir aux différents décideurs un outil d’aide à la prise en compte de l’environnement dans l’aménagement du territoire.
Le territoire communal comprend trois ZNIEFF de type 1 : 
- le marais de Serques à Saint-Martin-au-Laërt, d’une superficie de 555 hectares et d'une altitude variant de 2  à   6 mètres. Cette ZNIEFF, site touristique, située à l'ouest du marais audomarois, présente des terres entourées d'un important réseau de watergangs[18] ;
- l'Étang et le marais du Romelaëre, d’une superficie de 173 hectares et d'une altitude variant de 2  à   3 mètres. Cette ZNIEFF, qui appartient au marais audomarois, est caractérisé par la présence de tourbe alcaline en surface, témoin de l'activité passée d'extraction de tourbe[19] ;
- les prairies humides de Clairmarais et du Bagard, d’une superficie de 661 hectares et d'une altitude variant de 2  à   8 mètres. Cette ZNIEFF, située dans la partie est du marais audomarois, est bordée au sud par la forêt de Clairmarais, au nord par le début des collines de Flandre et son extrémité ouest constitue le prolongement sud de la réserve naturelle nationale des étangs du Romelaëre[20].

Et une ZNIEFF de type 2 : le complexe écologique du marais audomarois et de ses versants. Cette ZNIEFF est un élément de la dépression préartésienne, drainé par l’Aa, le marais audomarois est un golfe de basses terres bordé à l’Ouest par la retombée crayeuse de l’Artois et à l’Est par les collines argileuses de la Flandre intérieure.

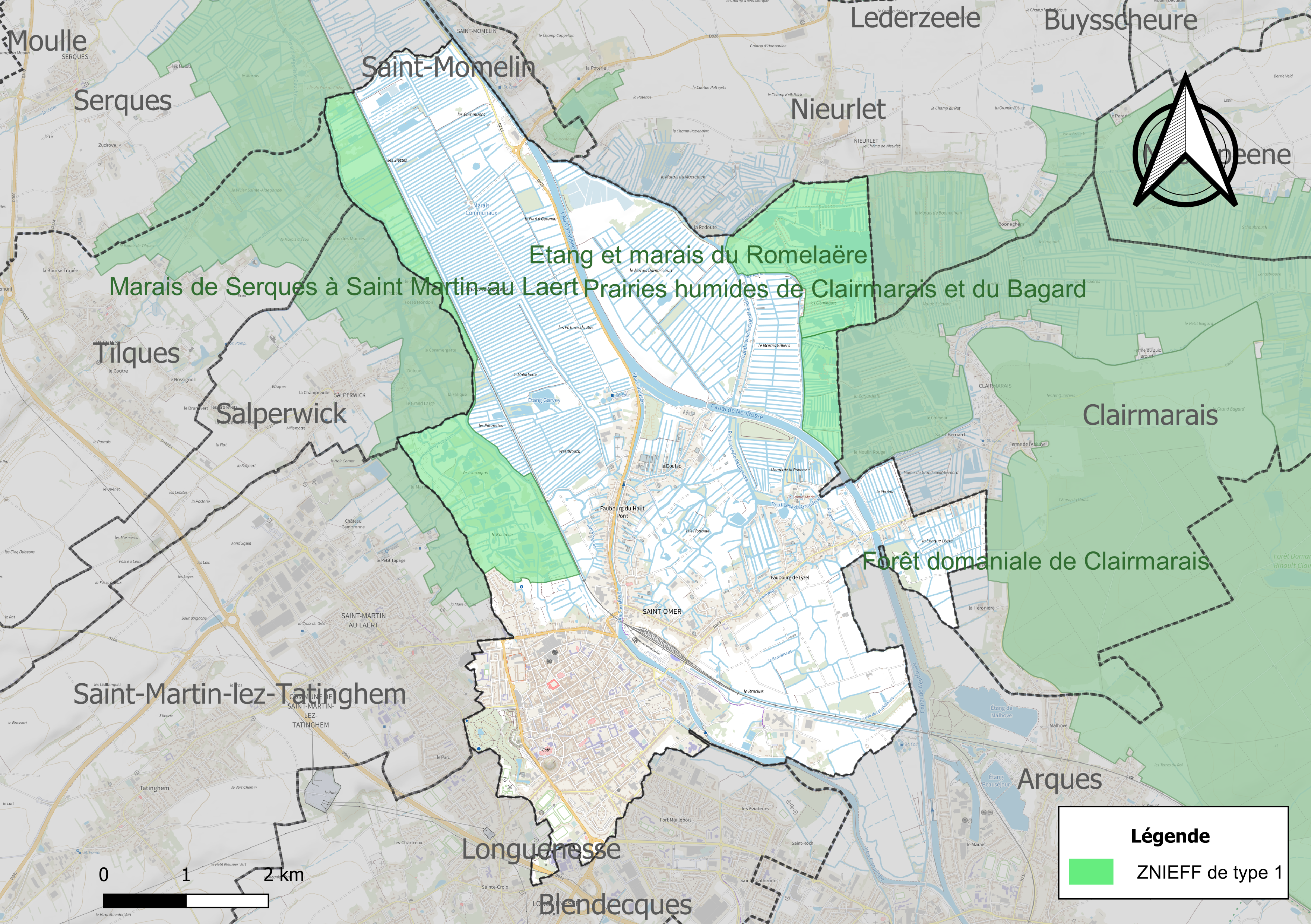
Carte des ZNIEFF de type 1 dans la commune.
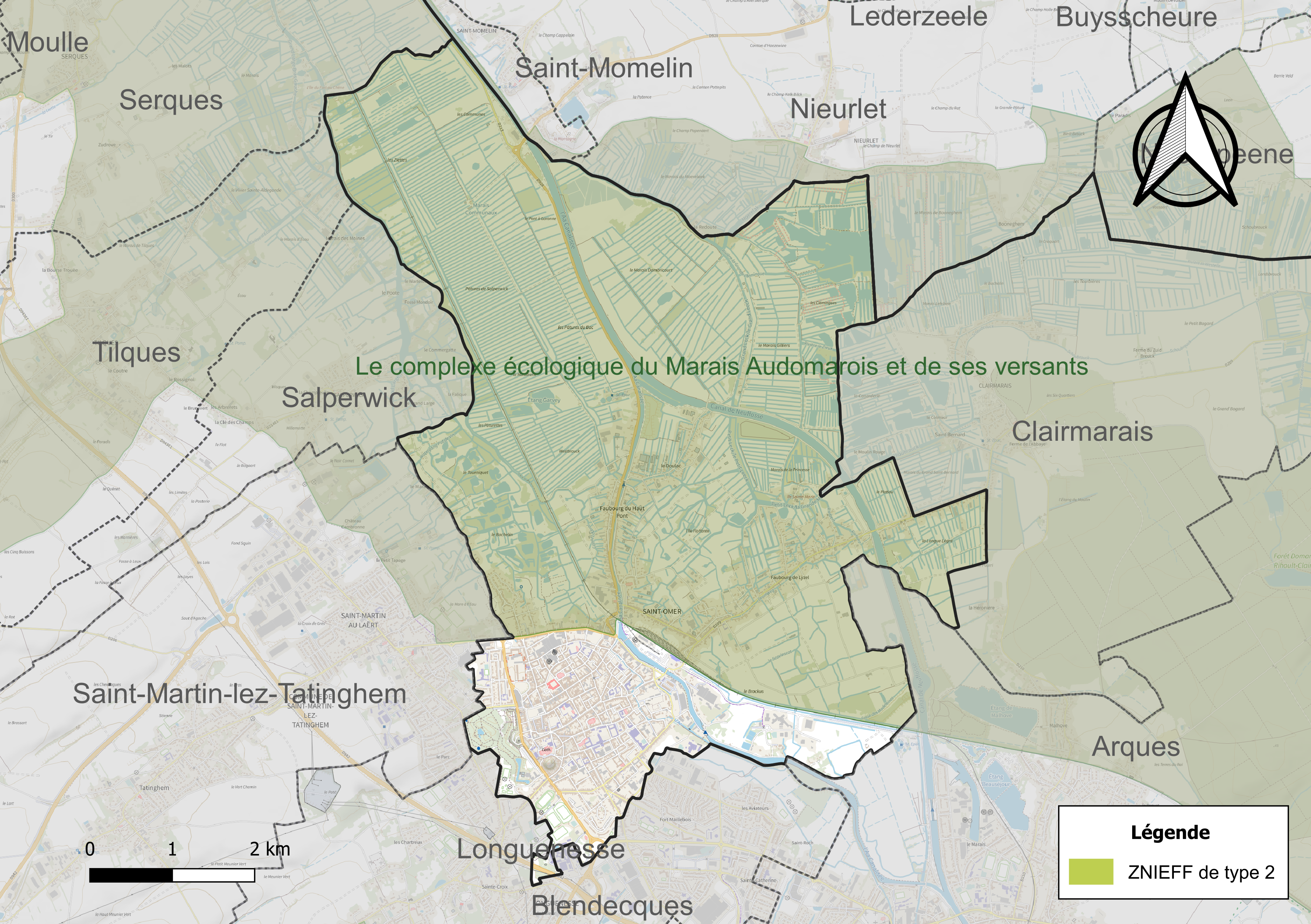
Carte de la ZNIEFF de type 2 dans la commune.

#### Sites Natura 2000
Le réseau Natura 2000 est un réseau écologique européen de sites naturels d’intérêt écologique élaboré à partir des directives « habitats » et « oiseaux ». Ce réseau est constitué de zones spéciales de conservation (ZSC) et de zones de protection spéciale (ZPS). Dans les zones de ce réseau, les États membres s'engagent à maintenir dans un état de conservation favorable les types d'habitats et d'espèces concernés, par le biais de mesures réglementaires, administratives ou contractuelles.
Dans la commune, un site Natura 2000 de type B est défini en site d'importance communautaire (SIC) : les prairies, marais tourbeux, forêts et bois de la cuvette audomaroise et de ses versants, d’une superficie de 563 hectares et d'une altitude variant de 2  à   96 mètres.
Et un site Natura 2000 de type A défini en zone de protection spéciale (ZPS) le marais audomarois, d’une superficie de 178 hectares et d'une altitude variant de 2  à   3 mètres.

## Urbanisme

### Typologie
Au 1er janvier 2024, Saint-Omer est catégorisée centre urbain intermédiaire, selon la nouvelle grille communale de densité à sept niveaux définie par l'Insee en 2022.
Elle appartient à l'unité urbaine de Saint-Omer, une agglomération inter-départementale regroupant 23  communes, dont elle est ville-centre,,. Par ailleurs la commune fait partie de l'aire d'attraction de Saint-Omer, dont elle est la commune-centre,. Cette aire, qui regroupe 79 communes, est catégorisée dans les aires de 50 000 à moins de 200 000 habitants,.

### Occupation des sols

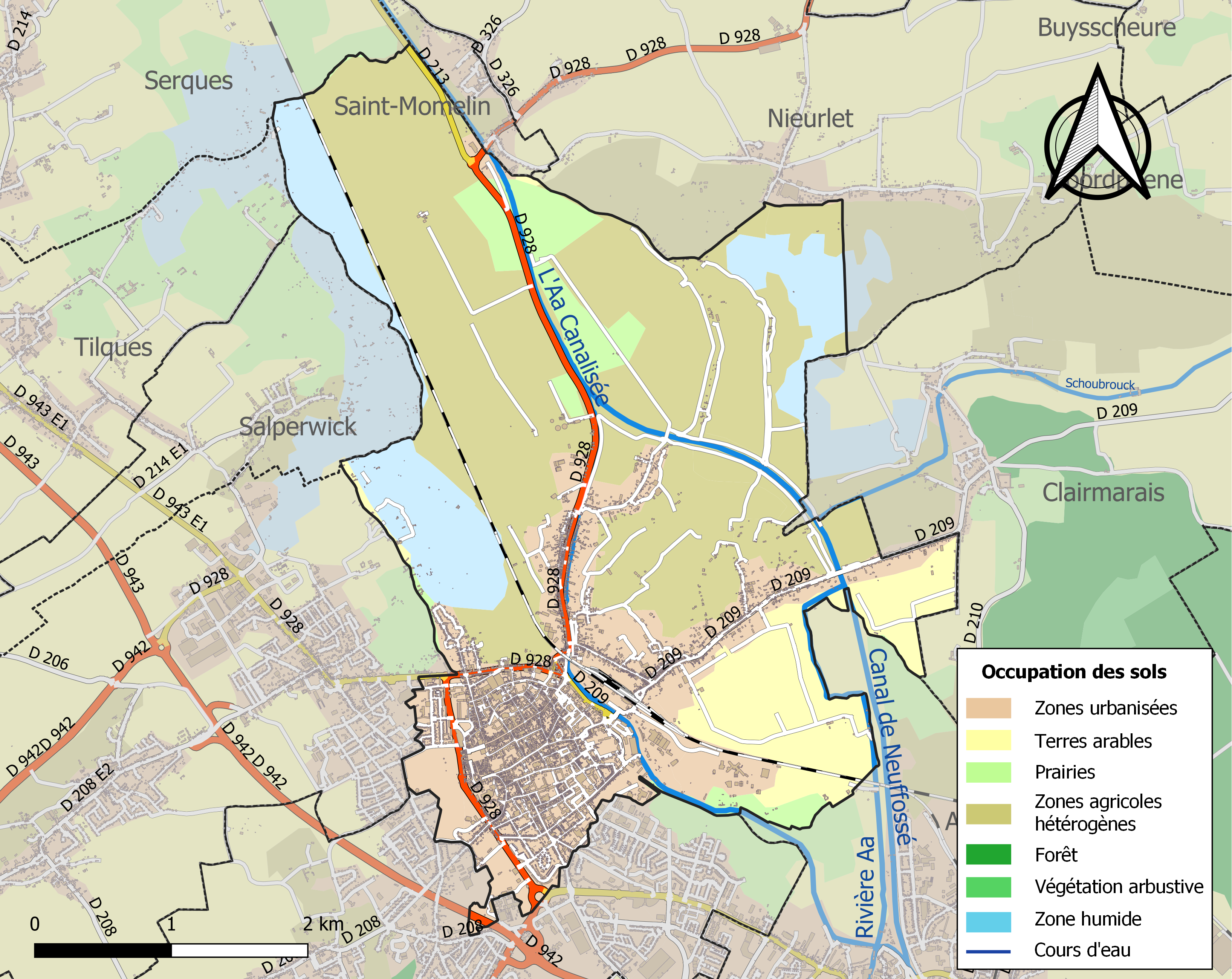
Carte des infrastructures et de l'occupation des sols de la commune en 2018 (CLC).

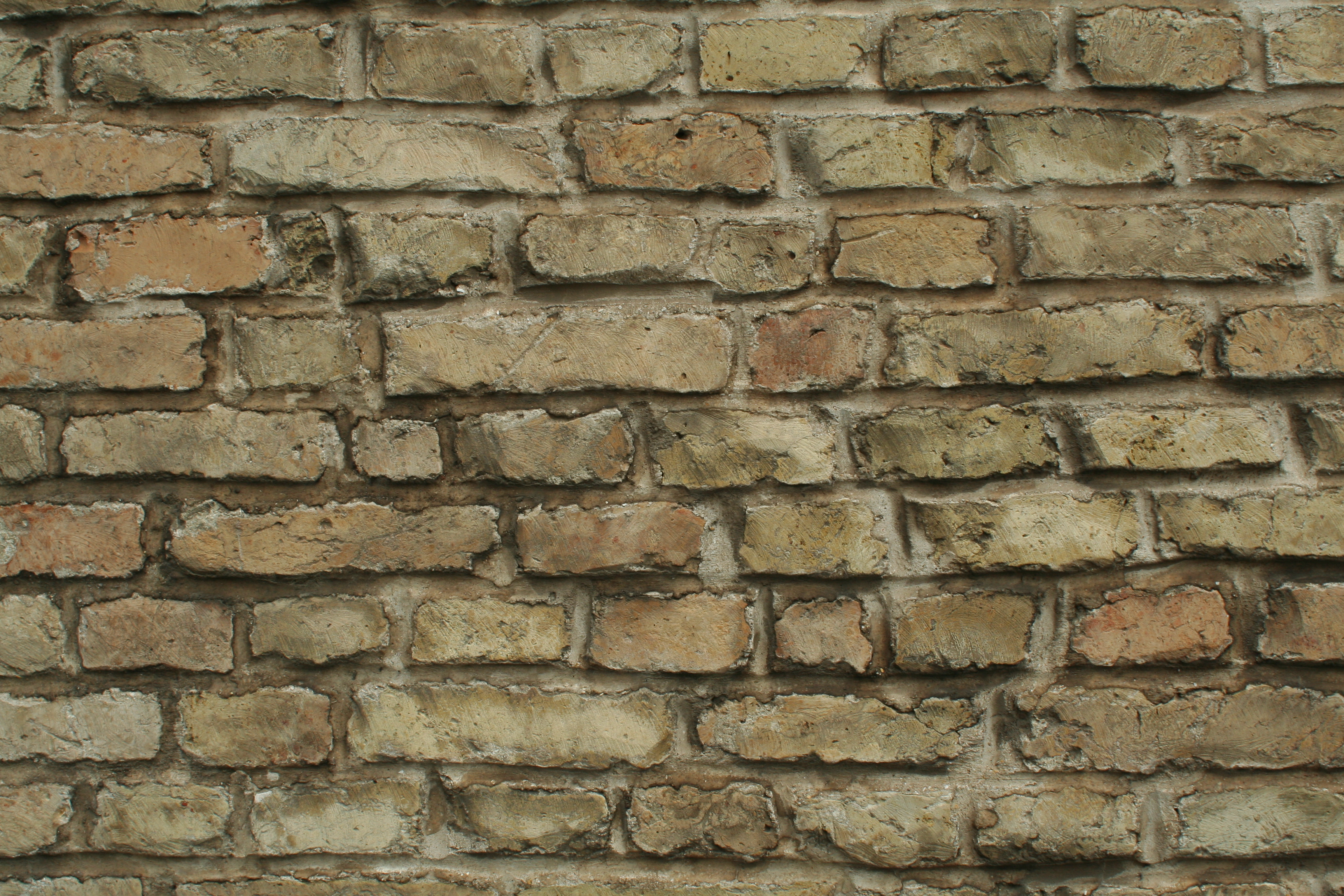
Briques en terre cuite claires de Saint-Omer sur une façade.

L'occupation des sols de la commune, telle qu'elle ressort de la base de données européenne d’occupation biophysique des sols Corine Land Cover (CLC), est marquée par l'importance des territoires agricoles (62,8 % en 2018), une proportion sensiblement équivalente à celle de 1990 (63,4 %). La répartition détaillée en 2018 est la suivante : zones agricoles hétérogènes (47,3 %), zones urbanisées (23 %), zones humides intérieures (10,5 %), terres arables (9,7 %), prairies (5,8 %), zones industrielles ou commerciales et réseaux de communication (2,4 %), espaces verts artificialisés, non agricoles (1,3 %). L'évolution de l’occupation des sols de la commune et de ses infrastructures peut être observée sur les différentes représentations cartographiques du territoire : la carte de Cassini (XVIIIe siècle), la carte d'état-major (1820-1866) et les cartes ou photos aériennes de l'IGN pour la période actuelle (depuis 1950).

### Morphologie urbaine
Le territoire communal est partagé entre le quart sud-ouest du territoire, qui correspond aux derniers reliefs de l'Artois (à environ 10 à 20 mètres d'altitude), et une majorité de sols très bas (environ 3 mètres), qui font partie du marais audomarois. L'urbanisme, dominé par la cathédrale, se concentre dans la partie haute. Le mont Sithieu est le point culminant de la ville, à 21 mètres. À l'ouest, les remparts créent un dénivelé au bas duquel se trouve un espace vert ; le sol y remonte jusqu'à la limite de Saint-Martin-au-Laërt. La ville-basse est occupée par des faubourgs, et le marais reste en grande majorité agricole, avec du maraîchage et de nombreux watringues qui drainent les sols.

### Logement
En 2021, le nombre total de logements dans la commune était de 8 484, alors qu'il était de 8 313 en 2015 et de 7 981 en 2010, soit une progression du nombre total de logements de 6,3 % depuis 2010.
Parmi ces 8 484 logements, 84,5 % étaient des résidences principales, (soit 7 170 logements), 1,8 % des résidences secondaires et 13,7 % des logements vacants. Ces logements étaient pour 40,4 % d'entre eux des maisons individuelles et pour 58,9 % des appartements.
Sur les 7 170 résidences principales, 33,3 % sont occupées par des propriétaires, 64,9 % par des locataires et 1,7 % par des personnes logées gratuitement.
Le tableau ci-dessous présente la typologie des logements à Saint-Omer en 2021 en comparaison avec celle du Pas-de-Calais et de la France entière. Une caractéristique marquante du parc de logements est ainsi la faible proportion des résidences secondaires et logements occasionnels (1,8 %) par rapport au département (6,5 %) et à la France entière (9,7 %) ainsi que d'une proportion de logements vacants (13,7 %) supérieure à celle du département (7,3 %) et de la France entière (8,1 %).
| Typologie                                               | Saint-Omer | Pas-de-Calais | France entière |
| ------------------------------------------------------- | ---------- | ------------- | -------------- |
| Résidences principales (en %)                           | 84,5       | 86,1          | 82,2           |
| Résidences secondaires et logements occasionnels (en %) | 1,8        | 6,5           | 9,7            |
| Logements vacants (en %)                                | 13,7       | 7,3           | 8,1            |

Saint-Omer, comme d'autres communes proches du pas de Calais, voit passer depuis les années 1990 de nombreux migrants clandestins cherchant à gagner le Royaume-Uni. Elle abrite un foyer pour mineurs isolés d'une capacité de 50 places, généralement saturé,.

### Voies de communications et transports

Carte des infrastructures routières et ferroviaires de la région.

#### Réseau routier
L'autoroute A26, entre Calais et Troyes (via Arras, Cambrai et Reims), passe à proximité de la commune et la dessert par le biais des sorties  3 et  4.
La ville est également sur le trajet de plusieurs routes départementales et nationales, dont l'ancienne route nationale 42 vers Boulogne-sur-Mer à l'ouest, Hazebrouck, Bailleul et l'A25 (vers Lille) à l'est. Une portion de cette route est appelée « rocade de Saint-Omer », contournant l'ouest et le sud de la ville sur presque 10 km entre Saint-Martin-lez-Tatinghem et Arques.

#### Réseau ferroviaire

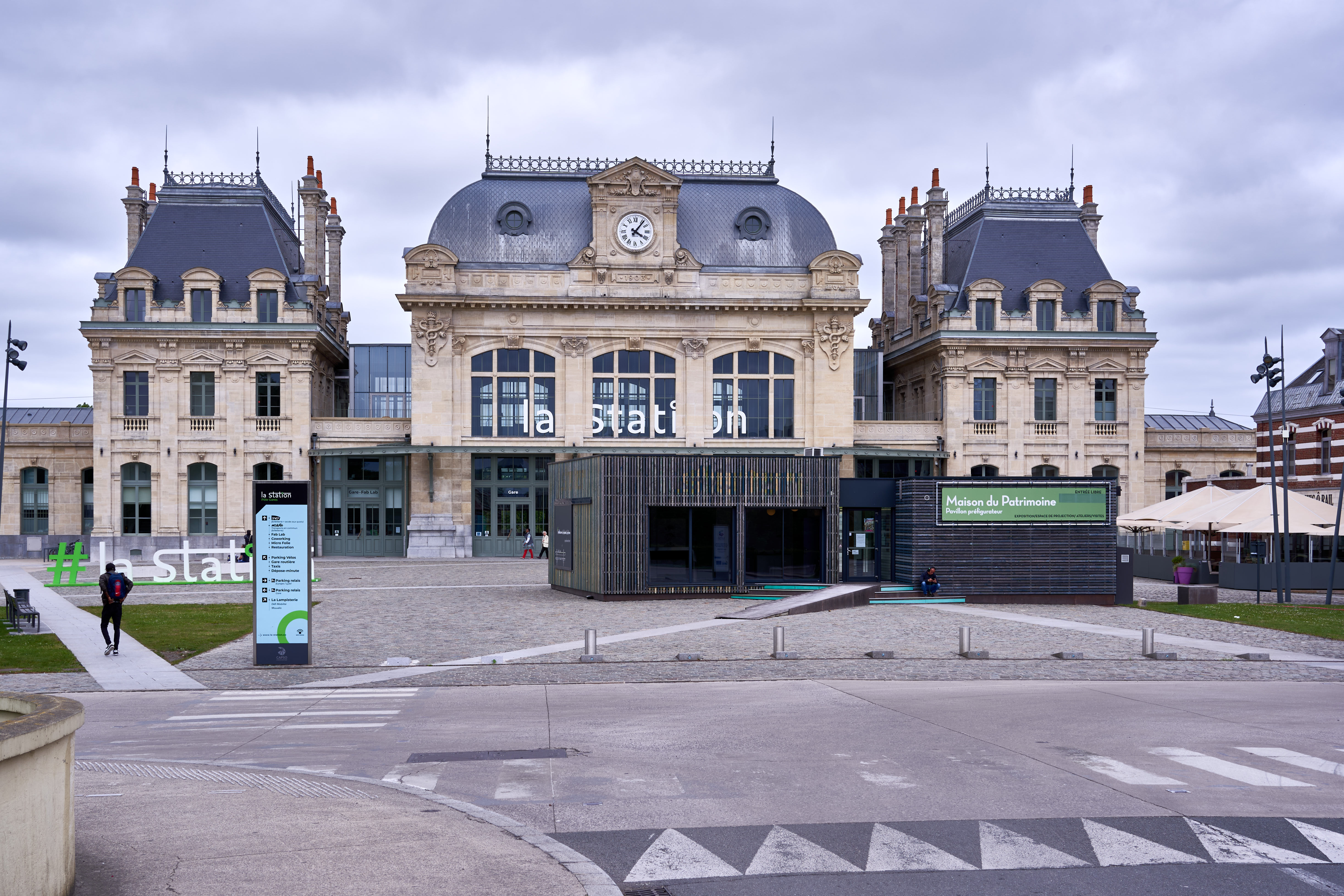
La gare de Saint-Omer.

La gare de Saint-Omer est desservie par des TER Hauts-de-France entre Calais-Ville, d'un côté, et Hazebrouck, Arras et Lille-Flandres, de l'autre.
Elle a été construite en 1902 pour la Compagnie des chemins de fer du Nord par les architectes Ligny, Aumont et Vainet. La gare est de style classique. La partie centrale de la gare, endommagée pendant la seconde Guerre mondiale, a été remise en état en 1948. En 1984, la gare de Saint-Omer est inscrite à l’inventaire supplémentaire des Monuments Historiques.
La gare est devenue, depuis 2014, un pôle d’échanges multimodal. Avec entre autres l’aménagement d’une gare routière, d'une piétonisation de son parvis et des espaces de stationnement afin de faciliter les transports en commun et d’offrir une alternative au transport individuel.

#### Transport aérien
Les aéroports les plus proches de Saint-Omer sont :
- L'aéroport de Lille - Lesquin (situé à 65 km de la ville) qui assure des liaisons avec des villes françaises, d'Europe et d'Afrique francophone
- L'aéroport de Beauvais (situé à 145 km de la ville) qui assure des liaisons avec toute la France, l'Europe et l'Afrique francophone
- L'aéroport de Charleroi à 160 km qui assure les liaisons vers les villes d'Europe, d'Afrique du Nord et vers la Chine
- L'aéroport de Bruxelles à 160 km pour les liaisons internationales.

L'aérodrome de Saint-Omer - Wizernes, situé à Longuenesse, à 2,5 km au sud-ouest de Saint-Omer, est utilisé pour la pratique d'activités de loisirs et de tourisme (aviation légère).

#### Transport en commun
Le réseau de transport en commun de la ville de Saint-Omer se définit en quatre points :
- le réseau Mouvéo ;
- 5 lignes interurbaines des réseaux Arc-en-Ciel 1 et Oscar gérées par la région Hauts-de-France ;
- un réseau de transport à la demande baptisé Mouvéo TAD qui permet aux habitants des communes rurales de rejoindre Saint-Omer et son agglomération et vice versa ;
- il existe également un réseau de 38 circuits scolaires spéciaux destinés à desservir les 8 collèges et 7 lycées de l'agglomération[31].

## Toponymie
Le nom de la localité est attesté sous les formes Sitdiu en 662 ; Sithiu en 685 ; Sithius aux VIIIe – IXe siècles ; Villa Sancti Audomari en 1042 ; Sithuu en 1119 ; Sanctus Hotmarus en 1198 ; Seynt Homer au XIIe siècle ; Sanctus Audomarus in Flandria au XIIe siècle ; Saint Omeir en 1202 ; Saint Omerk en 1253 ; Saint Homeir en 1255 ; Saint Omer en 1259 ; Sanctus Odemerius en 1293 ; Sanctus Odomarus en 1298 ; Saint-Homer en 1311 ; Saint-Omel en 1321 ; Saint-Aumer en 1369 ; Villa Audomarensis au XIVe siècle ; Sente-Omaers au XVe siècle ; Odomaropolis en 1561 ; Morin-la-Montagne en 1793 ; Saint Omer en 1793 et Saint-Omer en 1801.
Le nom de la commune, en flamand de France, est Stomaers. En 2024, un panneau Stomaers est posé par la municipalité aux entrées de la commune en venant de Clairmarais et de Saint-Momelin.
Saint-Omer apparaît dans les écrits de chroniqueurs au cours du VIIe siècle sous le nom de Sithiu (Sithieu ou Sitdiu), nom du mont Sithiu, en contrebas duquel fut bâtie l'abbaye Saint-Bertin fondée sous l'impulsion d'Audomar (Audomarus, Odemaars ou Omer), moine de Luxeuil, évêque de Noyon-Tournai puis de Thérouanne en 637, fondateur de l'abbaye de Saint-Bertin autour de laquelle la ville a été bâtie. Il meurt le 1er novembre 670 à Wavrans-sur-l'Aa. L'abbaye doit son nom à Saint-Bertin qui travailla comme compagnon d'Audomar. C’est au cours du Xe siècle que l'endroit a pris son nom actuel de Saint-Omer.
Durant la Révolution, la commune porte les noms de La Barrière et de Morin-la-Montagne du nom du peuple gaulois des Morins occupant les lieux durant la période celte. La commune porte le nom de Saint-Onmé ou Saint-Omé en picard et Sint-Omaars en flamand.
Ses habitants sont appelés les Audomarois du nom d'Audomar de Thérouanne.
Le faubourg du Haut-Pont aurait pour origine un pont de bois très haut sur l'Aa, sous lequel pouvaient passer les vaisseaux en provenance de la mer du Nord par l'ancien golfe de l'Aa. Ses habitants portent le nom de Haut-Ponnais.
L'origine du nom du faubourg de Lysel proviendrait des nombreux canaux séparant les parcelles agricoles en îles. Ses habitants portent le nom de Lyselards.
De nombreux canaux et lieux-dits dans le marais sur la rive orientale de l'Aa ont des noms qui ont une origine flamande : le Brockus (« brouck ou marais »), le Westbrouck (« marais de l'ouest »), le Bogarwaert, le Hongarwaert, le Stackelwaert. D'autres lieux ont un nom d'origine commune franco-flamande : la Grande Meer, la Haute Meldyck, la Basse Meldyck (meel signifiant « farine » en flamand car ces canaux ont été construits en 795 pour le bon fonctionnement d'un moulin et dyck signifie « digue » en flamand), tandis que certains ont un nom d'origine française : l'Île Flottante, l'Île Sainte-Marie, le Bac.

## Histoire
Depuis la fin de l'ère tertiaire et avec les périodes glaciaires, une transgression marine (Dunkerque II) submerge les terres dans une zone correspondant au triangle que forme aujourd'hui Calais, Dunkerque et Saint-Omer, et les deltas de l'Aa et de l'Yser se confondent. Le littoral est occupé par les Morins, peuple Gaulois d'origine celte dont la capitale est Tarvenna (actuellement Thérouanne).
C'est probablement à Saint-Omer ou environ que Jules César construisit Portus Itius d'où en 55 et 54 av J.C. il partit pour envahir la Bretagne (Grande-Bretagne actuelle),,.

### Moyen Âge

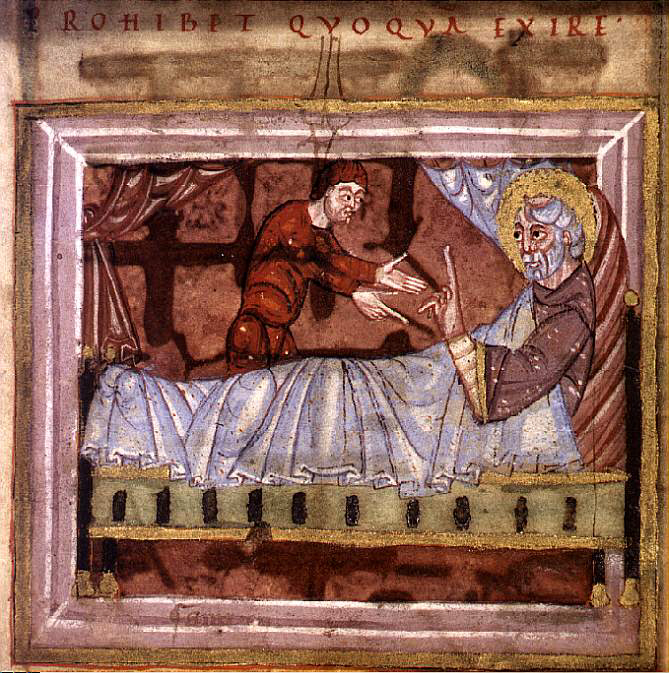
Omer et son serviteur, XIe siècle.

Vers 600, le roi Dagobert Ier nomme évêque de Thérouanne un moine de l'abbaye de Luxeuil, Audomar (saint Omer), dans le but d'évangéliser la région. Il s'installe à Sithiu (ou Sithieu, ancien nom de Saint-Omer), terre marécageuse où il convertit le seigneur des lieux, Adroald qui va lui donner sa terre aux alentours de 650. Audomar va construire sur le mont Sithiu (13 m) une église dédiée à la Vierge, église qui se transformera en une collégiale puis qui deviendra la cathédrale Notre-Dame de Saint-Omer.
Il fait venir de Luxeuil trois moines, Bertin, Momelin et Ebertram pour lui prêter main-forte. Ils vont s'installer sur une butte à une lieue de là (aujourd'hui Saint-Momelin). La communauté s'agrandit et construit en contrebas du mont un monastère dédié à saint Paul et saint Pierre (future abbaye Saint-Bertin), Bertin en est élu père abbé. Une route va être construite entre le monastère haut et le monastère bas (aujourd'hui rue Saint-Bertin). Autour de cet axe vont se construire les huttes des hommes venus aider les moines, Sithiu devient alors un bourg,. Audomar meurt en 670 à Wavrans sur l'Aa, il est canonisé en saint Omer, Bertin et Momelin le seront aussi.

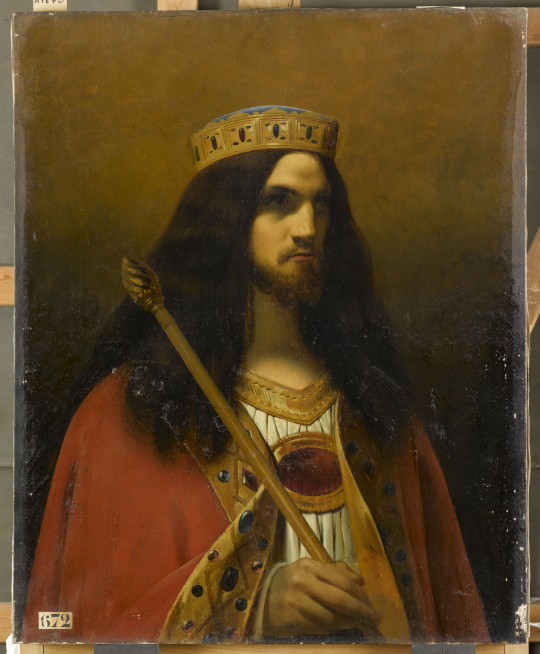
Childéric III par Émile Signol, XIXe siècle.

Entre le 22 décembre 751 et le 23 janvier 752, Childéric III dernier roi de France de la dynastie Mérovingienne, est enfermé et tondu à l'abbaye Saint-Bertin après sa destitution par Pépin le Bref. Il devient moine et meurt dans l'abbaye vers 755. Inhumé dans le cloitre, les fouilles archéologiques n'ont pas permis d'identifier sa sépulture. En 795, sous l'abbé Odland (795-804), La Basse-Meldyck (contraction de meel « farine » et dyck « digue » en flamand) autrement dit l'Aa est creusé pour alimenter un moulin à eau, suivra la Haute-Meldyck.
Pendant l'abbatiat de Fridogise (824-830), les moines de l'abbaye se séparent. 60 moines restent à l'abbaye tandis que 30 autres adoptent la règle de Saint-Augustin et partent s'installer dans le monastère haut où ils forment un collège de chanoines. L'église devient une collégiale. En juin 843, Hugues, fils de Charlemagne et abbé de Saint-Quentin ainsi que de Saint-Bertin, retire de Sithieu le corps de saint Omer pour l'amener à Saint-Quentin. L'évêque de Thérouanne, saint Folquin, prévenu, fait mobiliser la population et les reliques retournent dans la ville dans la liesse populaire et accompagné de fleurs, juin étant la période de floraison. C'est l'origine de la fête de Saint-Omer en fleurs qui fut fêtée durant le Moyen Âge. Folquin cacha dans l'abbaye les reliques de Saint-Bertin pour les protéger des Vikings, elles ne seront retrouvées qu'en 1050,
La ville, du fait des richesses que contient l'abbaye Saint-Bertin fut par trois fois, en 845 en 861 et en 891, la cible de raids vikings marquant l'histoire de cette cité,. Lors de leur dernière invasion, en 891, leurs attaques se brisent contre un rempart qui vient d'être élevé.
La première fois, en 860, où les troupes d'un certain Weland tentent de prendre par surprise l'abbaye Saint-Bertin mais les moines ont eu le temps de s'enfuir avec les trésors du lieu en laissant un religieux qui se fera torturer et tuer par les Normands. Une seconde fois, vers 882, une importante flotte pille et incendie l'abbaye après avoir détruit Thérouanne, qui ne s'en remettra que 100 ans plus tard. Une troisième fois, le 18 avril 891, d'après un témoin oculaire qui raconte dans le livre Miracles de Saint Bertin, plusieurs centaines de Vikings apparurent dans les hauteurs de Longuenesse, incendièrent les fermes et pillèrent le bétail. Mais les soldats audomarois prévenus de leur arrivée, les mirent en déroute et en tuèrent une bonne partie dans les marais, sous les yeux des habitants massés sur les remparts (construits autour de la ville et spécialement autour des monastères haut et bas après la seconde attaque normande). Ils réapparurent le 2 mai, mais Saint-Omer serait apparu en songe à un moine pour l'avertir du danger. Les vikings occupèrent l'abbaye pour ensuite attaquer en vain le petit château de Sithiu.

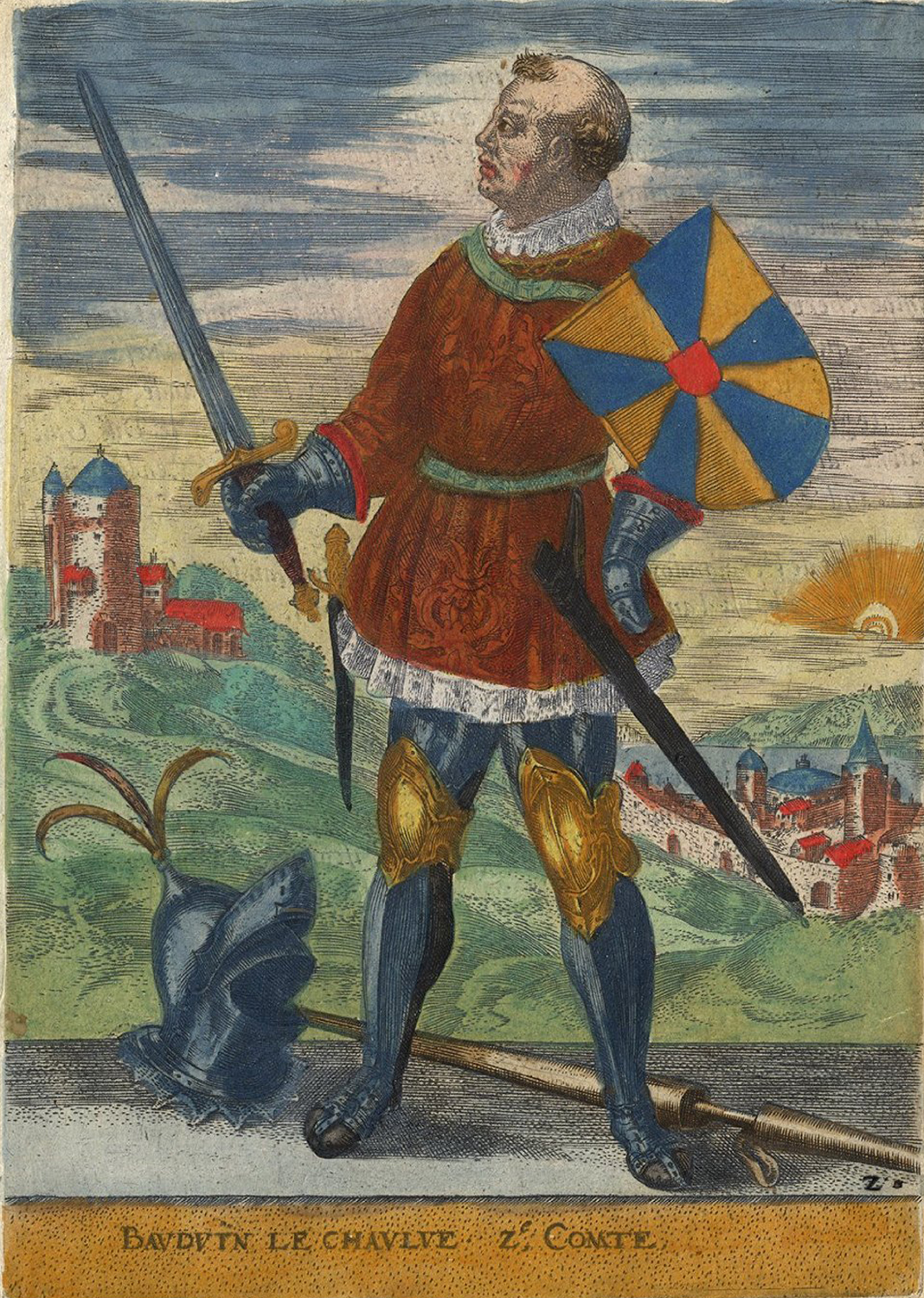
Baudoin II de Flandre, Pierre Balthasar, 1598.

En 874, un marché est institué par Charles le Chauve et s'installe au pied du château seigneurial, marché qui deviendra 100 ans plus tard le grand et seul marché de la région (Thérouanne ayant été détruite et ruinée par les Normands),. Vers 890, une concurrence s'installe entre le pouvoir religieux et le seigneur de Sithiu. Foulques le vénérable, abbé de Saint-Bertin prête allégeance au comte de Flandre, Baudoin II. Ce dernier va fortifier la ville et construire une Motte castrale pour la protéger après le traumatisme des incursions normandes. C'est aujourd'hui la seule encore debout en Flandre,. Foulques est assassiné le 17 juin 900 sur ordre de Baudoin II car il avait des convoitises sur l'abbaye Saint-Bertin. Il se fait nommer abbé par Charles le Chauve la même année. Fin stratège il va entourer par une même enceinte les deux monastères, la bourgade devient une ville qui prend les limites et formes qu’elle gardera pendant 1 000 ans.
C'est vers 900, que la ville prend le nom définitif de Saint-Omer. Aux XIe et XIIe siècles, les marchands de Saint-Omer sont organisés en guilde, dotée de statuts. Y sont codifiés, les beuveries mais aussi les conditions d'admission, le rôle des doyens, l'entraide, la charité envers les pauvres, l'entretien des places et des remparts, etc.
Vers 1014-1048, une dernière transgression marine (Dunkerque III) submerge la plaine maritime créant un golfe, le Graveninga. Le roi de France Philippe Ier, en 1072, après la défaite de la bataille de Cassel, va revenir piller la ville, probablement en guise de représailles, puis se retire.

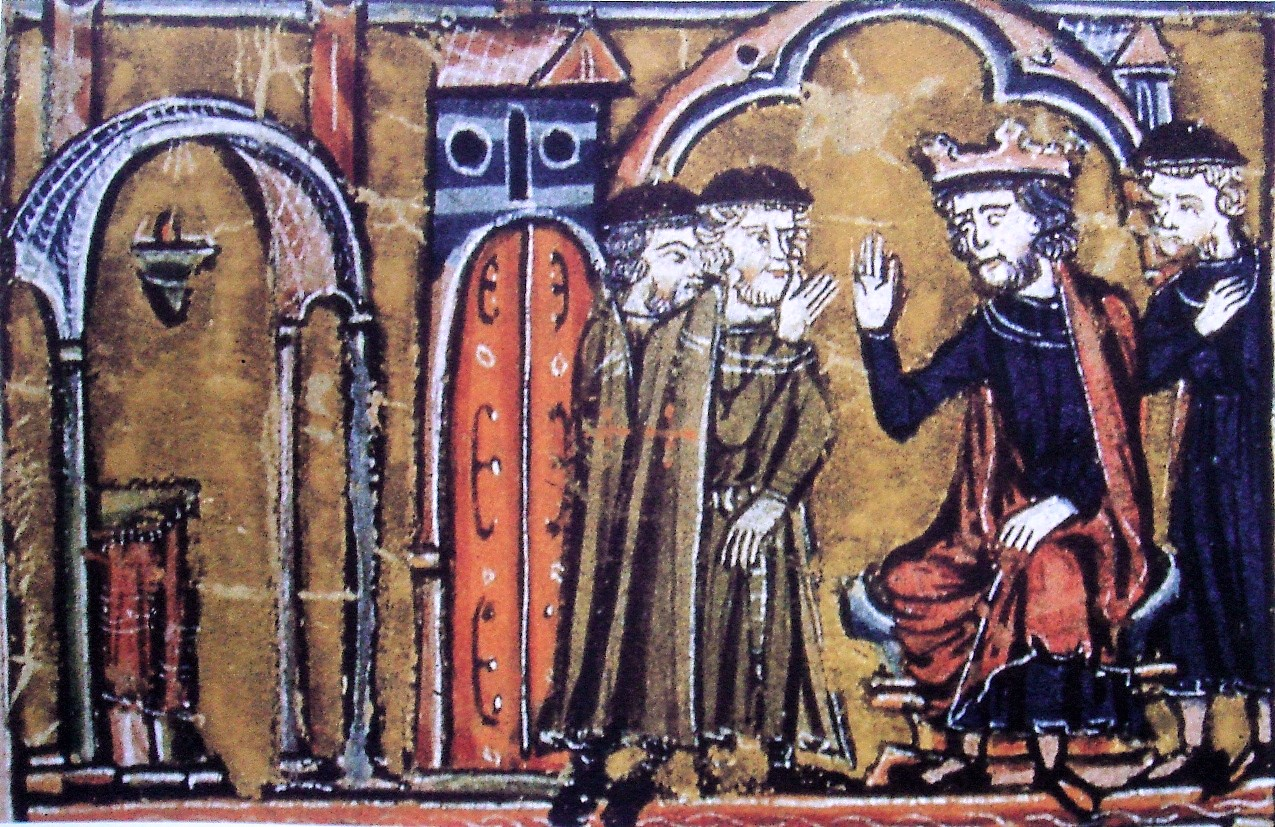
Baudoin II de Jérusalem. donnant une partie de son palais à Hugues de Payns et Godefroy de Saint-Omer (fondation des Templiers), Guillaume de Tyr Histoire des croisades

En 1096, Guillaume Ier de Saint-Omer participe avec trois de ses fils, Godefroy (cofondateur de l'ordre du Temple), Gérard et Hugues à la première croisade. Le nom de ce dernier figure dans la cinquième salle des croisades du château de Versailles. Vers 1100, est creusé le nouvel Aa (Le Grand Large), premier exutoire vers la mer. Des petits canaux entourant la butte et débouchant dans le Grand Large sont creusés, c'est l'apparition du Vinquai et du Haut-Pont.
Au cours des XIIe et XIIIe siècles, l'industrie textile y fut florissante. Au cours de sa période de plus grande prospérité, la ville fut en Occident une des premières à bénéficier d’institutions communales, peut-être au début des années 1070 (Saint-Omer dispose d'un sceau dès 1050, le sceau étant un des attributs de la commune). Ces institutions prennent la suite d’institutions d’entraide de voisinage, formalisées sous forme de confrérie, qui évolue ensuite en guilde marchande, qui a donné naissance à la commune. Cette commune est un soutien pour le comte de Flandre qui lui a accordé ces libertés. Saint-Omer reçoit une charte communale qui confirme les anciennes libertés déjà accordées le 14 avril 1127 par Guillaume Cliton, comte de Flandre ce qui en fait la deuxième ville de France après Le Mans à devenir commune. Par la suite, elle dut céder à Bruges la première place pour le tissage.

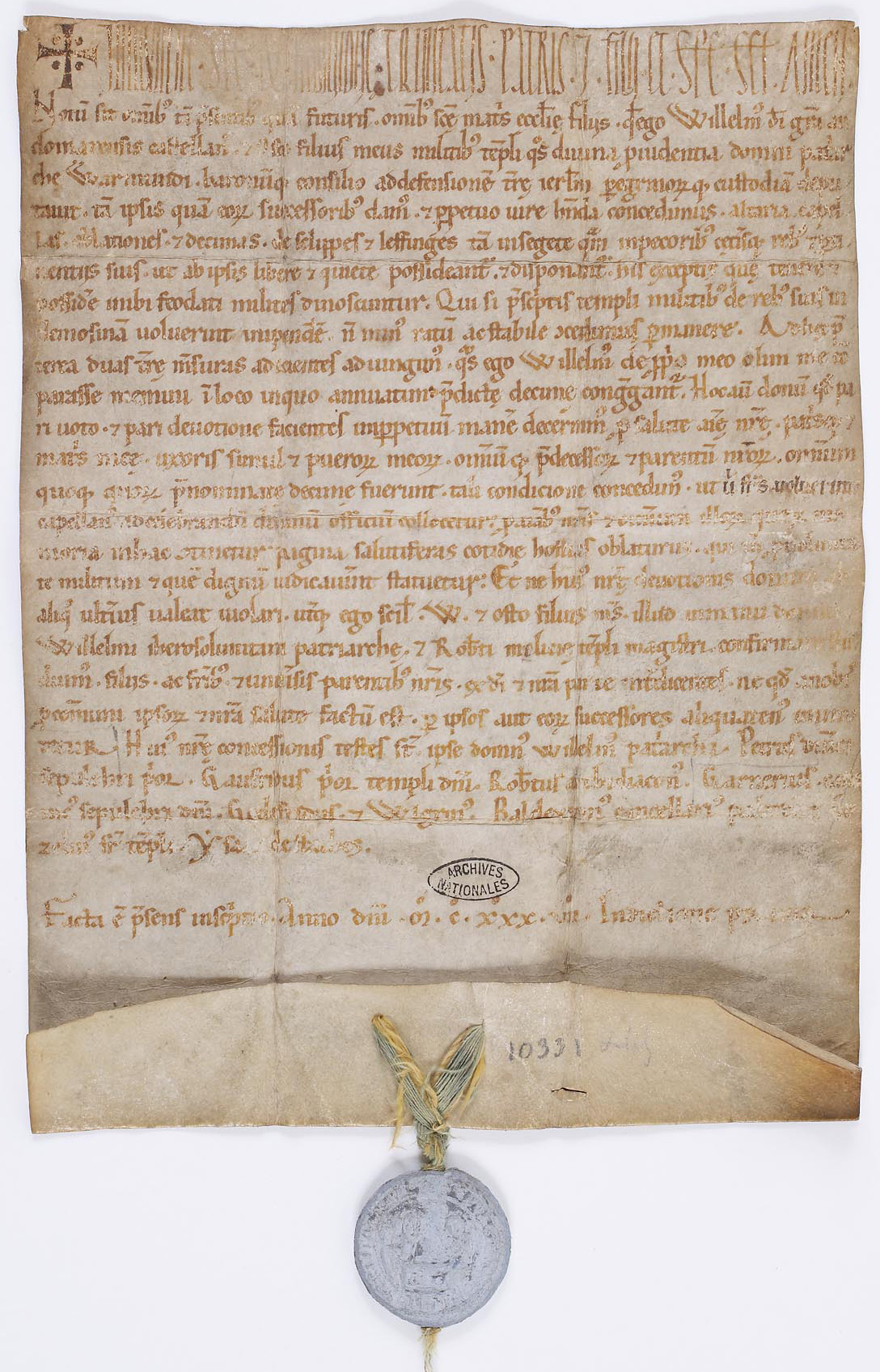
Guillaume II, châtelain de Saint-Omer, et son fils Oston, renouvellent entre les mains du patriarche de Jérusalem la donation des églises de Slype et Leffinge faite à l'ordre du Temple. Jérusalem, 1137. Archives nationales de France.

De 1160 à 1170, le réseau navigable est perfectionné et l'artère vitale « la Grande rivière » (actuel canal de Neufossé) est creusée et fortifiée du Haut-Pont jusqu'à la Grande écluse de Gravelines. Ainsi devenu un port de mer, Saint-Omer est capable d'accueillir des bateaux ayant jusqu'à 500 tonneaux. La ville se développe ainsi que les rues principales (Rue Saint-Bertin, Grosse Rue [Rue Carnot] et Tenne Rue [Rue de Dunkerque]), qui acheminent les marchandises du port en contrebas jusqu'au marché sur la butte. Parallèlement se fait l'aménagement du marais en marais cultivable dont 600 ha seront propriété de la commune. À la suite de la mort sans héritier, en juin 1191, du comte de Flandre Philippe d'Alsace, Philippe Auguste prend possession effective de l'Artois, comprenant les places d'Arras, Bapaume, Hesdin, Saint-Omer et Aire-sur-la-Lys, ainsi que la suzeraineté sur les comtés de Boulogne, Guînes et Saint-Pol, et de la place vermandoise de Péronne. Mais dès 1196, le comte de Flandre, Baudouin IX — bientôt épaulé par le comte de Boulogne Renaud de Dammartin, pourtant vassal du roi de France — entre à nouveau en conflit avec Philippe Auguste, et dès 1197, le comte déjà maître du Cambrésis et de Tournai, reprend la place de Saint-Omer ainsi que celle d'Aire-sur-Lys, que la couronne abandonnent officiellement par le traité de Péronne, en 1200. La place est récupérée par le roi de France, en 1211, en contrepartie de son accord pour le mariage de l'héritière du comté de Flandre, Jeanne de Flandre, fille de Baudouin IX, avec Ferrand du Portugal. Toujours vers 1200, apparaît la quatrième fortification encerclant de 100 à 110 ha. Elle comprend 70 tours, quatre portes et quatre waterportes. La pièce maîtresse est le château comtal de l'Esplanade (actuel cinéma). L'enceinte contient deux grands monastères (St-Bertin et Notre Dame), six églises paroissiales, la chapelle du marché, la halle échevinale (sur la Grand place), les deux vieux et Grands marchés et ports (le Vinquai, le Haut-Pont et l'Estate). Saint-Omer fut perdue par le comté de Flandre au traité de Pont-à-Vendin du 25 février 1212 et devint une des principales places du comté d'Artois qui venait de se créer. En 1214, Ferrand de Flandre essaya de reprendre la ville mais il fut vaincu à la bataille de Bouvines. Dès lors la francisation commença et les documents officiels furent écrits en français; le flamand n'en resta pas moins la langue courante dans la population et, au XIIIe siècle, le chroniqueur Guillaume d'Andres nous affirme que, de son temps, les affaires se plaidaient en flamand. Encore en 1507 la coutume de Saint-Omer précise dans son article 7 que « ses majeurs et eschevins ont accoustumé faire raidigier leurs dictes sentences criminelles en langaige flamang ». La ville resta d'ailleurs dans une large mesure au sein du réseau économique des Pays-Bas dont elle était officiellement séparée. En 1231, à une période ou la ville se construit beaucoup, Saint Louis et sa mère Blanche de Castille vienne à Saint-Omer où ils confirment les privilèges accordés à l'abbaye Saint-Bertin. La tour de l'abbaye sera achevée deux siècles plus tard.

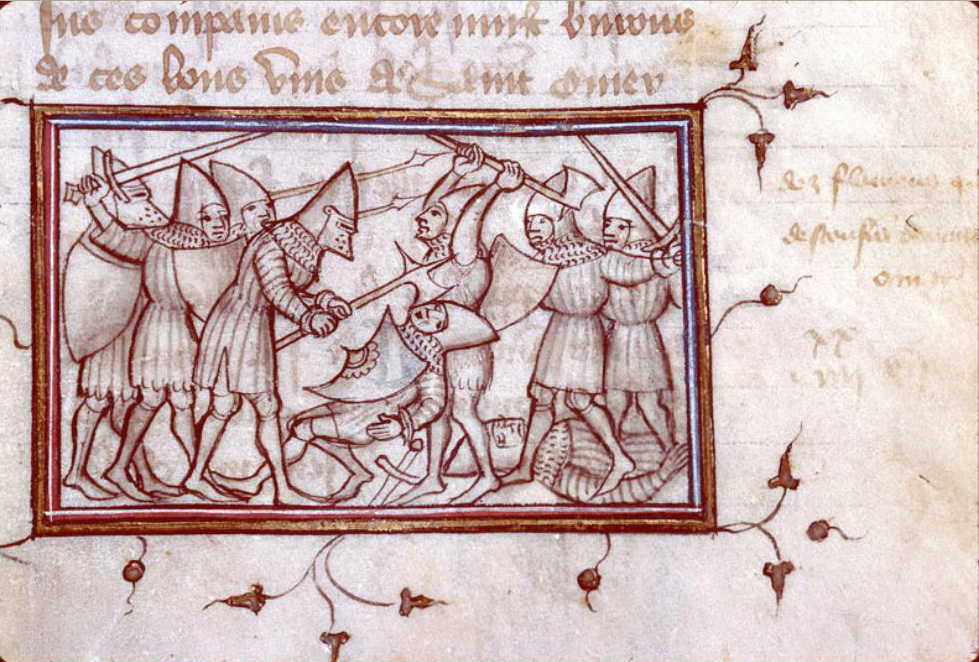
Bataille de Saint-Omer (Fleurs des chroniques - Besançon ~1384).

Ville économiquement prospère, Saint-Omer paraît également avoir été à la fin du Moyen Âge, entre la Flandre et l'Artois et Amiens, un centre artistique relativement important. Les chantiers de construction de la puissante abbaye Saint-Bertin et de la collégiale voient intervenir dès le XIIIe siècle des équipes d'artistes en provenance de Picardie et d'Île-de-France.
En 1294, la population flamande se révolte, Saint-Omer du fait de sa position stratégique subit de plein fouet cette révolte. Vers l'an 1300 la ville compte près de quarante mille habitants. En 1302 et 1303 la ville est attaquée par les Flamands, et en 1337 et 1339 par les Anglais. En 1325, le collège des Bons-Enfants dirigé par les Chartreux et futur collège des Jésuites anglais est fondé. En 1337, la guerre de Cent Ans éclate, les partisans du comte de Flandres Louis Ier de Nevers et de Philippe VI se réfugient à Saint-Omer. Le peuple flamand ralliés à Jacob van Artevelde se solidarise avec les Anglais. En prévision d'attaques, une enceinte est bâtie, on inonde les marais, on plante des pieux dans les rivières, on brûle préventivement les faubourgs et l'on rentre les récolte dans la ville.
Le siège et la bataille de Saint-Omer ont lieu le 26 juillet 1340, c'est la première bataille terrestre de la guerre de cent ans. La ville subit de nombreux assauts pendant la guerre, en 1349 les Flamands et les Anglais assiègent en vain la ville. Sûrement arrivée de Calais vers 1346-1349 la peste noire fait des ravages à Saint-Omer où un tiers de la population meurt. Les maisons sont abandonnées et tombent en ruines et les bourgeois quittent la ville.
Une paix fragile est conclue, mais devant payer la rançon de Jean II le Bon, ironiquement capturé par Denys de Morbecque de la famille des seigneurs de Saint-Omer à la Bataille de Poitiers en 1356 (rançon pour laquelle furent frappés les premiers francs). La ville sombre dans la misère et la criminalité. Les biens ruraux disparaissent et il faudra attendre 1360 pour que la ville reprenne en vitalité.
En 1384, Saint-Omer revient aux ducs de Bourgogne, mais la paix de Nimègue (1678) la céda définitivement à la France. Les épidémies firent chuter le nombre d'habitants à quinze mille au XVe siècle. Malgré cela il y aura des raids anglais dans la ville jusqu'en 1435 des suites de la paix d'Arras. En 1396, Charles VI et sa cour logent à l'abbaye Saint-Bertin pour le mariage de sa fille, Isabelle de France avec le roi Richard III d'Angleterre à Calais. Pour ce mariage des fêtes sont organisées en ville, des joutes sont disputées sur la Grand Place.
En mai 1439, étant donné que le comté de Flandre appartient au duc de Bourgogne, Phillipe III le bon, le mariage de son fils Charles le Téméraire et de la fille du roi Charles VII, Catherine de France se tient à l'abbaye Saint-Bertin,.
En 1406, les Anglais tentent de prendre la ville, mais ils ne parviennent qu'à piller les faubourgs.
En 1413, particulièrement les Anglais pillent quelques rues et capturent une trentaine d'habitants. Le 6e chapitre de l'ordre de la toison d'or se tient en 1440 à l'abbaye Saint-Bertin. La même année, c'est au tour du Duc Charles d'Orléans et de Marie de Clèves, nièce de Phillipe III le bon de se faire marier à l'abbaye Saint-Bertin. Vers 1448, se tient le célèbre Tournoi de la croix Pélerine au Nard (Saint-Martin-au-Laërt), Il dure 26 jours,. C'est sous l'abbatiat de Guillaume Fillastre (1450/1451-1473) chancelier de l'ordre de la toison d'or et pendant le passage à Saint-Omer de Charles d'Orléans que va se tenir en 1461 à l'abbaye Saint-Bertin le 10e chapitre de l'ordre de la toison d'or (créé en 1430).
C'est au XVe siècle surtout, quand la région du Haut-Pays rentre en « terre de promission bourguignonne », que l'activité artistique y connaît ses plus belles heures. En 1437, le duc de Gloucester est devant la ville. Entre 1454 et 1459, le célèbre Simon Marmion, originaire d'Amiens, y est de passage avant de rejoindre Valenciennes; il peint, à la commande du puissant abbé Guillaume Fillastre, les volets du retable de l'abbaye Saint-Bertin, aujourd'hui à Berlin et à Londres, dont la huche orfévrée avait été réalisée par les Steclin, orfèvres valenciennois d'origine rhénane.

### Époque moderne

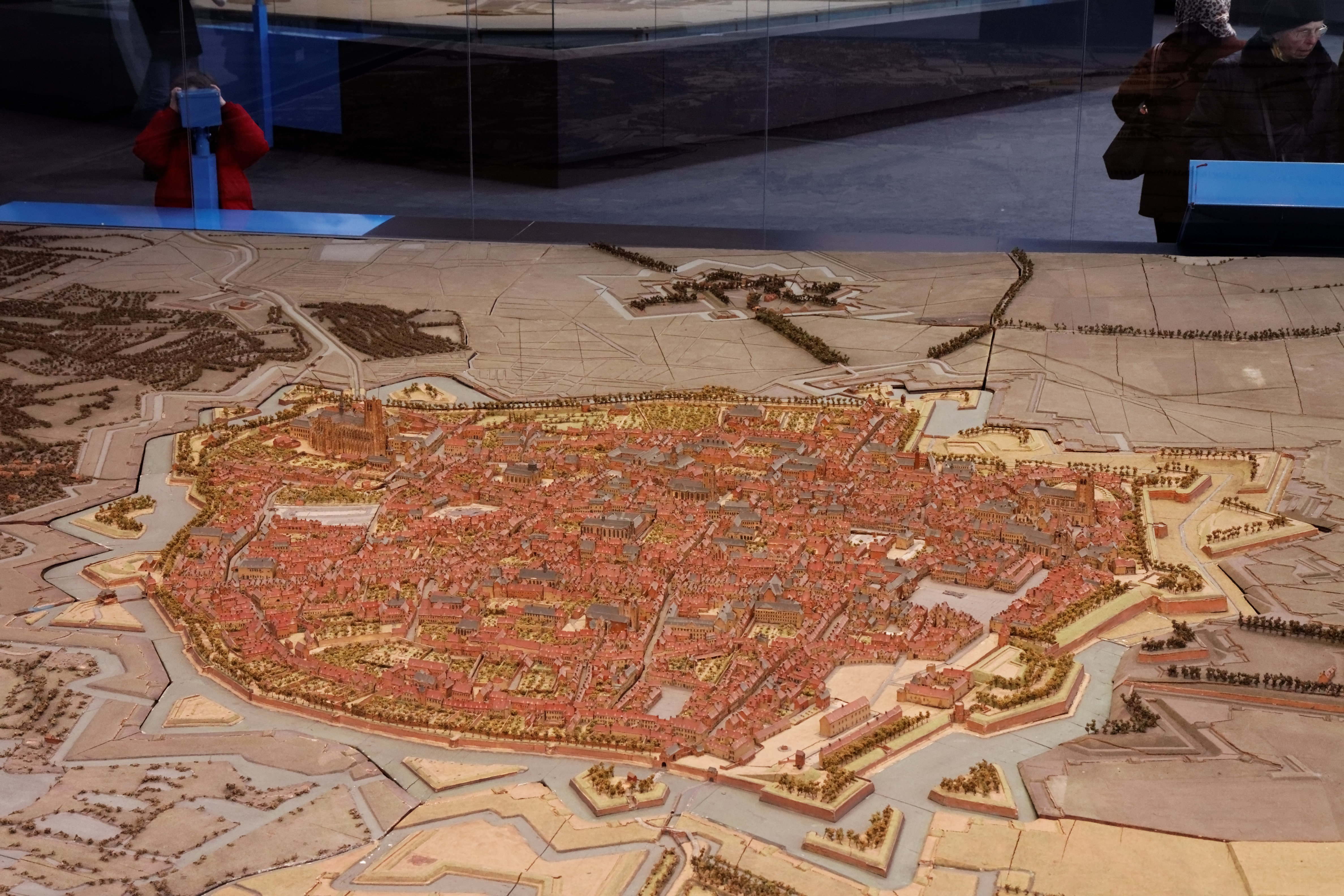
Plan-relief de Saint-Omer, vue de l'est (fait en 1758 sous la direction de Jean-Baptiste Larcher d'Aubencourt (1711-1793). Échelle 1/. Il en existe une version numérique 3D.

Le 5 janvier 1477, la guerre de succession de Bourgogne éclate à la mort de Charles le Téméraire, Saint-Omer va plusieurs fois être assiégé, passant de main française à bourguignonne.
En 1477, les troupes de Louis XI assiègent, sans succès, Saint-Omer, puis suivra le traité d'Arras le 23 décembre 1482 qui octroya officiellement le comté d'Artois au royaume de France grâce aux fiançailles de Marguerite d'Autriche avec Charles VIII. Toutefois Saint-Omer parvient à rester neutre jusqu' au Mariage,. Par ses lettres patentes, le roi Louis XI confirma en septembre 1464 les privilèges octroyés par ses prédécesseurs à la ville fraichement conquise.

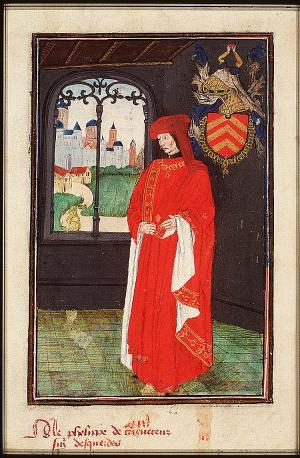
Philippe de Crèvecœur d'Esquerdes, 1478 ou vers 1491.

En 1466, Jacques de Pardieu, échevin de la ville devenu lépreux et très affaibli par quatorze ou quinze ans d'exercice ne peut plus remplir aucune charge et cède sa place d'échevin à Guilbert d'Ausque (originaire de Montreuil). En 1482, juste après le traité d'Arras une guerre civile éclate entre les partisans de Maximilien de Habsbourg et du roi de France. Saint-Omer reste fidèle aux Pays-Bas Bourguignons et obtient le 25 janvier 1487 la promesse de n’être jamais « démembrée de la maison de Bourgogne»,. La nuit du 27 mai 1487, grâce à la trahison de Philippe de Crèvecœur d'Esquerdes 700 à 800 Français entrent dans la ville avec l'aide des échevins et des grands marchands, ils rétablissent la souveraineté française,. Le 11 février 1489, grâce à une conjuration de 22 paysans et bourgeois, les Bourguignons libèrent la ville et le 17, les Français l'évacuent dans la liesse populaire. Ce jour a longtemps été chômé et une confrérie de Saint-Désiré (saint fêté le jour de la libération) organise pendant longtemps une procession dite du chat, le mot de passe des conjurés était « miaou »,.
Le 23 mai 1493, est signé le traité de Senlis qui met définitivement fin à la guerre. Le compté d'Artois revient à Phillipe le Beau, fils de Maximilien de Habsbourg. Il visite la ville en mai 1500. Saint-Omer reste aux Pays-Bas Bourguignons. Le lendemain de sa visite, le jour de l'Ascension il prête le serment des comtes d'Artois dans la collégiale.
Avec son mariage avec Jeanne de Castille en 1504, Le comté d'Artois passe sous domination espagnole. Le 12 mai 1559 (réorganisation religieuse des Pays-Bas espagnols), que la collégiale est terminée, elle accueillera bientôt le siège du nouvel évêché de la région, Thérouanne ayant été détruite par les troupes de Charles Quint en 1553. La collégiale devient une Cathédrale.

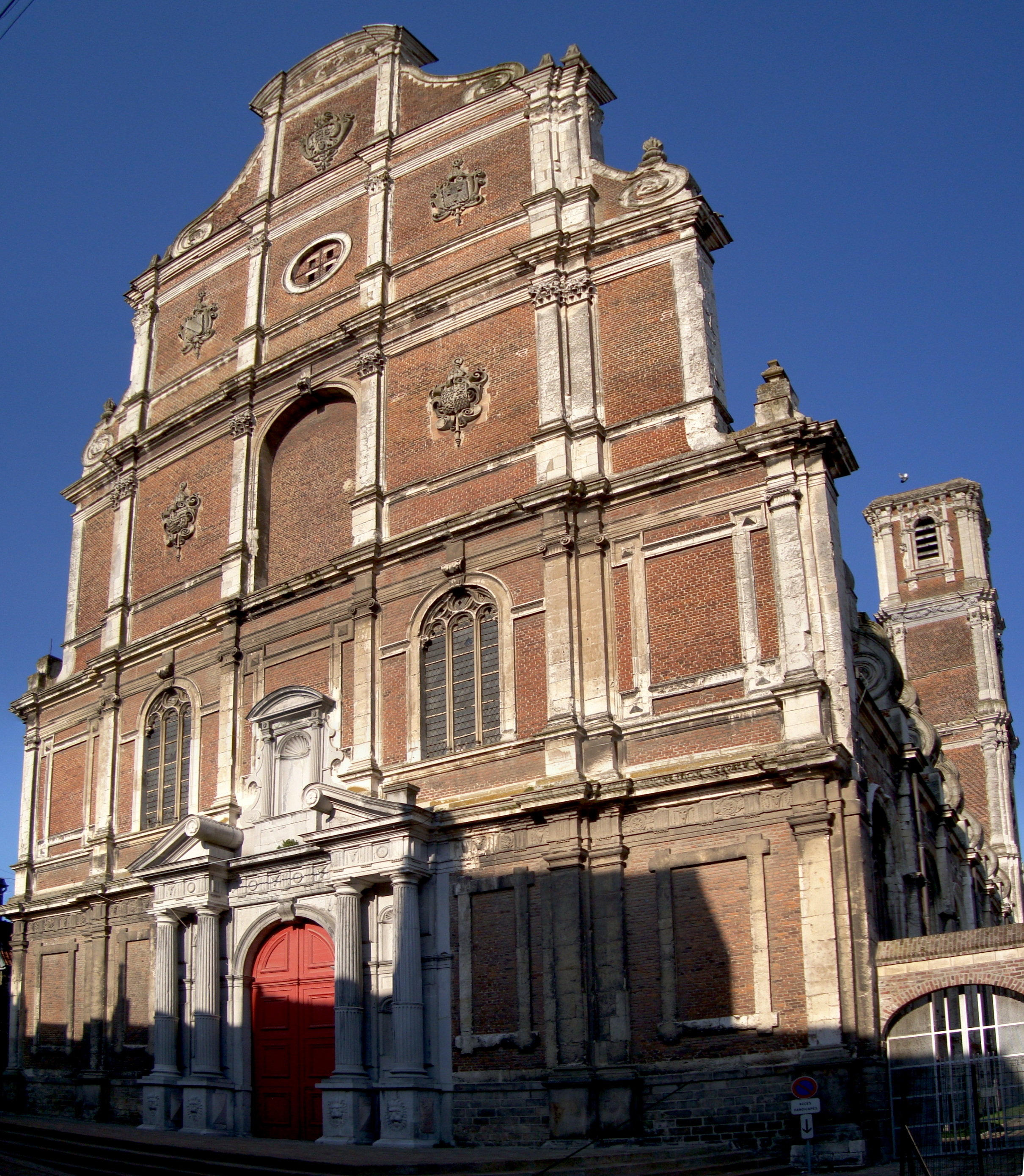
Chapelle du collège Jésuite.

En 1563, Gérard de Haméricourt est nommé abbé de Saint-Bertin, il fonde en 1568, à la place du collège des Bons-Enfants un collège jésuite pour les réfugiés anglais qui fuient les persécutions anglicanes. Les anciens élèves du collège des Bons-Enfants envoyés chez les jésuites wallons pour continuer leurs études se distinguent par les manches blanches de leur uniforme. De 1551 à 1596, plusieurs tentatives françaises pour reprendre la ville échouent.
C'est sous Gérard d'Haméricourt que l'empreinte religieuse sur l'urbanisme de la cité audomaroise fut multipliée lors de la Contre-Réforme catholique au XVIe siècle. Saint-Omer accueillit alors de nombreux collèges et séminaires britanniques et wallons. La chapelle des jésuites wallons est construite de 1615 à 1640. Valentin de Pardieu, né en 1520 ou 1521, à Saint-Omer, seigneur de la Motte, seigneur d'Esquelbecq, mayeur de Saint-Omer puis gouverneur de Gravelines mort le 16 juillet 1595 lors de la bataille de Doullens fit bâtir en 1578 dans la ville de Saint-Omer un local qu'il donne en propriété aux sœurs de Sainte-Catherine. En 1580, ces religieuses prirent possession des lieux et y firent construire une église consacrée en 1595 par l'évêque de Saint-Omer, Jean Six. À la Révolution, les sœurs de Sainte-Catherine furent dispersées. En 1791, elles étaient trente religieuses de chœur et cinq converses. Les révolutionnaires prirent possession du couvent et y établirent une fonderie. Ce sont dans ses creusets que finirent la plupart des cloches de la ville, transformées en pièces de monnaie, sonnantes et trébuchantes.
Jacques de Pardieu et Valentin de Pardieu veulent que l'échevinage montre les privilèges anciennement octroyés aux habitants de Saint-Omer par les comtes d'Artois, comme si la Charte communale eût été violée par "Messieurs de la ville" et, pour première satisfaction, ils veulent que le conseiller pensionnaire de la ville, Guilbert d'Ausque, envoyé l'année précédente de Montreuil à Saint-Omer pour remplacer Jacques de Pardieu, « devenu lépreux et très pauvre après quatorze ou quinze ans d'exercice » ne puisse plus remplir aucune charge. En 1636 une digue est construite le long du grand canal pour laisser passer les chevaux qui tire les barges de marchandises. Le 24 mai 1638, dans le cadre des guerres entre la France et l'Espagne Saint-Omer est attaquée par les Français au niveau de la porte Sainte-Croix. Les échevins décident pour se défendre d'inonder les fossés en détournant l'Aa. Le maréchal de camp Henri de Chivré, marquis de la Barre, commandait l'artillerie. Les lignes ayant été attaquées, le 8 juillet de la même année, par les forces rivales sous les ordres de Ottavio Piccolomini et du prince Thomas de Savoie-Carignan, chef des Impériaux, Henri de Chivré fut chargé par le maréchal de Châtillon, Gaspard III de Coligny de la défense du marais avec 1 000 hommes du régiment de Navarre et du régiment suisse de Molondin. Mais, en voulant reprendre une redoute que les ennemis venaient d'enlever, il eut la cuisse cassée d'un boulet de canon et succomba le lendemain, son fils de 17 ans, Anne de Chivré, qui combattait à ses côtés, fut grièvement blessé.
Le « Plan Titelouze » un des premiers plan de la ville est dressé en 1655 (voir: Archive BAPSO).

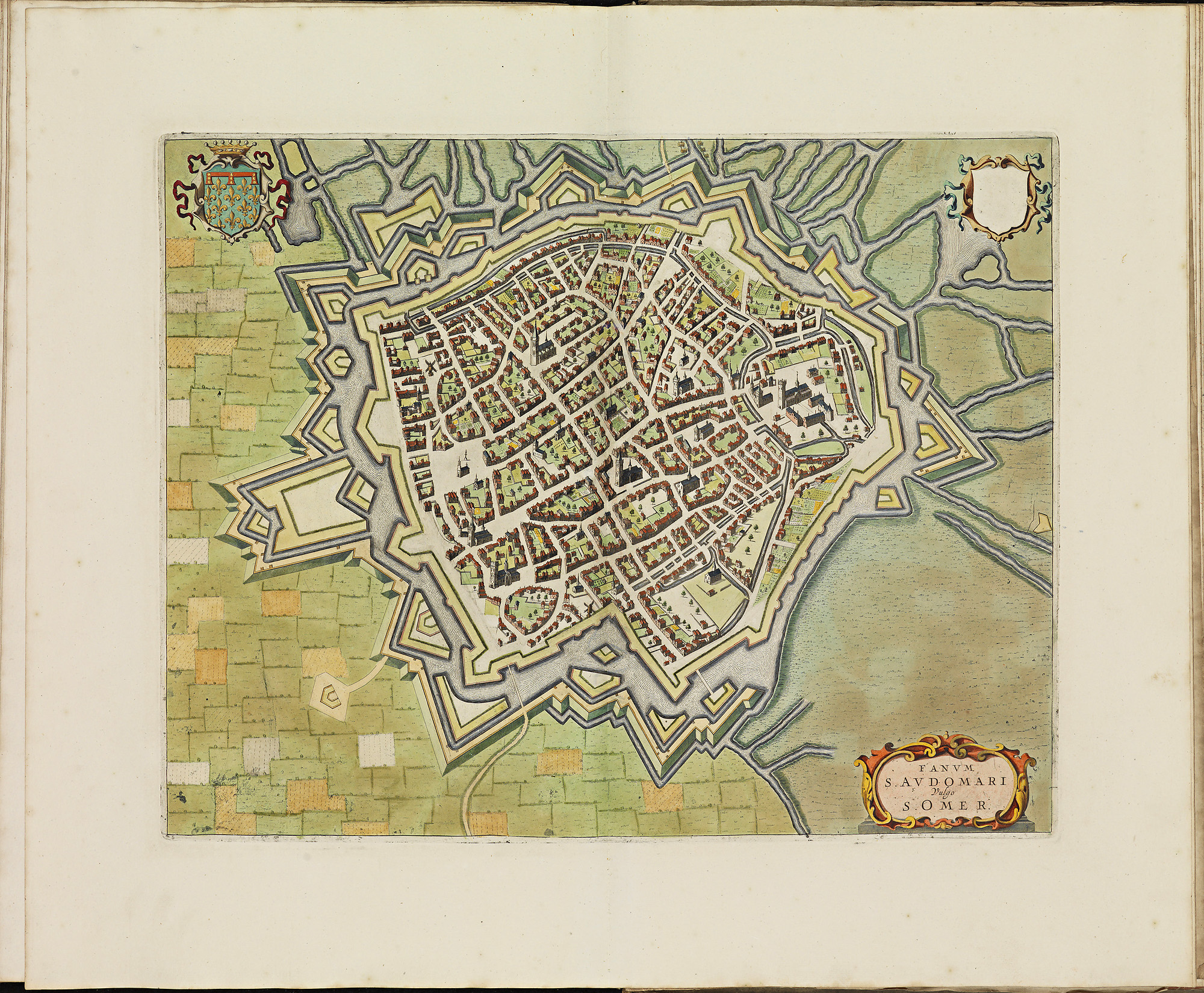
La ville en 1698.

À la fin du mois de mars 1677 commence le siège de Saint-Omer par les armées françaises (25 000 hommes) dirigées par Philippe d'Orléans, frère cadet de Louis XIV. Le 5 avril, les armées de la coalition néerlandaise et espagnole (30 000 hommes), dirigées par le Stathouder Guillaume d'Orange, sont à Ypres. Les Français partent à leur rencontre. La bataille a lieu les 10 et 11 avril 1677 dans la vallée de la Peene, entre les villages de Noordpeene, Zuytpeene et Bavinchove. Philippe d'Orléans remporte la bataille de la Peene en infligeant une perte de 3 000 hommes côté hollandais. Ses armées sont à nouveau devant Saint-Omer le 14 avril. Mal informés, espérant des renforts - qui bien sûr ne viendront pas - les Audomarois résistent encore six jours. Finalement, le 20 avril 1677, la ville de Saint-Omer tombe. Un an plus tard, en 1678, les traités de Nimègue valident les conséquences de la bataille de la Peene ; Saint-Omer et le nord de l'Artois, ainsi que les châtellenies flamandes de Cassel et Bailleul, deviennent définitivement françaises.
Le 30 avril 1677, le roi Louis XIV victorieux visite Saint-Omer. Le lendemain il entre à cheval dans la cathédrale pour écouter un Te Deum chanté en compagnie du cardinal de Bouillon. Les fortifications de la ville furent remaniées par Vauban dès 1678, dans le cadre de son projet de pré carré. Le commissaire général des fortifications de Louis XIV superposa à l'enceinte, déjà renforcée par Charles Quint au XVIe siècle, son propre système de défense. Des ouvrages avancés, de nouveaux bastions, et de nouvelles plates-formes sont créés pour accueillir l'artillerie. Trois portes donnent accès à la ville, Porte de Calais, d'Arras et du Hauts-Pont (ou de Dunkerque, c'est aussi une porte d'eau). Louis XIV veut franciser la ville, devenue française, notamment en remplaçant et en construisant des bâtiments dans le style français classique, c'est l'arrivée de la brique jaune. L'hôpital général est construit dans ce style par Louis-Alphonse de Valbelle. C'est dans cet esprit qu'Armand-Anne-Tristan de La Baume de Suze va débuter la construction en 1680 par un architecte du roi d'un nouveau palais épiscopal (transformé en palais de justice en 1795). Son successeur, Louis-Alphonse de Valbelle, évêque de Saint-Omer va l'achever en 1702. Sur son fronton est inscrit la devise de Louis XIV Nec pluribus Impar,. En 1717, la famille Piette construit le grand orgue de la cathédrale sur commande du chapitre. La fontaine Sainte-Aldegonde (place Victor Hugo) est construite en 1757 par Julien de Nézot, ingénieur du roi, pour commémorer la naissance du comte d'Artois, futur Charles X.

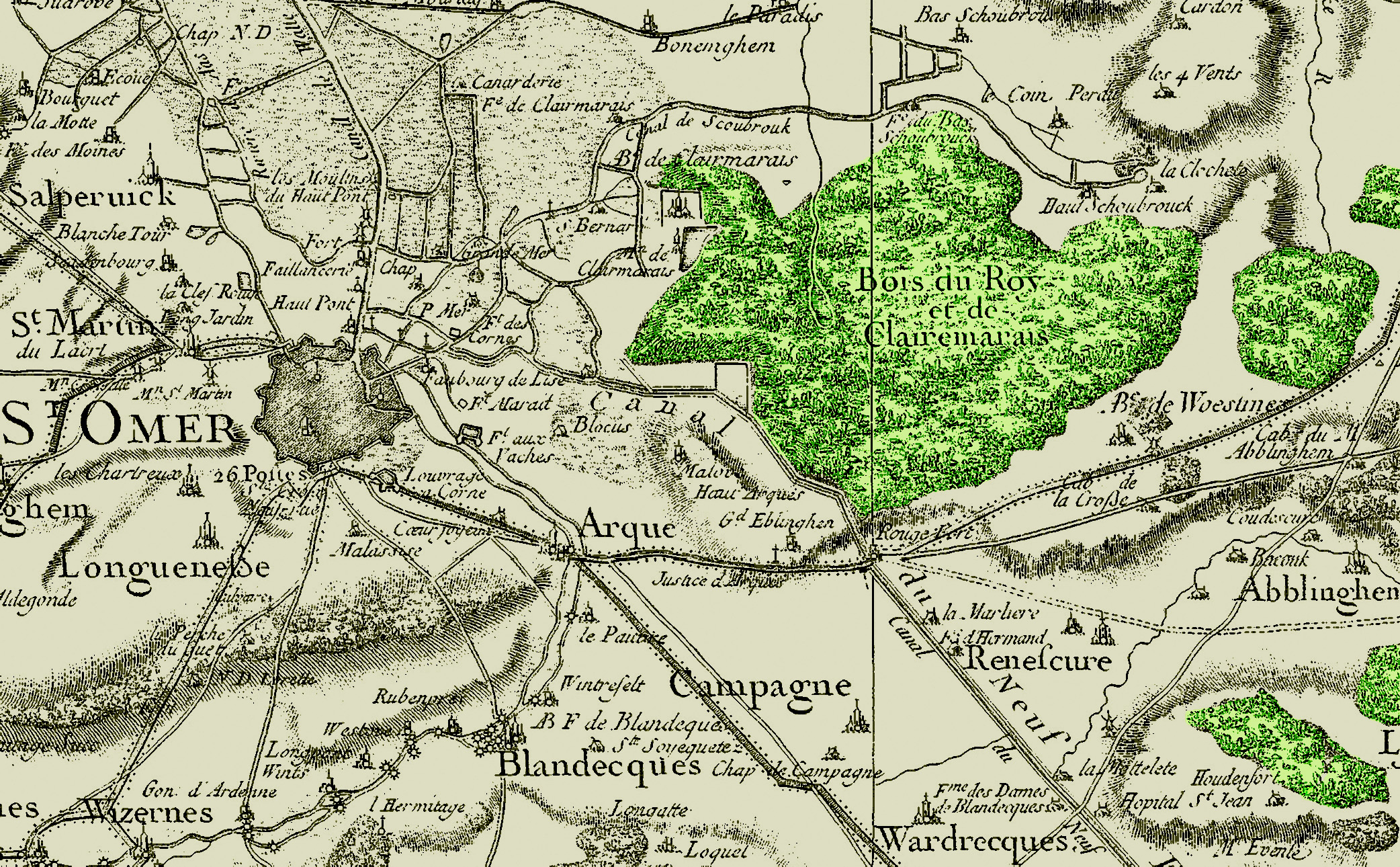
Saint-Omer et environ sur la carte de Cassini (1756-1757).

À la fin du XVIIIe siècle, de nombreux hôtels particuliers sont construits dans la ville. L'hôtel Sandelin (Aujourd'hui musée des beaux-arts) en 1775, le bailliage (Aujourd'hui siège de la caisse d'épargne), l'hôtel Ringot (Aujourd'hui hôtel des ventes), etc. La fontaine des six pipes (angle de la rue Carnot et Valbelle) est construite à cette période. Les casernes débutées sous l'occupation espagnole sont finies par Louis XIV (casernes de la Barre, d'Albret et du Cygne). Une fabrique de faïence ouvre sous l'impulsion de M. Saladin et M. Levêque, la faïence de Saint-Omer connait un grand succès mais l'entreprise fait faillite en 1780. En 1763, Thomas Fiolet fonde la première manufacture de pipes de Saint-Omer. De 1787 à 1795, quelques milliers de patriotes des Pays-Bas du Nord se réfugièrent à Saint-Omer ou dans les villes voisines de Béthune, Watten, Bergues, Gravelines et Dunkerque. Saint-Omer se dote d'une bibliothèque municipale, devenue depuis bibliothèque d'agglomération, en 1799, le premier conservateur fut Jean-Charles Joseph Aubin. En janvier 1789, la réunion des États-généraux est annoncée, les représentants des différents corps de métiers et les habitants se réunissent le 30 mars le lendemain au soir, ils se quittent en ayant rédigé le cahier des doléances, plaintes et remontrance du Tiers-État, de la ville et des faubourgs. 20 des représentants sont désignés pour prendre part à l'assemblée du Bailliage, qui se réunit le 6, 7 et 8 avril 1789 à la grande chambre de la Conciergerie. Le 20 avril 1789, à Arras se tient l'assemblée générale des trois ordres, le 5 mai se réunissent à Versailles, les États-Généraux. Louis Joseph Thomas Le Sergeant d'Isbergues lieutenant des maréchaux à Saint-Omer représente la noblesse mais personne ne représente le tiers état audomarois. Le 17 juillet 1789, est annoncée de la prise de la Bastille trois jours plus tôt, le 23 est jour de fête. Des cocardes sont vendues au profit des pauvres. Les vitres du bailliage sont brisées et ceux qui ne prennent pas part aux festivités sont pris à partie. Saint-Omer est patriote, et le 11 juin 1790 est organisée la Fête de la fédération, le régiment de Provence. La Garde Nationale de Saint-Omer et les détachements des communes voisines y participent.
Le 28 mars 1791, Pierre-Joseph Porion est élu évêque du Pas-de-Calais, il vient à Saint-Omer le 14 avril avec des intentions de paix et d'apaisement pour la population. Le 21 septembre, Lazare Carnot (grand-père du président français Sadi Carnot) et son frère Claude sont élus députés du Pas-de-Calais. Novembre et décembre 1791 sont marqués par des révoltes. La citoyenne Vandenbosche ou dite « la Colonelle » est à la tête des violences et parcourt les rues accompagnée de deux tambours. En avril 1792 un arbre de la liberté est planté sur la Grand Place. Le 20 avril 1792 la France déclare la guerre au roi de Hongrie et de Bohème cette guerre tourne au fiasco et 113 jeunes Audomarois s'enrôlent comme volontaires. En aout le roi est suspendu et des élections ont lieu. Dans le Pas-de-Calais, Robespierre arrive au 1er rang de la liste mais opte pour Paris, Lazare Carnot arrive au second rang et devient premier élu du Pas-de-Calais. Avoué à Saint-Omer, c'est Jean-Baptiste Personne qui représente les Audomarois à l'Assemblée. Au procès du roi, Lazare Carnot vote la mort tandis que Jean-Baptiste Personne vote la vie, le 13 janvier 1793 l'Assemblée du District transforme le nom de la ville pour un nom laïc, Saint-Omer devient Morins la Montagne. Un nouvel appel à volontaires est donné pour la guerre de la première coalition. Le 28 février 1794, une fête de la déesse raison est organisée dans l'église Saint-Sépulcre, après la Révolution c'est la première église à revenir à son culte initial. En mars 1799 l'abbatiale de Saint-Bertin est mise en vente à Arras L.-J. Carette remporte la vente. La conservation de la tour est stipulée dans le cahier d'adjudication et les pierres serviront de carrière et les blocs de pierre seront réutilisés (pour l' école de musique, l' école des beaux arts ou la bibliothèque).
En 1800, Saint-Omer était encore la ville la plus peuplée du département. Le 29 novembre 1801 (Concordat), le diocèse de Saint-Omer se rallie à ce lui d'Arras, La cathédrale continue d'être appelée comme telle par la population jusqu'à nos jours, malgré le départ de l'évêque.

### Époque contemporaine

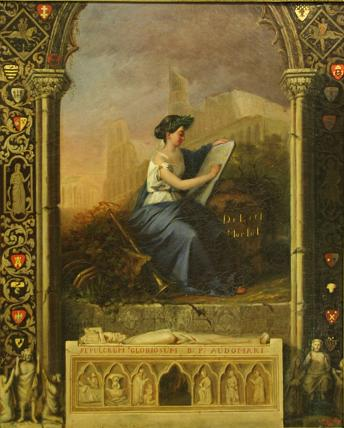
Coralie Ferey, Allégorie de la Morinie, 1839 (reprise de la vignette des antiquaires de la Morinie).

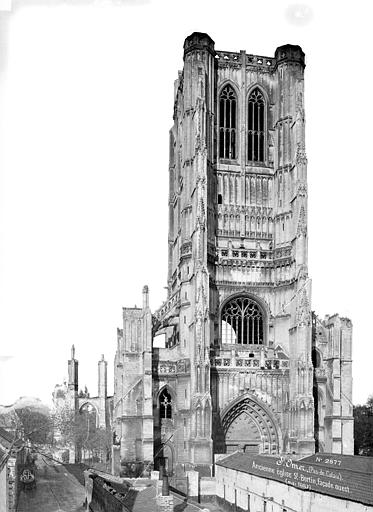
Tour de l'abbaye Saint-Bertin, mai 1887

Le XIXe siècle est une période de développement urbain et économique, avec l'arrivée du chemin de fer en 1848. Mais la ville est peu marquée par la révolution industrielle. La Grand'Place est conçue selon des plans de l'architecte Lefranc, un nouvel hôtel de ville associé à un théâtre à l'italienne est construit de 1831 à 1838 avec les pierres de l'ancienne abbaye Saint-Bertin. Les fortifications sont en partie rasées pour faire place à des boulevards. Il ne subsiste des fortifications que dans le jardin public (de vingt hectares avec arboretum, kiosque à musique, et parterre à la française) qui est créé en 1894 au pied de la cathédrale. Le 27 et 28 août 1804, Napoléon Ier passe à Saint-Omer pour inspecter ses troupes au camp d'Helfaut,,. 1815, création de la cristallerie d'Arques. Le 5 septembre 1831, est fondée la Société académique des antiquaires de la Morinie, autorisée le 19 janvier 1832 et reconnue d’utilité publique le 21 avril 1833. C'est une des plus anciennes société savantes de France,.
En 1837, une nouvelle écluse est construite au Haut-Pont. En 1843, une usine à gaz est construite près de l'abbaye Saint-Bertin : l'éclairage public arrive à Saint-Omer. En 1848, l'ancien collège des Jésuites wallons devient le premier Lycée du Pas-de-Calais, il sera pendant un siècle le seul du département. En 1856 est construit rue Saint-Bertin sur l'ancien couvent des Récollets le collège Saint-Bertin; le maréchal Pétain y fera ses études. 1884, première adduction d'eau à domicile. Vers 1855, l'empereur Napoléon III et l'impératrice Eugénie viennent à Saint-Omer. La gare de Saint-Omer actuelle est construite en 1904 par l'architecte Clément Ligny, en remplacement de la première gare jugée trop petite. La partie centrale de la gare équipée d'un clocheton et d'ouvrages en fer forgé est endommagée lors de la Seconde Guerre mondiale.

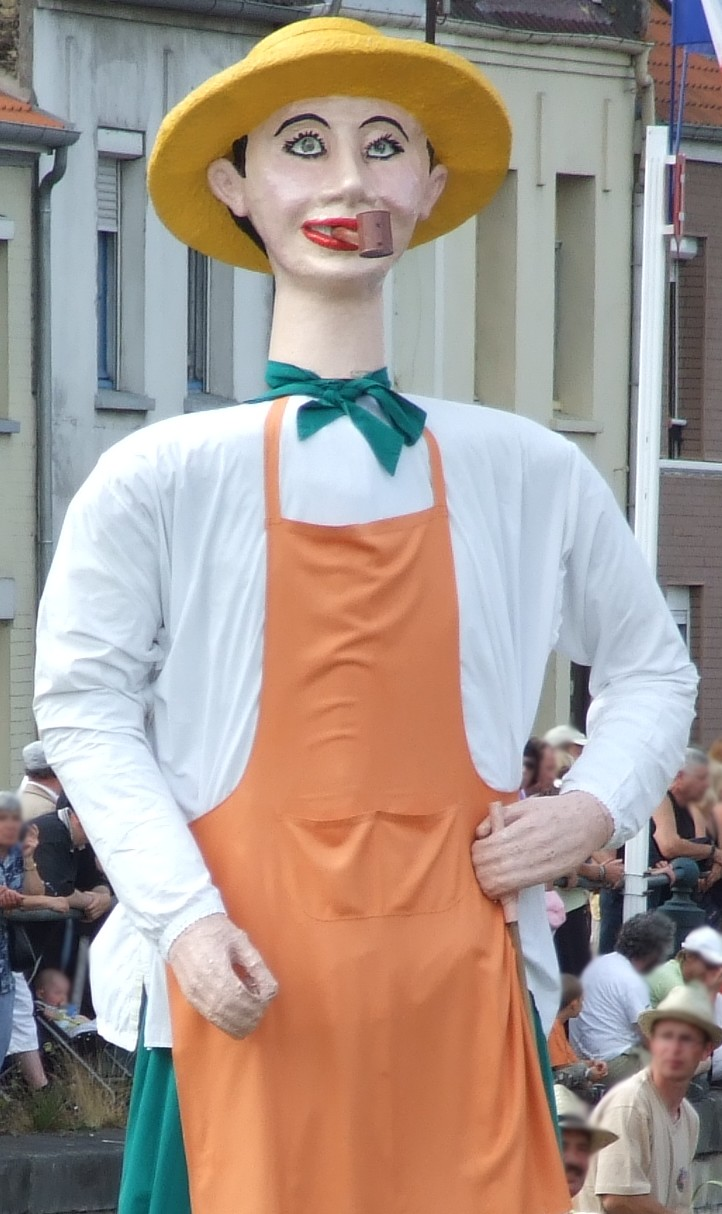
Le géant maraicher Batistin de nos jours.

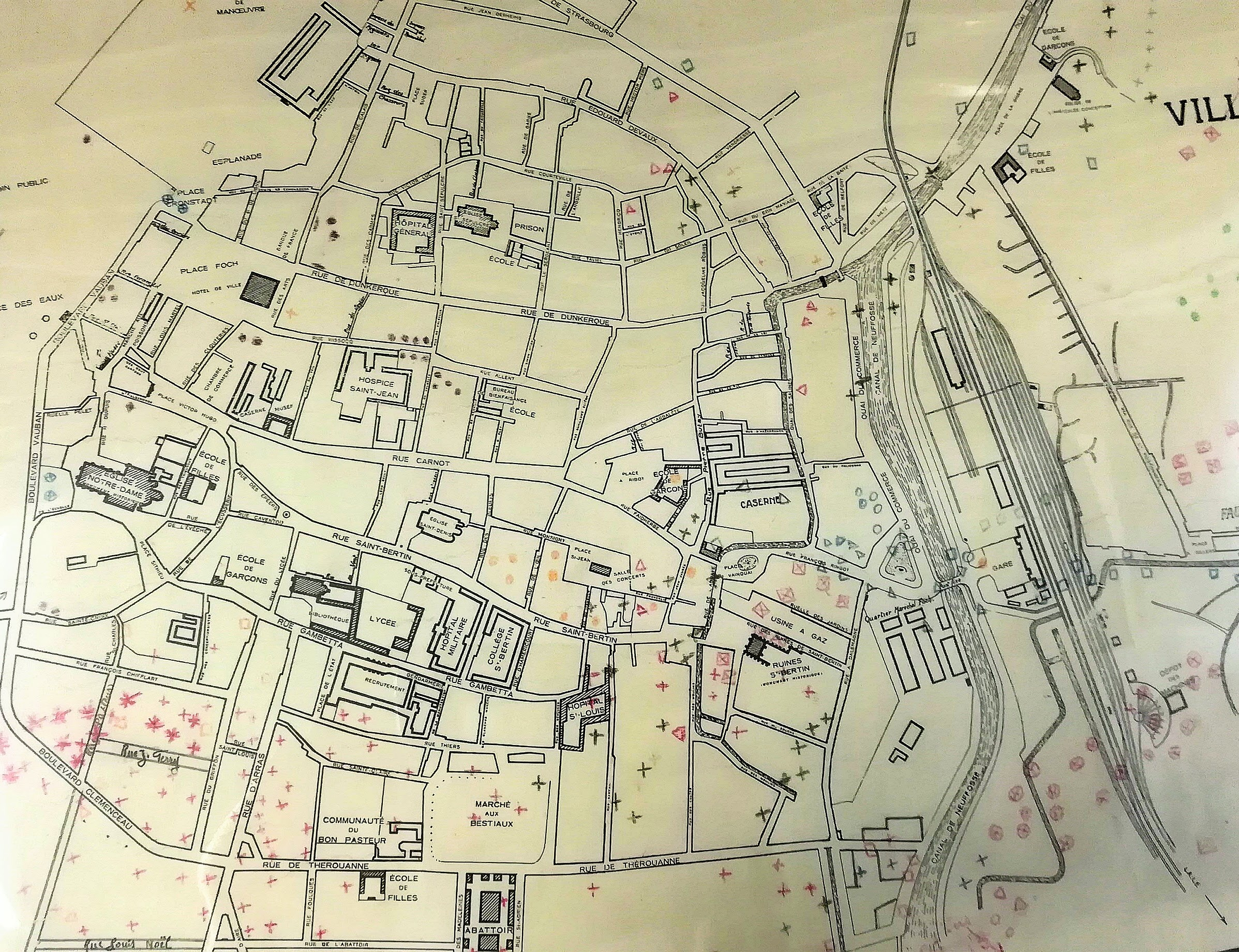
Saint-Omer en 1929 (échelle 1/5000).

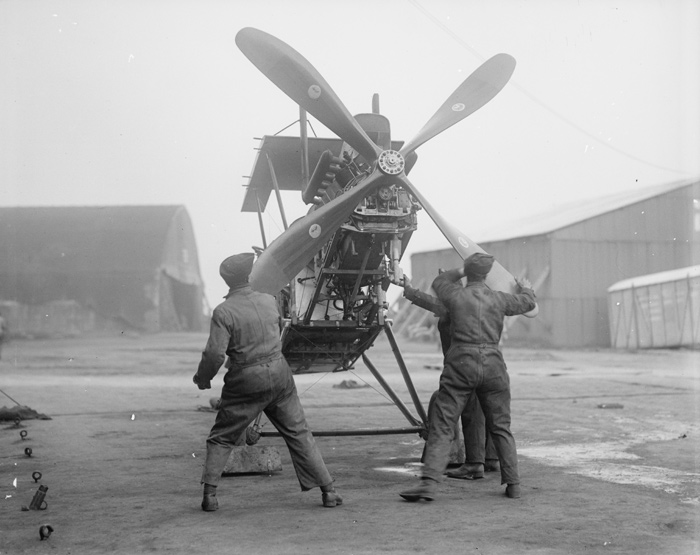
Essai d'avion aux Bruyères le 1er janvier 1914.

Le recensement de 1911 révèle que 75 % des maraîchers de Saint-Omer parlent le flamand occidental.
En 1911-1912, l'entreprise « Chantiers Tellier » fait du plateau des Bruyères un des premiers centres d'essai d'avion : il donnera naissance à l'aérodrome de Saint-Omer - Wizernes.
Au moment de la mobilisation générale le 1er août 1914, stationne à Saint-Omer la 4e brigade d'infanterie (2e division d'infanterie), formée du 8e régiment d'infanterie (Saint-Omer, Boulogne, Calais) et du 110e régiment d'infanterie (Dunkerque, Bergues, Gravelines). Le colonel Pétain commande l'état-major de la 4e brigade. Il est secondé par un capitaine et par un capitaine de réserve. L'état-major comprend un caporal, neuf soldats et huit chevaux. Il part de Saint-Omer par rail le 4 août 1914 et gagne Hirson, gare régulatrice. Il aboutit finalement à Martigny. Il va combattre à l'Est. L'état-major anglais du maréchal French loge au 37 rue Saint-Bertin. Les hôtes de marque tels que le roi George V, la reine Mary ou le prince de Galles Édouard VIII sont logés à l'hôtel de Bergues (20 rue Saint-Bertin). Le 12 octobre 1914, c'est le premier bombardement aérien de la ville, dans les six mois qui suivent, les Taubes feront dix bombardements qui feront onze morts chez les civils, notamment le 22 aout 1917 sur le quai de Haut-Pont. En tout, c'est 25 bombardements aériens qui causeront 54 victimes civiles que subit la ville. L'armistice est signé le 11 novembre 1918 : Saint-Omer déplore 586 citoyens morts au champ d'honneur et 54 victimes civiles. Un monument aux morts est construit. Les soldats anglais quittent peu à peu la ville et le calme revient. Les rues sont électrifiées, la ville se modernise.
La commune est décorée de la croix de guerre 1914-1918 par décret du 24 septembre 1919, distinction également attribuée à 276 autres communes du Pas-de-Calais.
Un ballon gonflé au gaz de ville s'envole de la Grand Place chaque après-midi et la ducasse est à cette période la grande fête de la ville. Elle se déroule le deuxième dimanche après la Pentecôte. Elle est ouverte par la procession du Saint-Sacrement qui se termine dans le reposoir sur la Grand Place. Le soir, des feux d'artifice sont lancés et les festivités se poursuivent en compagnie des géants Tutu (1952) et Batistin (1925) jusqu'au lundi, Jour férié où les pompiers organisent des manœuvres sur la Grand Place. En septembre 1939, la Seconde Guerre mondiale est déclarée, des troupes de la 7e armée sont cantonnées à Saint-Omer.

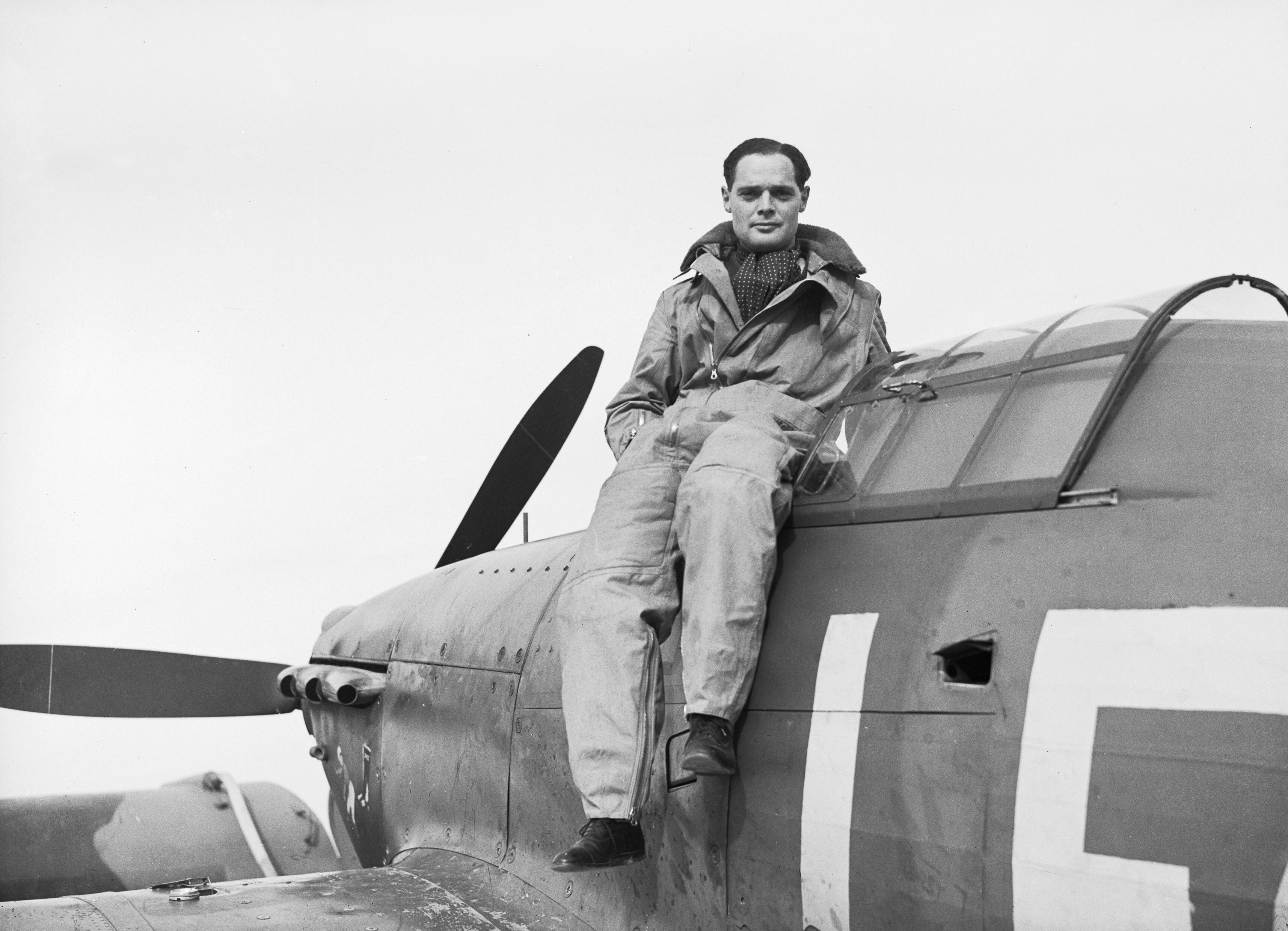
Douglas Bader.

Dans la nuit du 22 au 23 mai 1940, Saint-Omer est bombardé, le quartier Mathurin est détruit. À l'aube, les troupes allemandes entrent dans la ville, des soldats résistent et font sauter le pont de la gare. Des soldats anglais, coupés de leur unité, se cachent dans les marais. L'As anglais Douglas Bader est abattu le 8 août 1941 à Wardrecques. Il est transféré à la clinique Stérin d'où il organise une épique évasion le dimanche 17 août 1941 grâce à un petit groupe d'Audomarois, pour se cacher dans le quai du Haut-Pont et être finalement repris.
Le 8 décembre 1941, le résistant audomarois Désiré Didry est arrêté ; il est décapité en Allemagne le 30 juin 1943. Les 27 et 28 avril 1942 ainsi que le 1er mai 1942, des bombardements détruisent en partie la gare. Dans la région sont construits par l'armée de l'Allemagne nazie le blockhaus d'Éperlecques en 1942, et la coupole d'Helfaut en 1943. Ces équipements, qui devaient à l'origine servir de bases de lancement des fusées V2, sont bombardés par l'armée alliée et ne sont jamais entrés en service. Tragique est l'année 1943 pour la ville. Les Alliés, ayant eu connaissance de l'importance des sites d'Helfaut Eperlecques, décident d'y lancer des bombardements intensifs. Mais le 13 mai 1943 à 16 h 37, l'incompétence des pilotes cause le bombardement de la rue d'Arras qui détruit le quartier audomarois faisant 110 morts, 300 blessés et 417 immeubles partiellement ou totalement détruits. Le 9 août, le premier missile V1 est lancé sur l'Angleterre, les bombardements alliés se font incessants. Le 28 août, un bombardement touche l'usine à gaz et un contrefort de l'abbaye Saint-Bertin.
La ville est libérée le 5 septembre 1944 par la 1re division blindée polonaise du général Maczek formant l'avant-garde du 2e Corps canadien. Quelques résistants meurent dans la bataille. Le 22 juillet 1947, autour de 21 h, la tour de l'abbaye Saint-Bertin s'effondre sur elle-même des causes de l'abandon du site et des bombardements qui l'ont touchée.
La commune est décorée de la croix de guerre 1939-1945 le 11 novembre 1948, distinction également attribuée à 28 autres communes du Pas-de-Calais.

D'une guerre à l'autre
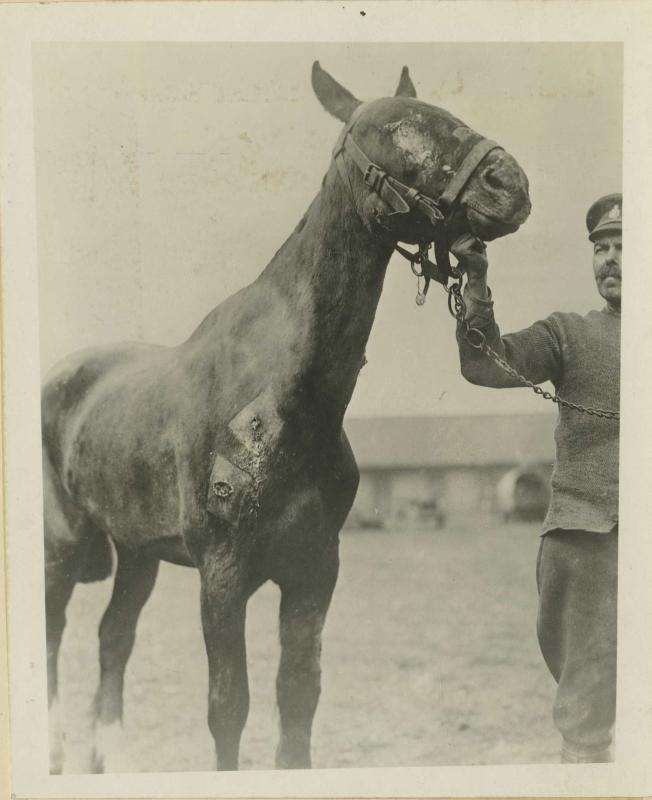
Cheval blessé par obus en cours de traitement à l'hôpital vétérinaire du Corps expéditionnaire américain, 1917-1918.
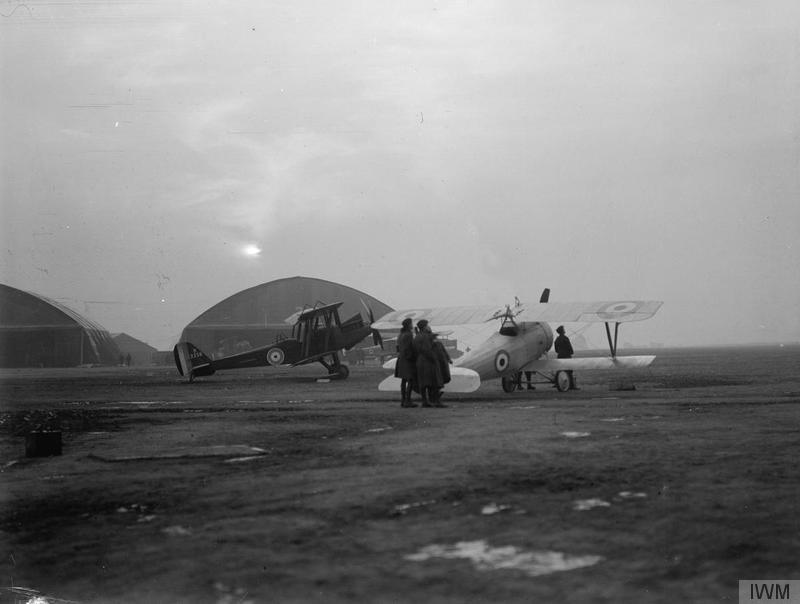
Avion Nieuport 27 du Royal Flying Corps, décembre 1917.
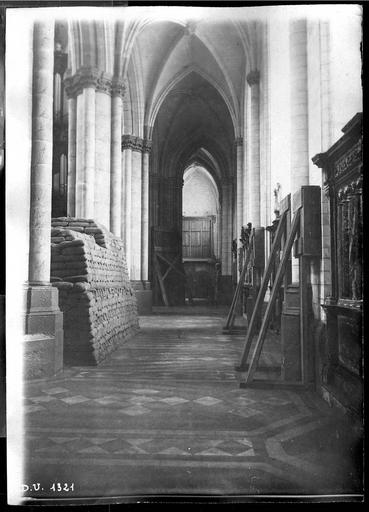
Installations anti bombardement dans la cathédrale, photographiées en 1919.
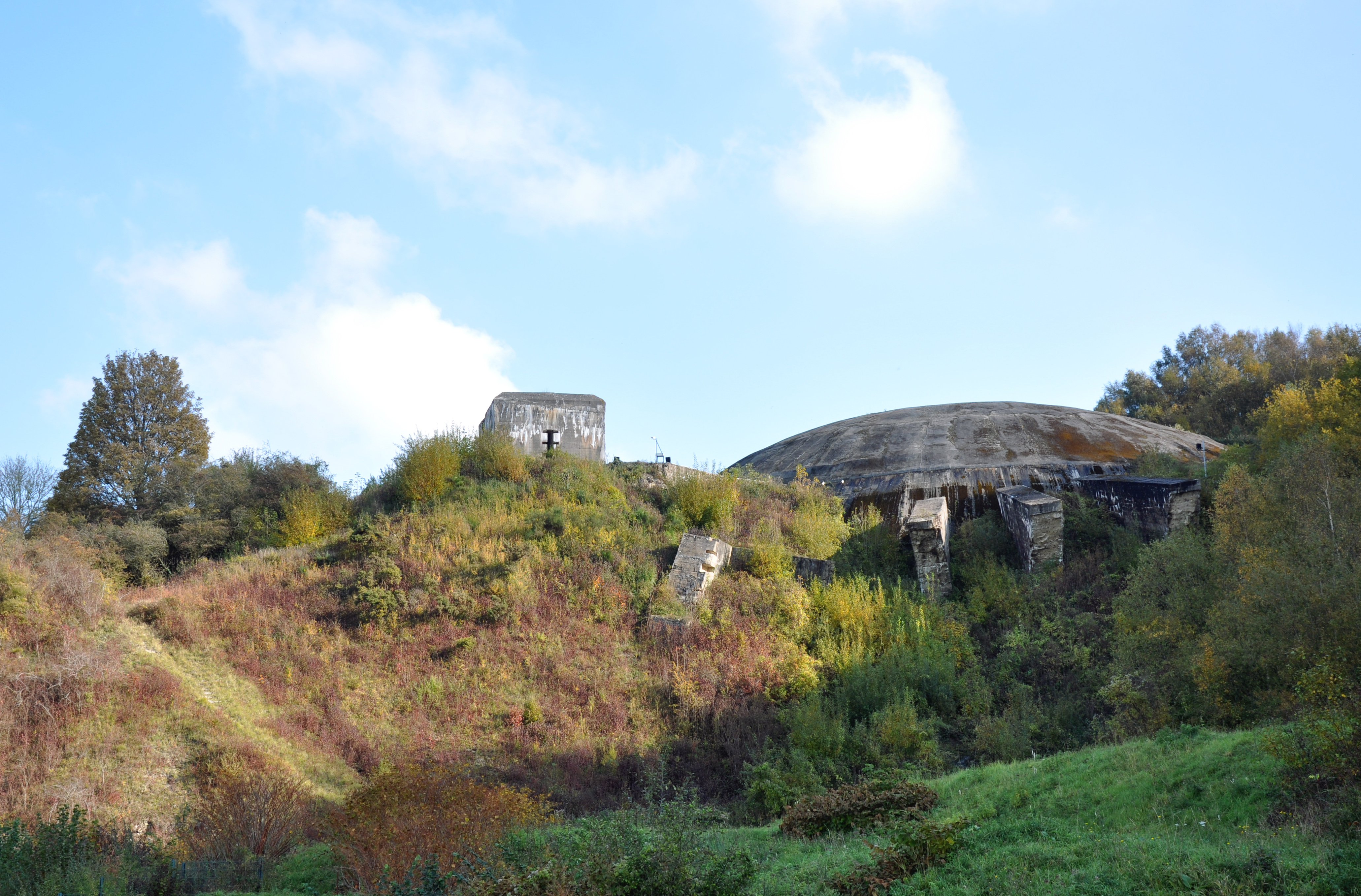
Vue de surface de la coupole d'Helfaut, base secrète des V2 construite dans une ancienne carrière de craie en 1944.
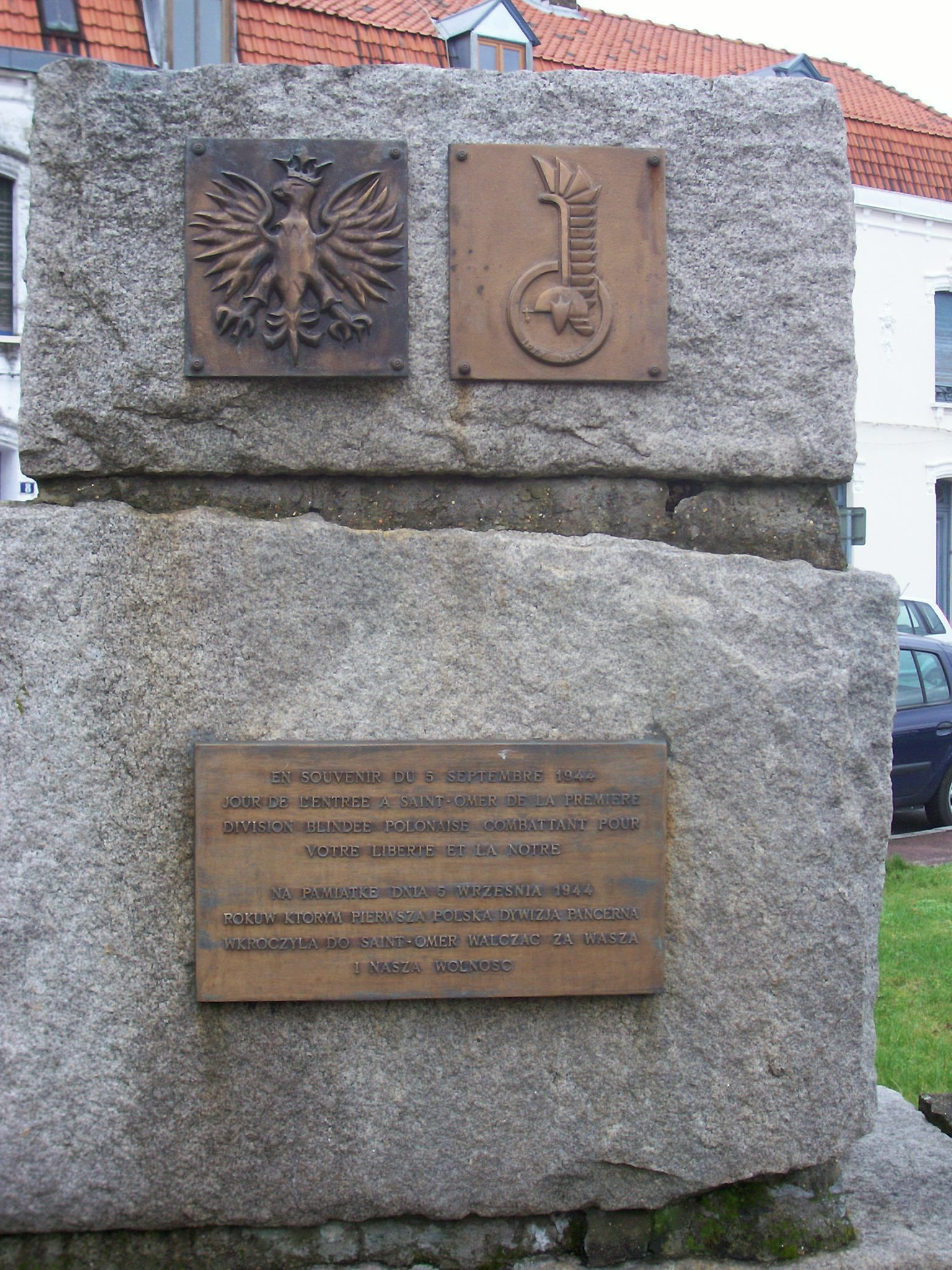
Mémorial à la 1re division blindée polonaise après les combats de 1944-1945.

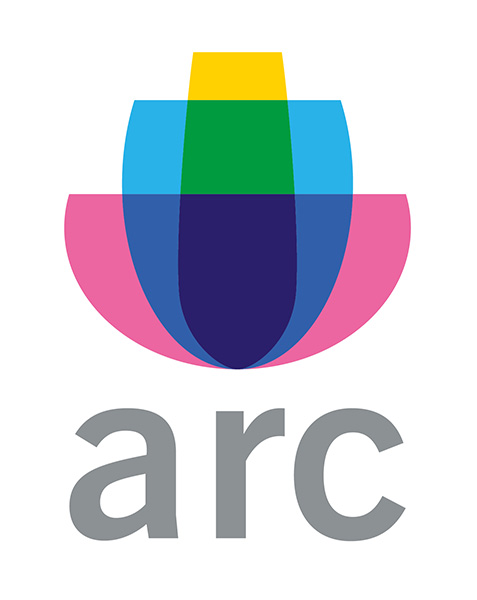
Logo de Arc International.

Logo de la CAPSO.

La ville se reconstruit dans une architecture moderne et fonctionnelle, la place de Perpignan est construite, elle est nommée en reconnaissance de l'aide apportée par la ville du Sud de la France. La cristallerie d'Arques dénombre 13 000 employés et devient une entreprise internationale. Le 20 novembre 1962, sous l'impulsion de maître Senelart, le district de la région de Saint-Omer comprenant à sa fin 18 communes est créé. La ville se développe, des logements sociaux sont construits, une zone commerciale se développe en périphérie, le centre historique et ses commerces attirent des touristes et la production maraichère se modernise avec la mise en place du marché au cadran. Les fêtes se renouvellent, en effet, chaque année le cortège nautique au Haut-Pont, la ducasse du Bachelin et ses géants attirent les foules.
En mai 1969, jumelage de la ville avec Ypres (Belgique) dont les liens avec la ville sont étroits depuis le Moyen Âge. En juin, c'est Detmold (Allemagne) qui est jumelée avec Saint-Omer. Et enfin, en octobre 1972, Deal (Royaume-Uni) est la dernière ville jumelée avec la Saint-Omer.

### Depuis 2000
Le 1er janvier 2001, le district de Saint-Omer devient avec l'arrivée d'une 19e commune, la communauté d'agglomération de Saint-Omer (CASO). Le 1er janvier 2017, la CASO fusionne avec la communauté de communes du canton de Fauquembergues, la communauté de communes de la Morinie et la communauté de communes du pays d'Aire, pour former la communauté d'agglomération du Pays de Saint-Omer (CAPSO) qui compte aujourd'hui 53 communes.
En décembre 2023 et janvier 2024, la ville est, comme le département, touchée par des inondations. Tout juste nommé Premier ministre, Gabriel Attal se rend à Saint-Omer lors de sa visite pour constater les dégâts. Il sera suivi du président Emmanuel Macron.

## Politique et administration

### Découpage territorial
La commune se trouve dans l'arrondissement de Saint-Omer du département du Pas-de-Calais.
Saint-Omer est une sous-préfecture du département du Pas-de-Calais.

#### Commune et intercommunalités
Saint-Omer fait partie de la communauté d'agglomération du Pays de Saint-Omer qui regroupe 53 communes, soit 105 000 habitants. L'arrondissement, qui comporte huit cantons (liste), compte 153 523 habitants, dont 15 785 habitants pour le canton Nord et 24 039 habitants pour le canton Sud.
Saint-Omer fait partie du Syndicat mixte Lys-Audomarois (SMLA) pour la rédaction du schéma de cohérence territoriale avec l'Agence d'urbanisme et de développement de la région de Saint-Omer. La ville fait partie du Pays de Saint-Omer.

#### Circonscriptions administratives
La commune est rattachée au canton de Saint-Omer.

#### Circonscriptions électorales
Pour l'élection des députés, la commune fait partie de la huitième circonscription du Pas-de-Calais.

### Élections municipales et communautaires

#### Élections municipales 2020
- Maire sortant : François Decoster (UDI)
- 33 sièges à pourvoir au conseil municipal (population légale 2017 : 14 782 habitants)
- 12 sièges à pourvoir au conseil communautaire (CA du Pays de Saint-Omer)

| Tête de liste  | Tête de liste     | Liste          | Premier tour | Premier tour | Sièges | Sièges |
| Tête de liste  | Tête de liste     | Liste          | Voix         | %            | CM     | CC     |
| -------------- | ----------------- | -------------- | ------------ | ------------ | ------ | ------ |
|                | François Decoster | UDI-LREM       | 2 420        | 65,78        | 28     | 10     |
|                | Bruno Magnier     | DVG            | 1 259        | 34,22        | 5      | 2      |
|                |                   |                |              |              |        |        |
| Inscrits       | Inscrits          | Inscrits       | 8 890        | 100,00       |        |        |
| Abstentions    | Abstentions       | Abstentions    | 5 050        | 56,81        |        |        |
| Votants        | Votants           | Votants        | 3 840        | 43,19        |        |        |
| Blancs et nuls | Blancs et nuls    | Blancs et nuls | 161          | 1,81         |        |        |
| Exprimés       | Exprimés          | Exprimés       | 3 679        | 41,38        |        |        |

#### Liste des maires
| Période      | Période                    | Identité             | Étiquette      | Qualité |
| ------------ | -------------------------- | -------------------- | -------------- | --- |
| avril 1945   | octobre 1947               | Célina Roye          |                | Directrice d’école L'une des premières femmes maires de France et l'une des trois femmes élues du département du Pas-de-Calais en mai 1945 avec ses homologues de Blendecques et de Lillers,                                               |
| octobre 1947 | avril 1953                 | Marcel Merlin        |                | |
| avril 1953   | septembre 1965 (décès)     | Pierre Guillain      | DVG puis CNIP  | Négociant en tissus Député de la 8e circonscription du Pas-de-Calais (1958 → 1962) Conseiller général du canton de Saint-Omer-Nord (1945 → 1964)                                                                                           |
| octobre 1965 | mars 1977                  | Raymond Senellart    | DVD            | Notaire |
| mars 1977    | mars 1983                  | Jean Saint-André     | PS             | Pharmacien Conseiller général du canton de Saint-Omer-Sud (1976 → 2001) Conseiller régional du Nord-Pas-de-Calais (1977 → 1982) |
| mars 1983    | mars 2008                  | Jean-Jacques Delvaux | RPR puis UMP   | Professeur d'enseignement économique Député de la 8e circonscription du Pas-de-Calais (1993 → 1997) Conseiller général du canton de Saint-Omer-Nord (1982 → 2008) Conseiller régional du Nord-Pas-de-Calais (1986 → 1993 puis 1998 → 2001) |
| mars 2008    | avril 2014,                | Bruno Magnier        | PS             | Proviseur de lycée Conseiller régional du Nord-Pas-de-Calais (2010 → 2015) Vice-président de la CA de Saint-Omer |
| avril 2014,  | En cours (au 5 avril 2022) | François Decoster    | UDI puis MoDem | Chef d'entreprise Conseiller régional des Hauts-de-France (2015 →) 8e vice-président du conseil régional des Hauts-de-France (2016 →) Président de la CA de Saint-Omer (2014 →2016) Réélu pour le mandat 2020-2026,                        |

### Autres élections

#### Tendances politiques et résultats des élections en 2007
En 2007, il y avait 10 277 électeurs inscrits. Les résultats des élections présidentielles 2007 sont conformes aux résultats nationaux : sur 7 543 votes exprimés, Nicolas Sarkozy obtient 4 006 voix (53,11 %) et Ségolène Royal 3 537 voix (46,89 %). Lors des élections législatives de 2007, pour 5 683 votes exprimés, Michel Lefait (PS) est élu au premier tour avec 2 539 voix (44,68 %), devant Marie-Pascale Bataille (UMP) avec 2 304 voix (40,54 %).

### Finances communales
La taxe d'habitation s'élevait en 2006 à 25,07 %, à laquelle s'ajoute un taux départemental de 9,29 %. La taxe foncière est de 26,45 % en 2006 sur les propriétés bâties (à laquelle s'ajoute 11,50 % pour le département et 3,70 % pour la région), et de 48,06 % sur les propriétés non-bâties (à laquelle s'ajoute 33,36 % pour le département et 12,56 % pour la région).

### Jumelages
La commune est jumelée avec :
| Ville | Ville   | Pays | Pays        | Période     |
| ----- | ------- | ---- | ----------- | ----------- |
|       | Deal    |      | Royaume-Uni | depuis 1965 |
|       | Detmold |      | Allemagne   | depuis 1970 |
|       | Ypres   |      | Belgique    | depuis 1980 |
|       | Żagań   |      | Pologne     | depuis 2015 |

## Équipements et services publics

### Eau et déchets
La collecte sélective des déchets est en place dans la commune. La gestion des déchets est assurée par la Communauté d'agglomération du Pays de Saint-Omer (CAPSO). L'opération Marais Propre a lieu annuellement, avec pour but le nettoyage du marais audomarois. Cette opération est actuellement organisée par le parc naturel régional des Caps et Marais d'Opale, et la CAPSO.
Le tri sélectif est en place dans la commune. La CAPSO a également incité les particuliers à s'équiper de composteurs, et réalise une étude avec des foyers témoins volontaires (objectif de réduction des déchets).
Un incinérateur Flamoval a été construit et mis en service en juin 2012 dans l'agglomération, sur le territoire de la commune d'Arques.
Plusieurs associations de protection de l'environnement, ainsi que des élus et parlementaires se sont opposés à son installation.

### Espaces publics
En 2024, la commune fait son retour, après dix ans d'absence, au concours des villes et villages fleuris et est labellisée « deux fleurs ».

### Enseignement
La commune est située dans l'académie de Lille et dépend, pour les vacances scolaires, de la zone B.
Sur le territoire de la commune se trouve quatorze établissements scolaires publics et privés. On trouve différents établissements secondaires publics (collège de la Morinie, collège de l'Esplanade, lycée Alexandre-Ribot) et privés, dont certains très anciens (école et collège Saint-Bertin, collège et lycée Notre-Dame-de-Sion, lycée privé technique Saint-Denis).
L'enseignement supérieur s'effectue à l'université du littoral, sur Saint-Omer ou Longuenesse (campus) : IUT de Saint-Omer (génie industriel et maintenance, gestion administrative et commerciale), IUP Génie des Systèmes Industriels-Maintenance Industrielle, DEUST Animation des Activités Physiques et Sportives, Institut de formation en soins infirmiers. Le campus de la Malassise accueille également une école d'ingénieur et une école supérieure de commerce. De nombreux étudiants vont par ailleurs à Lille.

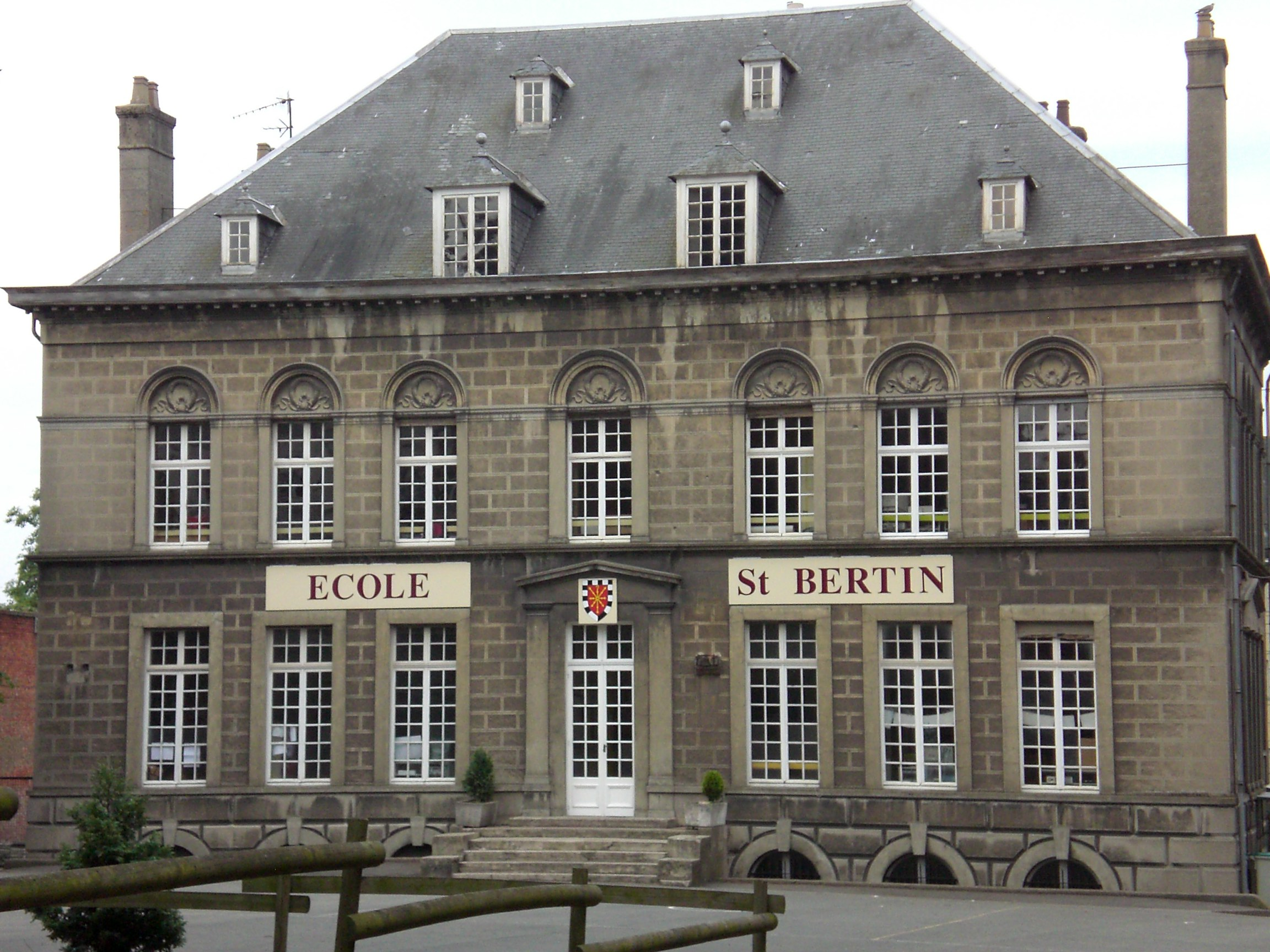
L'école Saint-Bertin.
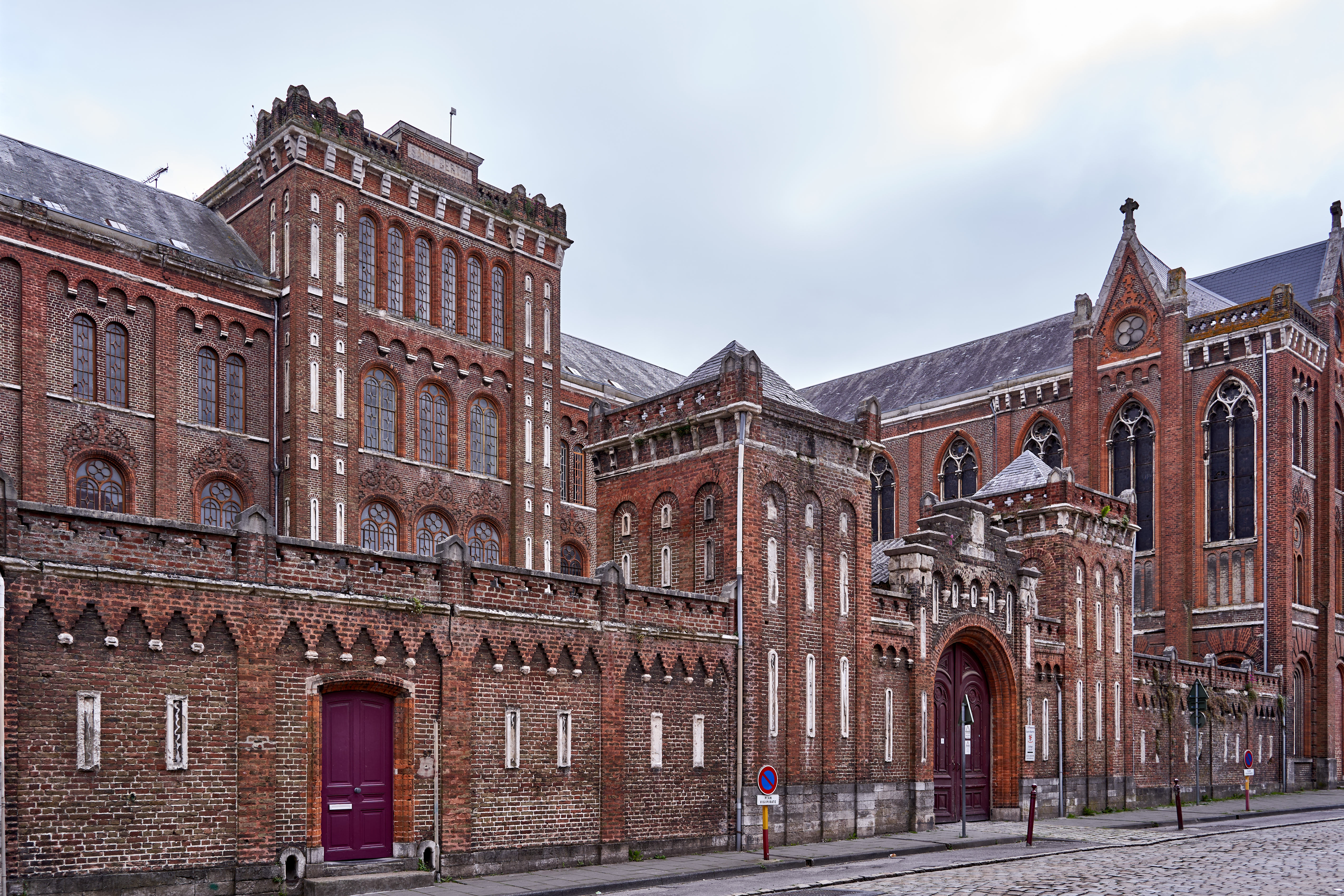
La rue Saint-Bertin avec ses pavés et ses très anciens lycées.
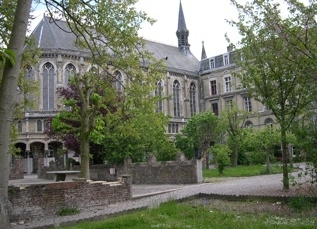
Le lycée Notre-Dame-de-Sion.

### Postes et télécommunications
La commune, avec trois autres communes voisines que sont Salperwick, Tilques et Serques, a la particularité, unique en France, d'avoir le courrier distribué par un facteur en barque pour une partie des habitants demeurant dans le marais, situé au nord.

### Santé
Les centres hospitaliers les plus proches sont le centre hospitalier de la région de Saint-Omer à Helfaut, à 8 km au sud, et la clinique privée de Longuenesse. De nombreux professionnels de la santé (médecins, spécialistes, dentistes) et équipements (pharmacies) sont présents dans la commune. Les personnes âgées peuvent être accueillies au sein de la maison de retraite Saint-Jean (capacité d'accueil de 14 personnes), ou de la résidence « Arpage », qui accueille des résidents atteints de la maladie de Parkinson (70 lits).

### Justice, sécurité, secours et défense

#### Justice
Saint-Omer est siège de plusieurs instances judiciaires :
- La Cour d'assises du Pas-de-Calais, où se sont notamment tenus les procès de l'affaire d'Outreau, de l'affaire des frères Jourdain et de l'affaire Béatrice Matis.
- Le tribunal judiciaire de Saint-Omer, dont les appels sont portés devant la cour d'appel de Douai.
- Le conseil de prud'hommes, dont les appels sont portés devant la cour d'appel de Douai.
- Le tribunal de commerce siégeait à Saint-Omer jusqu’en 2008 avant d’être supprimé au profit du tribunal de commerce de Boulogne-sur-Mer[110].

#### Sécurité
La commune dispose d’une police municipale et comporte un commissariat de police nationale siège de la circonscription de sécurité publique de Saint-Omer.
Le centre de secours principal des pompiers de Saint-Omer est situé dans la commune voisine de Longuenesse.

## Population et société

### Démographie

#### Évolution démographique
L'évolution du nombre d'habitants est connue à travers les recensements de la population effectués dans la commune depuis 1793. Pour les communes de plus de 10 000 habitants les recensements ont lieu chaque année à la suite d'une enquête par sondage auprès d'un échantillon d'adresses représentant 8 % de leurs logements, contrairement aux autres communes qui ont un recensement réel tous les cinq ans,.

En 2022, la commune comptait 14 358 habitants, en évolution de −0,59 % par rapport à 2016 (Pas-de-Calais : −0,72 %, France hors Mayotte : +2,11 %).
| 1793   | 1800   | 1806   | 1821   | 1831   | 1836   | 1841   | 1846   | 1851   |
| ------ | ------ | ------ | ------ | ------ | ------ | ------ | ------ | ------ |
| 20 135 | 20 109 | 20 362 | 18 246 | 19 344 | 19 032 | 20 661 | 21 078 | 22 054 |

| 1856   | 1861   | 1866   | 1872   | 1876   | 1881   | 1886   | 1891   | 1896   |
| ------ | ------ | ------ | ------ | ------ | ------ | ------ | ------ | ------ |
| 21 987 | 22 011 | 21 869 | 22 381 | 21 855 | 21 556 | 21 266 | 21 661 | 21 481 |

| 1901   | 1906   | 1911   | 1921   | 1926   | 1931   | 1936   | 1946   | 1954   |
| ------ | ------ | ------ | ------ | ------ | ------ | ------ | ------ | ------ |
| 20 867 | 20 993 | 20 469 | 19 238 | 19 774 | 17 815 | 18 373 | 18 106 | 19 280 |

| 1962   | 1968   | 1975   | 1982   | 1990   | 1999   | 2006   | 2011   | 2016   |
| ------ | ------ | ------ | ------ | ------ | ------ | ------ | ------ | ------ |
| 19 283 | 18 205 | 16 932 | 15 415 | 14 434 | 15 747 | 15 004 | 14 064 | 14 443 |

| 2021   | 2022   | - | - | - | - | - | - | - |
| ------ | ------ | - | - | - | - | - | - | - |
| 14 661 | 14 358 | - | - | - | - | - | - | - |

#### Pyramide des âges
La population de la commune est relativement jeune.
En 2018, le taux de personnes d'un âge inférieur à 30 ans s'élève à 44,6 %, soit au-dessus de la moyenne départementale (36,7 %). À l'inverse, le taux de personnes d'âge supérieur à 60 ans est de 20,6 % la même année, alors qu'il est de 24,9 % au niveau départemental.
En 2018, la commune comptait 7 121 hommes pour 7 605 femmes, soit un taux de 51,64 % de femmes, légèrement supérieur au taux départemental (51,50 %).
Les pyramides des âges de la commune et du département s'établissent comme suit.
| Hommes | Classe d’âge | Femmes |
| ------ | ------------ | ------ |
| 0,7    | 90 ou +      | 1,5    |
| 4,4    | 75-89 ans    | 7,7    |
| 12,7   | 60-74 ans    | 14,1   |
| 18,3   | 45-59 ans    | 16,6   |
| 17,2   | 30-44 ans    | 17,5   |
| 25,6   | 15-29 ans    | 23,4   |
| 21,2   | 0-14 ans     | 19,2   |

| Hommes | Classe d’âge | Femmes |
| ------ | ------------ | ------ |
| 0,5    | 90 ou +      | 1,6    |
| 5,6    | 75-89 ans    | 8,9    |
| 16,7   | 60-74 ans    | 18,1   |
| 20,2   | 45-59 ans    | 19,2   |
| 18,9   | 30-44 ans    | 18,1   |
| 18,2   | 15-29 ans    | 16,2   |
| 19,9   | 0-14 ans     | 17,9   |

En 1999 Saint-Omer comptait 6 709 résidences principales et 76 résidences secondaires. Le nombre total de logements augmente de 13,9 % entre 1990 et 1999, pour faire face au solde démographique positif. Le nombre de logements vacants s'est réduit de 23,8 % entre 1990 et 1999, mais il restait encore 521 logements vacants en 1999[Passage à actualiser].
Le niveau d'étude montre une scolarisation de la population totale de 24,2 % de niveau primaire, 32,5 % de niveau collège, 13,7 % de niveau BAC, et de 16,2 % de niveau études supérieures[Passage à actualiser].

### Manifestations culturelles et festivités
Un cinéma de neuf salles projette des films tous les jours et réalise des avant-premières. La scène conventionnée La Barcarolle, propose une programmation théâtre, musique et danse au sein du Moulin à Café, place Foch.
Différents événements marquent le calendrier annuel local comme le feu d'artifice du 14 juillet, le Saint-Omer Jazz Festival (festival de jazz, en juillet), le défilé nautique (plutôt appelé cortège nautique, qui a lieu le dernier dimanche de juillet), la fête de la bière (en septembre), la fête du légume (en octobre), la fête de la Saint-Nicolas et le marché de Noël (en fin d'année). D'autres événements comprennent le Born to Chill Festival (en fin mai/début juin qui se déroule sur le site historique de l'aérodrome de Saint-Omer pour une programmation rock, blues et electro), la fête médiévale (en juillet ) et la foire de Saint-Omer (durant les vacances de février).

### Sports et loisirs
Saint-Omer compte 34 clubs sportifs et de nombreux aménagements sportifs, certains comme le Skating Club de la région audomaroise (SCRA), ou le Canoë-Kayak Club de Saint-Omer atteignent des niveaux nationaux et internationaux. La commune est équipée d'un boulodrome, d'un terrain d'athlétisme, de terrains de football et de rugby et du vélodrome Jacques-Anquetil, plus ancien vélodrome de l'Hexagone (1892) et siège du VELO CLUB DE SAINT OMER, club formateur qui accueille les compétiteurs de tous âges et de toutes disciplines (route, VTT, BMX, cross) et qui bénéficie, pour les plus jeunes, d'une école de cyclisme. En outre, les espaces verts, les canaux et les étangs permettent la pratique de nombreux sports et loisirs de nature. Outre le Vélo Club de Saint-Omer, d'autres clubs sont actifs : l'US Pays de Saint-Omer (Régional 1), le Canoë-Kayak Club de Saint-Omer, le SCRA (niveau national pour le rink hockey), le Rugby Club audomarois et l'Aviron audomarois.
L'équipe de cricket locale, le Saint-Omer Cricket Club Stars, a la particularité d'être entièrement composée de réfugiés. Cette équipe gagne le prix du citoyen européen 2017, décerné par le parlement européen.
Un chemin au bord de l'eau rejoint le chemin de halage du canal et permet des promenades à pied ou à vélo. Une réhabilitation est en projet pour intégrer officiellement l'EuroVelo 5.

#### Évènements sportifs
La ville accueille plusieurs événements sportifs. 

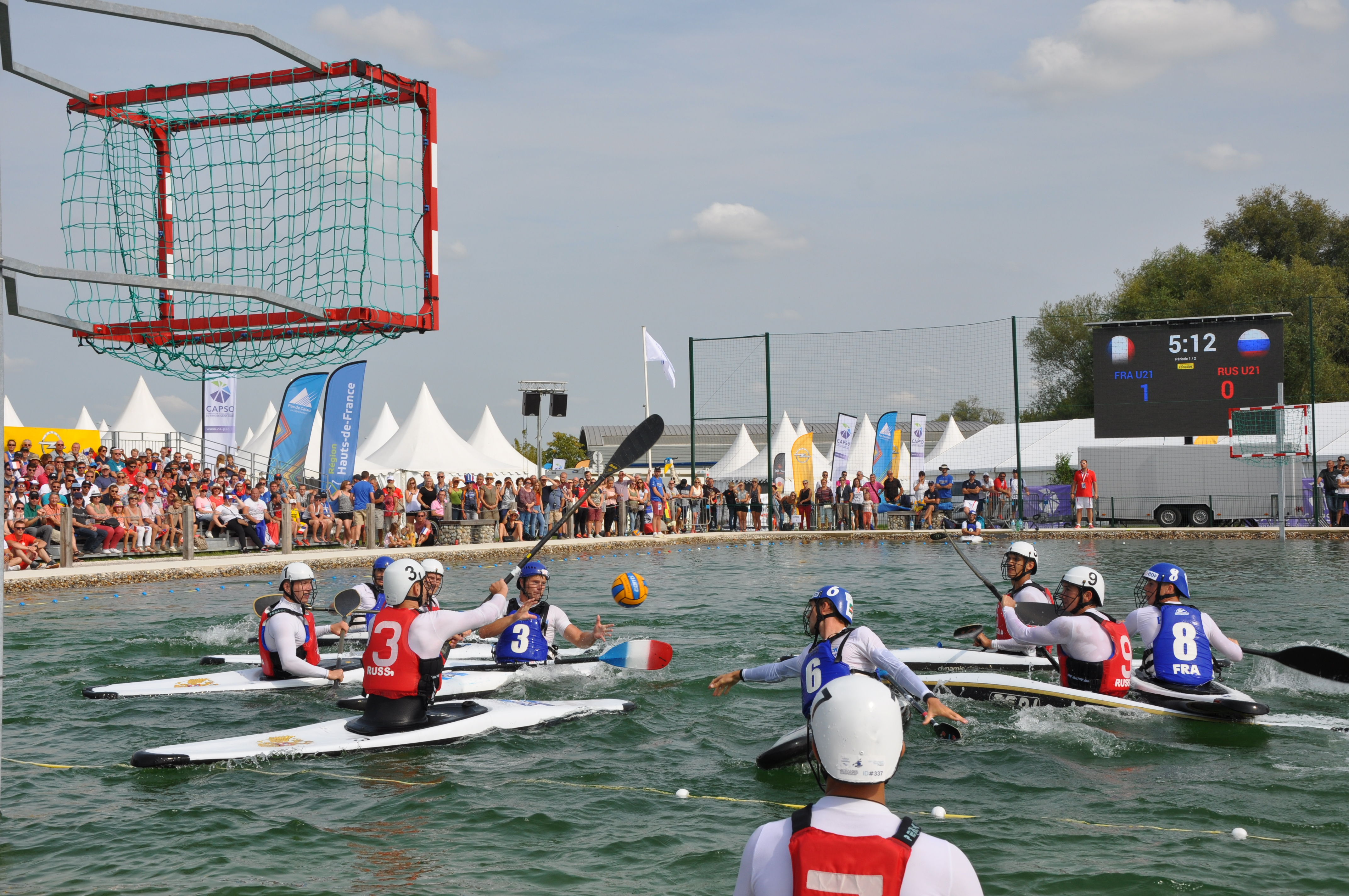
Championnat d'Europe de kayak polo 2017.

Ainsi le 8 juillet 2001, la première étape du tour de France part de Saint-Omer. Du 22 au 25 juin 2017, Saint-Omer accueille les championnats de France de cyclisme sur route. Du 23 au 27 août 2017, les championnats d'Europe de kayak-polo sont organisés à la base nautique de Saint-Omer. Le 5 juillet 2022, la quatrième étape du tour de France passe par Saint-Omer. Du 16 au 21 août 2022, les championnats du monde de kayak-polo sont organisés à la base nautique de Saint-Omer.

##### Jeux olympiques
Le 3 juillet 2024, la commune accueille la flamme olympique des Jeux olympiques d'été de 2024, officiellement appelés les Jeux de la XXXIIIe olympiade, qui se déroulent du 26 juillet au 11 août 2024 à Paris.

### Cultes
- Catholique : Cathédrale Notre-Dame, collège anglais de Saint-Omer (devenu le lycée Alexandre-Ribot) : « L'Angleterre avait, dès le milieu du XVIe siècle, interdit aux catholiques toute forme d'enseignement religieux sur son sol. Ceux-ci avaient donc créé, dans les Pays-Bas espagnols, plusieurs collèges catholiques, dont ceux de Douai et de Saint-Omer. Ils resteront en activité jusqu'à la Révolution, attirant non seulement des élèves anglais mais aussi des fils de colons américains. Les colons catholiques venus d'Angleterre avaient tendance à s'installer soit dans la Maryland, dont le « propriétaire », Lord Baltimore, avait une réputation de grande tolérance, soit en Virginie. Mais avec l'avènement des co-régents William et Mary, l'enseignement catholique est interdit, y compris dans le Maryland en 1704, ce qui explique l'envoi, pendant près de trois-quarts de siècle, de générations de jeunes Américains pour étudier sous la férule de professeurs jésuites, au collège de Saint-Omer. On parlait alors plutôt de Blandike, par anglicisation de Blendecques, petite ville proche de Saint-Omer où le collège avait acheté une propriété et où les élèves pouvaient passer leurs vacances. »[122]
- Islam : la ville compte une mosquée, rue de l'Abbaye, gérée par l'association musulmane audomaroise.
- Mormon : Église de Jésus-Christ des saints des derniers jours, rue De Gaulle paroisse de Saint-Omer.
- Évangélique : Assemblée évangélique de Saint-Omer, quai du Haut Pont.
- Témoins de jehovah : Salle du royaume, rue Monsigny.

### Médias

#### Presse écrite
- Le quotidien La Voix du Nord publie une édition locale à Saint-Omer.
- L'hebdomadaire L'Indépendant du Pas-de-Calais

#### Radio
- RDL (Radio Dallas) dont les studios sont situés à Saint-Omer. Elle émet sur la fréquence 89.6 depuis Saint-Omer. Cette radio peut aussi être entendue du côté de Dunkerque (89.8), Béthune (99.2), Montreuil (92.3) et Saint-Pol-sut-Ternoise (89.1).
- NRJ Nord-littoral dont les studios sont situés à Saint-Omer. Elle émet sur la fréquence 102.3 depuis Saint-Omer.
- Delta FM Saint-Omer qui émet sur la fréquence 98.8.

## Économie

### Revenus de la population et fiscalité
En 2021, la commune compte 6 822 ménages fiscaux, regroupant 13 205 personnes.
Le revenu fiscal médian par ménage, le taux de pauvreté des ménages et la part des ménages fiscaux imposés de la commune, du département du Pas-de-Calais et de la métropole sont les suivants :
- le revenu fiscal médian par ménage de la commune est de 18 120 €, inférieur à celui du département du Pas-de-Calais (20 720 €) et inférieur à celui de la France métropolitaine (23 080 €)[Insee 15],[Insee 16],[Insee 17] ;
- le taux de pauvreté des ménages de la commune est de 29 %, de 18,4 % au niveau du département et de 14,9 % au niveau de la métropole[Insee 18],[Insee 19],[Insee 20] ;
- la part des ménages fiscaux imposés dans la commune est de 36 %, de 44,1 % au niveau du département et de 53,4 % au niveau de la métropole[Insee 15],[Insee 16],[Insee 17].

### Emploi

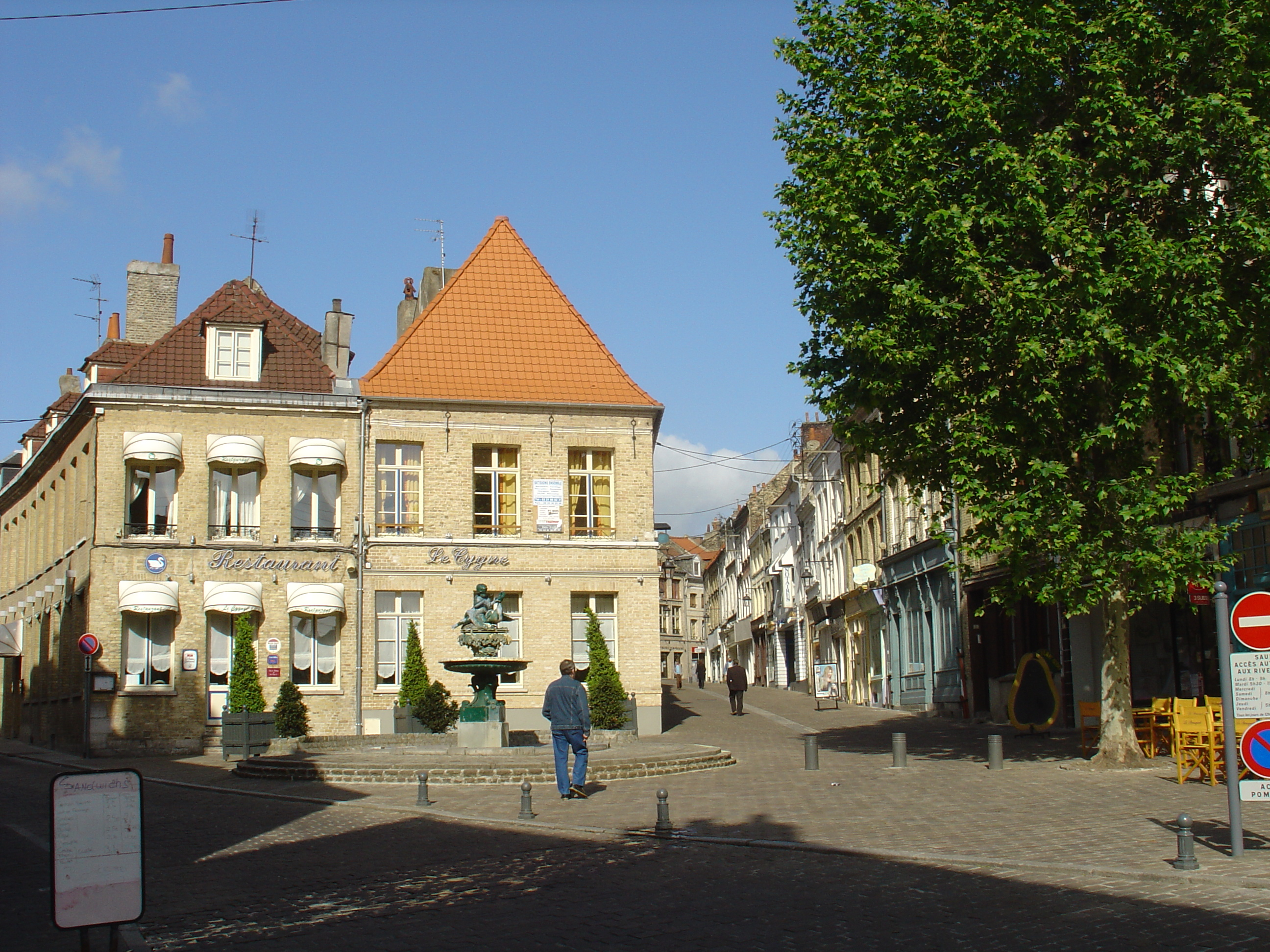
Rue des Épéers à Saint-Omer.

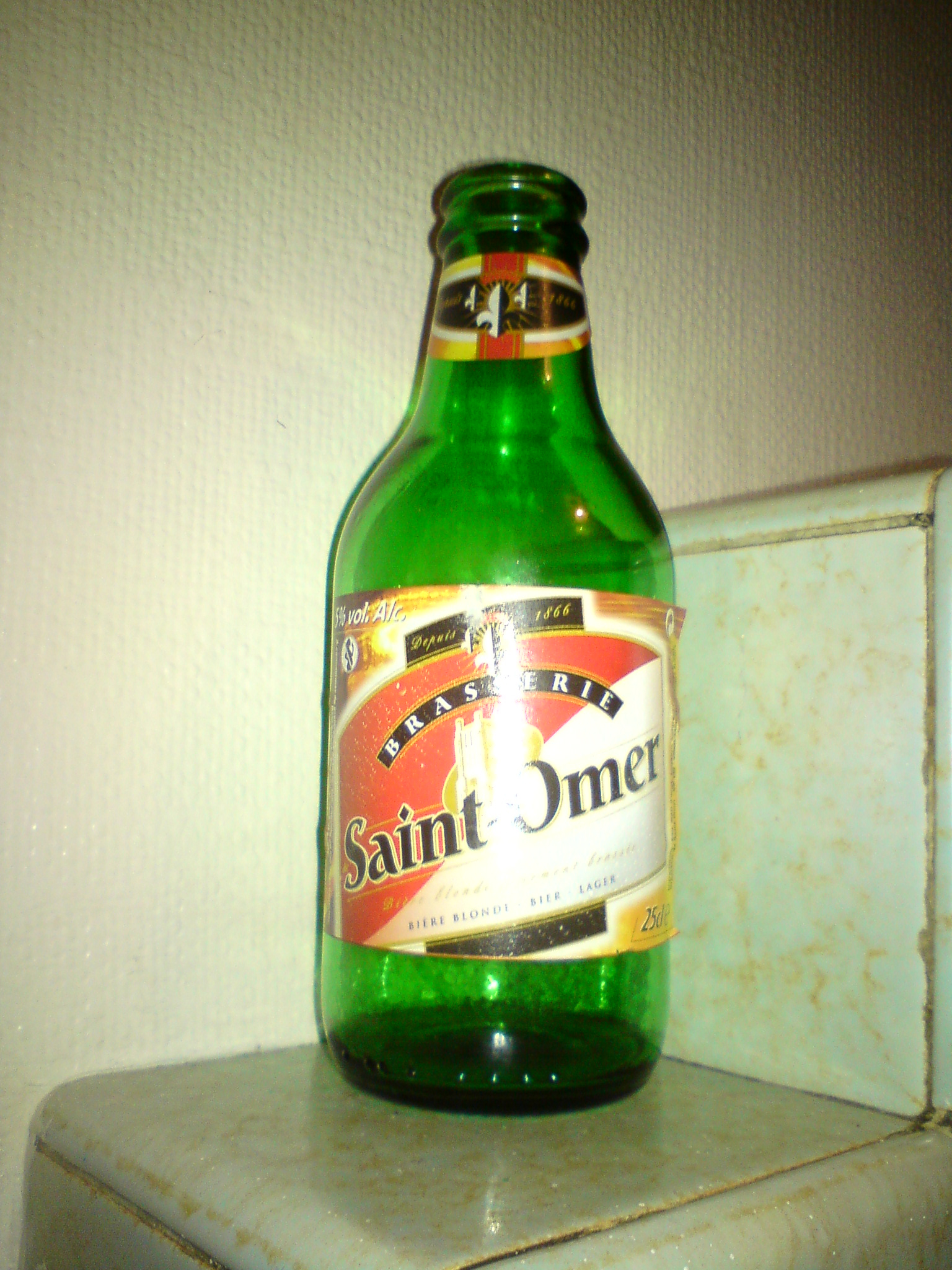
Bouteille de bière Saint-Omer.

La vie économique de Saint-Omer et de ses alentours s'est développée autour de l'eau. L'aménagement du marais audomarois a permis le développement d'activités d'élevage et de maraîchage importantes (culture du chou-fleur) ; c'est devenu aujourd'hui un pôle touristique remarquable. Il y a également une activité fluviale autour de l'Aa et du canal de Neufossé avec un port fluvial que gère la Chambre de commerce et d'industrie. Saint-Omer accueille aussi une brasserie industrielle qui produit la bière de Saint-Omer, et une brasserie locale, la brasserie audomaroise, qui produit différents types de bières (à la chicorée, à la rhubarbe...).
La région de Saint-Omer comprend le deuxième employeur privé de la région Nord-Pas-de-Calais, la cristallerie Arc International, située sur le territoire de la commune d'Arques. À proximité se situe l'usine Bonduelle de Renescure, Bonduelle étant la première entreprise de la conserve en Europe et le quatrième employeur privé du Nord-Pas-de-Calais.
|                       | 2010   | 2015   | 2021   |
| --------------------- | ------ | ------ | ------ |
| Commune               | 23,5 % | 26,8 % | 22,7 % |
| Département           | 15,4 % | 17,7 % | 14,7 % |
| France métropolitaine | 11,6 % | 13,7 % | 11,7 % |

En 2021, la population âgée de 15 à 64 ans s'élève à 9 602 personnes, parmi lesquelles on compte 70,3 % d'actifs (54,4 % ayant un emploi et 16,0 % de chômeurs) et 29,7 % d'inactifs,. En 2021, le taux de chômage communal (au sens du recensement) des 15-64 ans est supérieur à celui du département et supérieur à celui de la France métropolitaine.
La commune est la commune-centre de l'aire d'attraction de Saint-Omer,. Elle compte 7 873 emplois en 2021, contre 7 730 en 2015 et 7 849 en 2010. Le nombre d'actifs ayant un emploi résidant dans la commune est de 5 270, soit un indicateur de concentration d'emploi de 149,4 et un taux d'activité parmi les 15 ans ou plus de 56,8 %.
Sur ces 5 270 actifs de 15 ans ou plus ayant un emploi, 1 862 travaillent dans la commune, soit 35 % des habitants. Pour se rendre au travail, 68,1 % des habitants utilisent une voiture, un camion ou une fourgonnette, 7,9 % les transports en commun, 19 % s'y rendent en deux-roues, à vélo ou à pied et 5,0 % n'ont pas besoin de transport (travail au domicile).

### Entreprises et commerces
Saint-Omer est également un centre tertiaire important. Le centre-ville est composé de nombreuses boutiques commerciales, et d'un grand nombre de restaurants, brasseries et friteries. La clientèle est enrichie par les touristes anglais.
Saint-Omer possède une antenne de la chambre de commerce et d'industrie Grand Lille.

#### Agriculture
La commune est dans les « Wateringues », une petite région agricole dans le département du Pas-de-Calais. En 2020, l'orientation technico-économique de l'agriculture  dans la commune est la culture de fleurs et/ou horticulture diverse.
|               | 1988 | 2000 | 2010 | 2020 |
| ------------- | ---- | ---- | ---- | ---- |
| Exploitations | 139  | 62   | 34   | 25   |
| SAU (ha)      | 597  | 367  | 407  | 391  |

Le nombre d'exploitations agricoles en activité et ayant leur siège dans la commune est passé de 139 lors du recensement agricole de 1988  à 62 en 2000 puis à 34 en 2010 et enfin à 25 en 2020, soit une baisse de 82 % % en 32 ans. Le même mouvement est observé à l'échelle du département qui a perdu pendant cette période 65 % de ses exploitations (passant de 16 556 à 5 736),. La surface agricole utilisée dans la commune a également diminué, passant de 597 ha en 1988 à 391 ha en 2020. Parallèlement la surface agricole utilisée moyenne par exploitation a augmenté, passant de 4 à 16 ha,.

#### Activités hors agriculture
1 335 établissements marchands non agricoles sont économiquement actifs en 2022 à Saint-Omer,,.
| Secteur d'activité                                                                                        | Commune | Commune | Département |
| Secteur d'activité                                                                                        | Nombre  | %       | %           |
| --- | ------- | ------- | ----------- |
| Ensemble                                                                                                  | 1 335   | 100 %   | (100 %)     |
| Industrie manufacturière, industries extractives et autres                                                | 63      | 4,7 %   | (6,8 %)     |
| Construction                                                                                              | 84      | 6,3 %   | (10,6 %)    |
| Commerce de gros et de détail, transports, hébergement et restauration                                    | 414     | 31,0 %  | (29,3 %)    |
| Information et communication                                                                              | 31      | 2,3 %   | (1,9 %)     |
| Activités financières et d'assurance                                                                      | 94      | 7,0 %   | (5,0 %)     |
| Activités immobilières                                                                                    | 83      | 6,2 %   | (4,9 %)     |
| Activités spécialisées, scientifiques et techniques et activités de services administratifs et de soutien | 222     | 16,6 %  | (14,2 %)    |
| Administration publique, enseignement, santé humaine et action sociale                                    | 218     | 16,3 %  | (16,8 %)    |
| Autres activités de services                                                                              | 126     | 9,4 %   | (10,5 %)    |

Le secteur du commerce de gros et de détail,
transports, hébergement et restauration est prépondérant dans la commune puisqu'il représente 31 % du nombre total d'établissements de la commune (414 sur les 1 335 entreprises implantées  à Saint-Omer), contre 29,3 % au niveau départemental.

### Tourisme

#### Hôtellerie, camping et autres hébergements collectifs
Au 1er janvier 2025, la commune dispose de six hôtels pour une capacité totale de 256 chambresmais ne dispose ni de camping ni d'un autre type d'hébergement collectif,.

## Culture locale et patrimoine
Saint-Omer, classée ville d'art et d'histoire en 1997, a vu cet agrément étendu en 2014 au territoire constitué par la communauté d'agglomération de Saint-Omer et la communauté de communes de la Morinie.

### Lieux et monuments

#### Monuments historiques
Dans la commune de Saint-Omer, trente et un monuments sont inscrits ou classés au titre des monuments historiques.

##### Édifices civils
- La bibliothèque d'agglomération de Saint-Omer (BAPSO). Basée dans une section de l'ancien collège jésuite, elle conserve un fonds remarquable de livres anciens notamment une bible de Gutenberg et un Premier Folio de Shakespeare (voir l'article sur son premier conservateur Jean-Charles Joseph Aubin.).
- Le musée de l'hôtel Sandelin, musée des beaux-arts et musée d'histoire locale. Situé dans un ancien hôtel particulier, il est principalement connu pour sa collection de porcelaine et de faïence. Une autre pièce connue du musée est le pied de croix de l'abbaye Saint-Bertin.
- Le musée Henri-Dupuis, du nom de son fondateur, situé au 9, rue Henri-Dupuis. Actuellement fermé, ce musée dispose d'une collection de minéraux, d'oiseaux naturalisés et de coquillages[130],[131].
- Le collège Saint-Bertin. Collège catholique néo-gothique construit en 1813 en continuation du premier collège construit en 1561 par Gérard d'Haméricourt. Philippe Pétain y étudia.
- La Grand Place (place du Maréchal Foch). Centre névralgique de la ville depuis sa fondation, elle est l'emplacement de la création par Audomar de la future cathédrale, puis emplacement de la halle échevinale et du bailliage de la ville (aujourd'hui une caisse d'épargne).
- Le théâtre à l'italienne, dit le Moulin à Café. Situé sur la Grand Place, il fut un temps hôtel de ville, commissariat et aujourd'hui il est redevenu théâtre avec la programmation de la scène conventionnée, La Barcarolle.
- La fontaine et l'hôtel Sainte-Aldgonde. Située à l'emplacement de l'ancienne église du même nom d'ont il ne reste que la fontaine. C'est aujourd'hui une banque BNP Paribas.
- Les caves médiévales. Beaucoup ont été conservées sous les maisons du cœur de ville.
- Le jardin public, de l'architecte Guinoiseau (XXe siècle), situé dans les fossés des fortifications de Vauban. Il comprend un jardin à la française, un kiosque, des jeux pour enfants, des arbres remarquables, un petit parc animalier.
- Le faubourg du Haut-Pont, ancien quartier maraîcher de langue flamande avec façades typiques, traversé par l'Aa canalisée.
- Le palais de la Cathédrale, maison et musée de styles Louis XVIII et Charles X, entièrement conservé et dont les parties les plus anciennes datent du VIIIe siècle[132].
- Le lycée Alexandre-Ribot, en particulier les bâtiments des anciens collèges des jésuites anglais et wallons. Le collège anglais est connu pour avoir accueilli de nombreux élèves provenant de la bourgeoisie catholique anglaise en exil, notamment les frères John et Daniel Carroll ou Daniel O'Connell. Ce même bâtiment accueillit un temps le quartier général britannique durant la Première Guerre mondiale.
- L'ancien hôpital général, aujourd'hui mairie de la ville. Son style classique est très représentatif de l'architecture de Saint-Omer préservé de la révolution industrielle.
- La gare. De style néo-classique, elle étonne par sa taille disproportionnée pour son unique ligne ; elle a été voulue par Alexandre Ribot dans le projet avorté de faire de Saint-Omer un carrefour ferroviaire plus important.

##### Édifices religieux

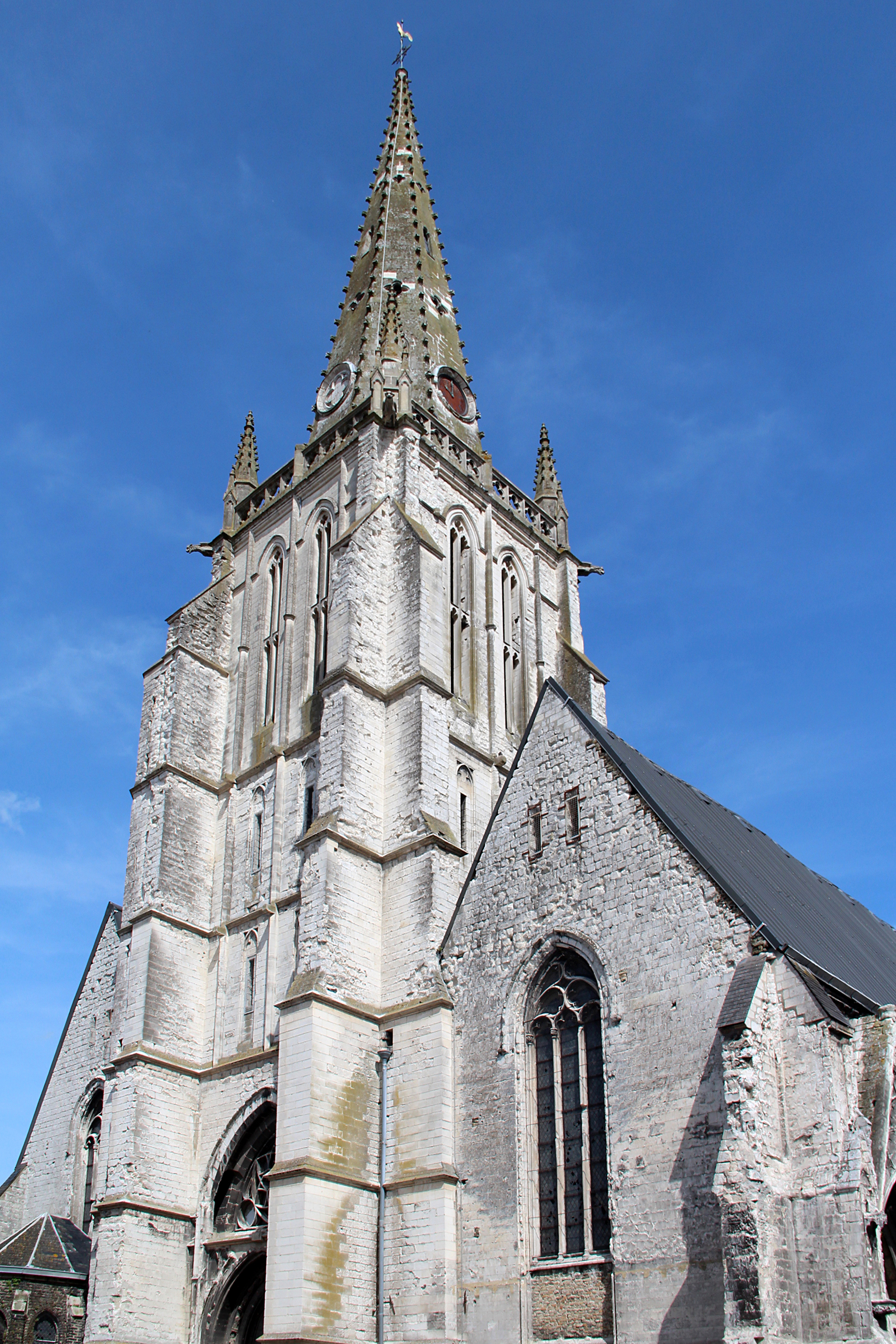
L'église Saint-Sépulcre.

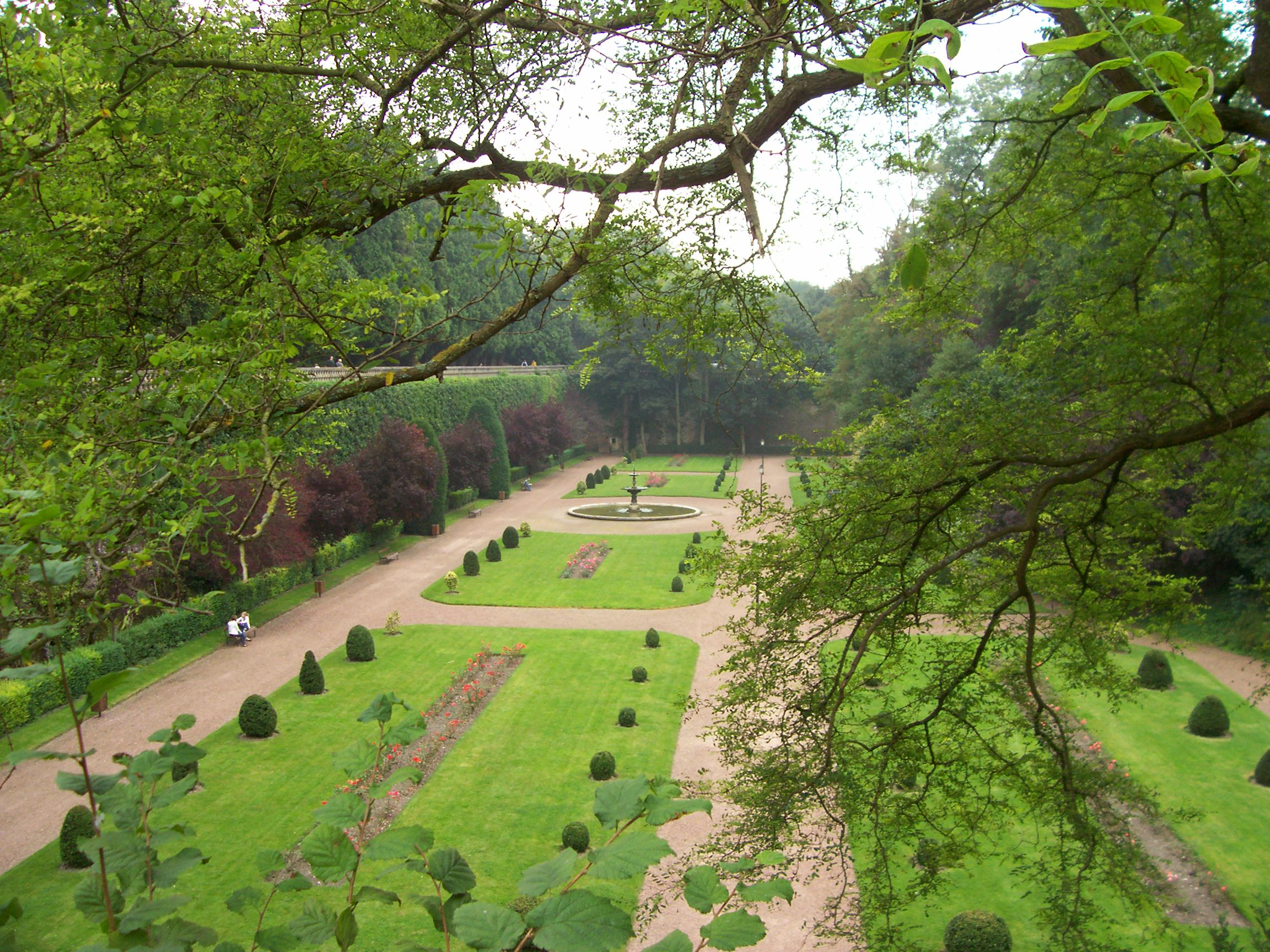
Vue sur le jardin à la française au pied des anciens remparts de Vauban.

- La cathédrale Notre-Dame de Saint-Omer. Monument le plus important de la ville, elle contient le tombeau de saint Omer et de saint Erkembode. Elle est aussi connue pour son buffet d'orgue, sa descente de croix de Rubens, son horloge astronomique ou encore sa dalle labyrinthe.
- La chapelle des Jésuites. Chapelle de l'ancien collège des Jésuites wallons, de style renaissance italienne, construite de 1615 à 1640, elle sert aujourd'hui d'espace culturel pour des expositions ou des concerts.
- Les ruines de l’abbaye Saint-Bertin. Édifiée de 1325 à 1520, bien national en 1789 et détruite en partie par la municipalité en 1830. Son clocher s'effondre en 1947 à la suite des bombardements de la guerre. C'est le lieu de mort et probablement de sépulture de Childéric III roi des Francs. Elle fut aussi connue pour son scriptorium dont les manuscrits sont conservés à la bibliothèque de la ville.
- L'ancien séminaire épiscopal, de style flamand (pignon à pas de moineaux), édifié de 1605 à 1625.
- L'église de l'Immaculée-Conception. Située dans le quartier du Haut-Pont, elle est construite en style néogothique au XIXe siècle par Charles Leroy, l'architecte de la basilique-cathédrale Notre-Dame-de-la-Treille de Lille et de plus d'une soixantaine d'édifices de la région. Elle est gravement endommagée par un incendie le 2 septembre 2024. Le clocher est entièrement détruit[133].
- L'église Saint-Sépulcre. Elle fut érigée en l'honneur du seigneur de la ville Guillaume Ier et de ses fils (Godefroy, Hugues et Gérard) ayant participé à la première croisade. Elle est aujourd'hui fermée.
- L'église Saint-Denis. Consacré en 1088, le bâtiment actuel est fermé pour rénovation.

#### Autres lieux et monuments
- De nombreux lieux de mémoire concernant la guerre franco-allemande de 1870, la Première et la Seconde Guerre mondiale ainsi que la guerre d'Indochine sont visibles dans la commune[134].

### Patrimoine culturel
- La bibliothèque d'agglomération de Saint-Omer possède une salle du patrimoine, où sont rassemblés les livres rares et précieux.

Un exemplaire du premier tome de la bible de Gutenberg (premier livre imprimé en Europe) y est conservé, ainsi qu'un exemplaire du Premier Folio de William Shakespeare,,.

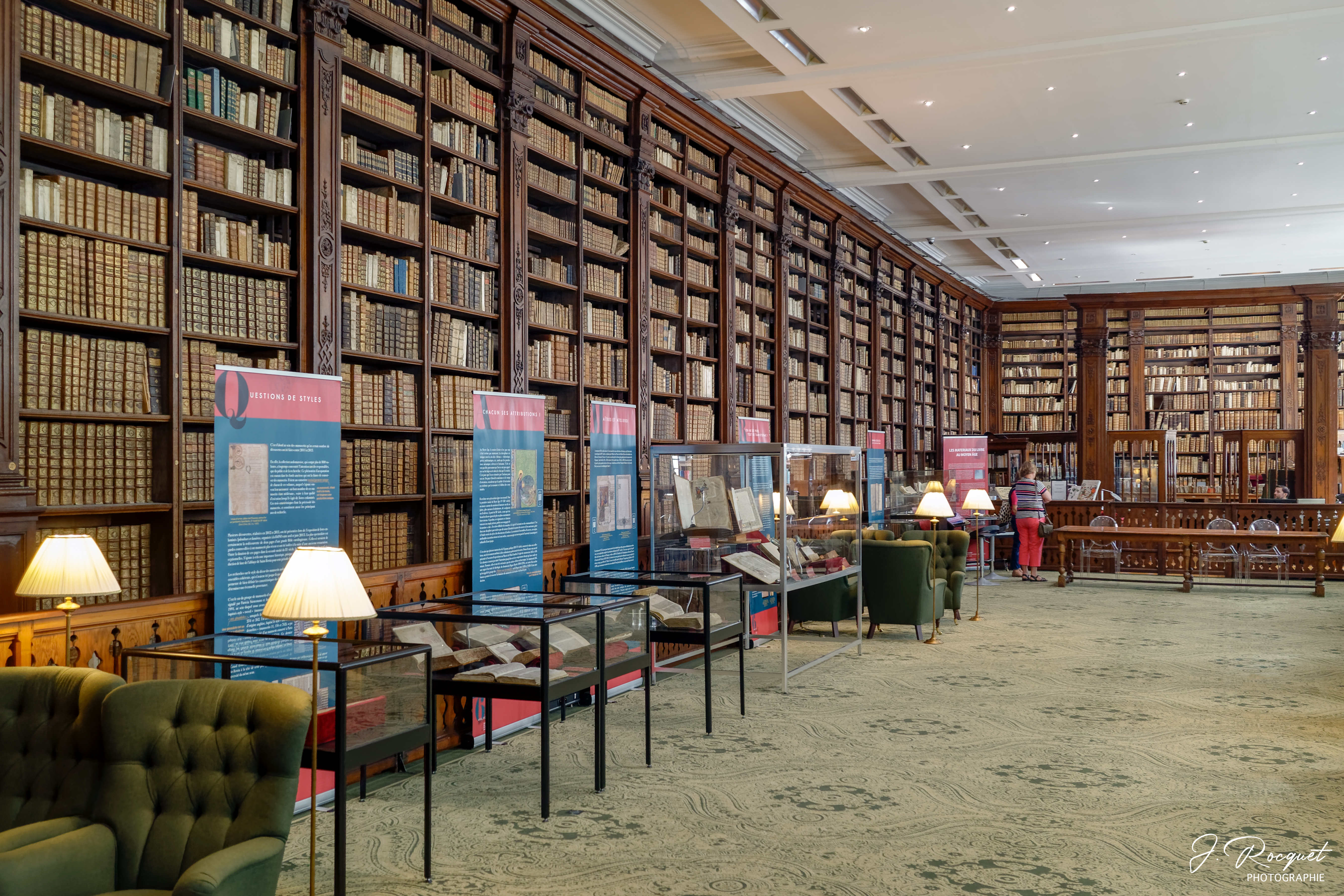
Le côté gauche de la salle du fonds ancien de la bibliothèque.
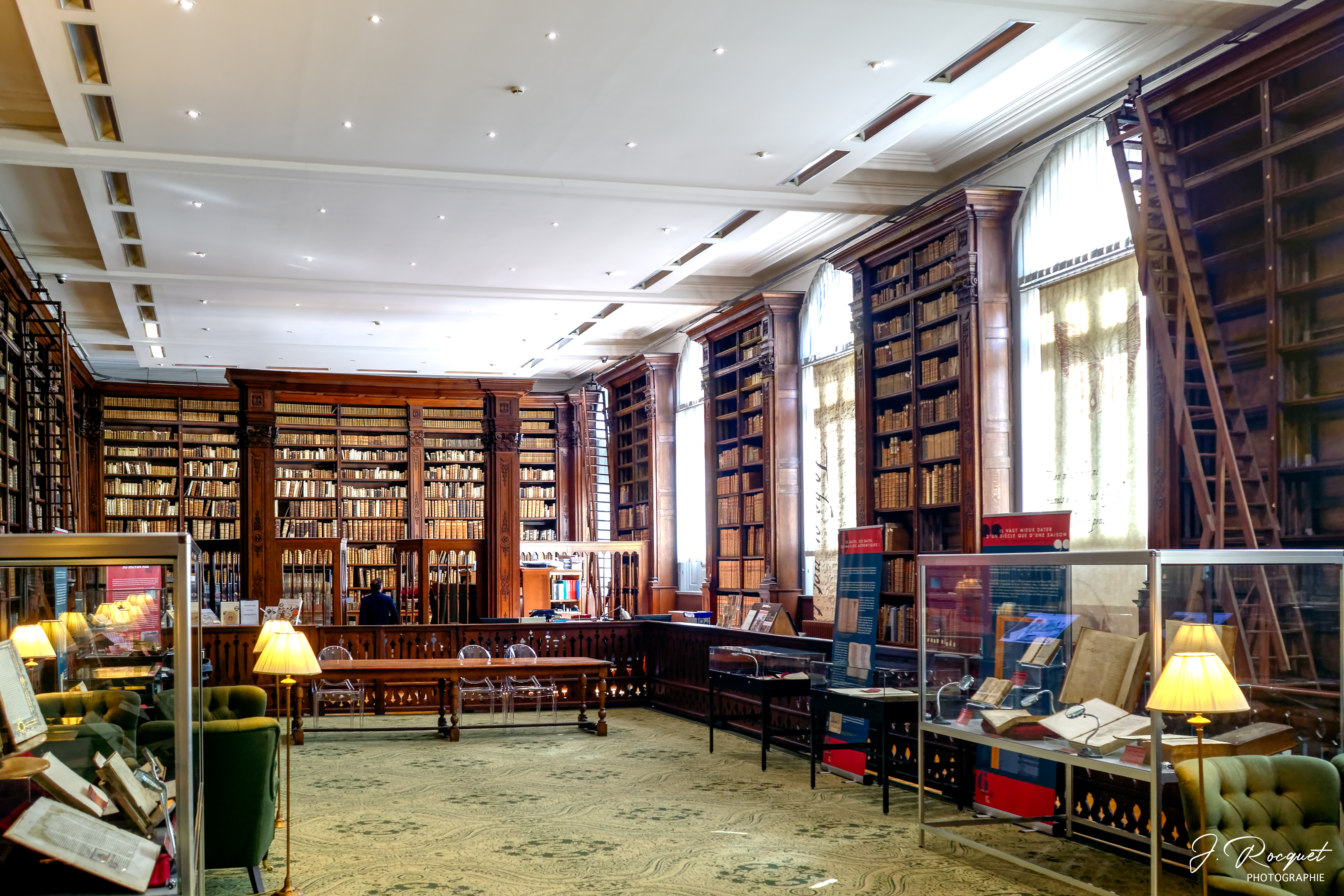
Le côté droit de la salle.
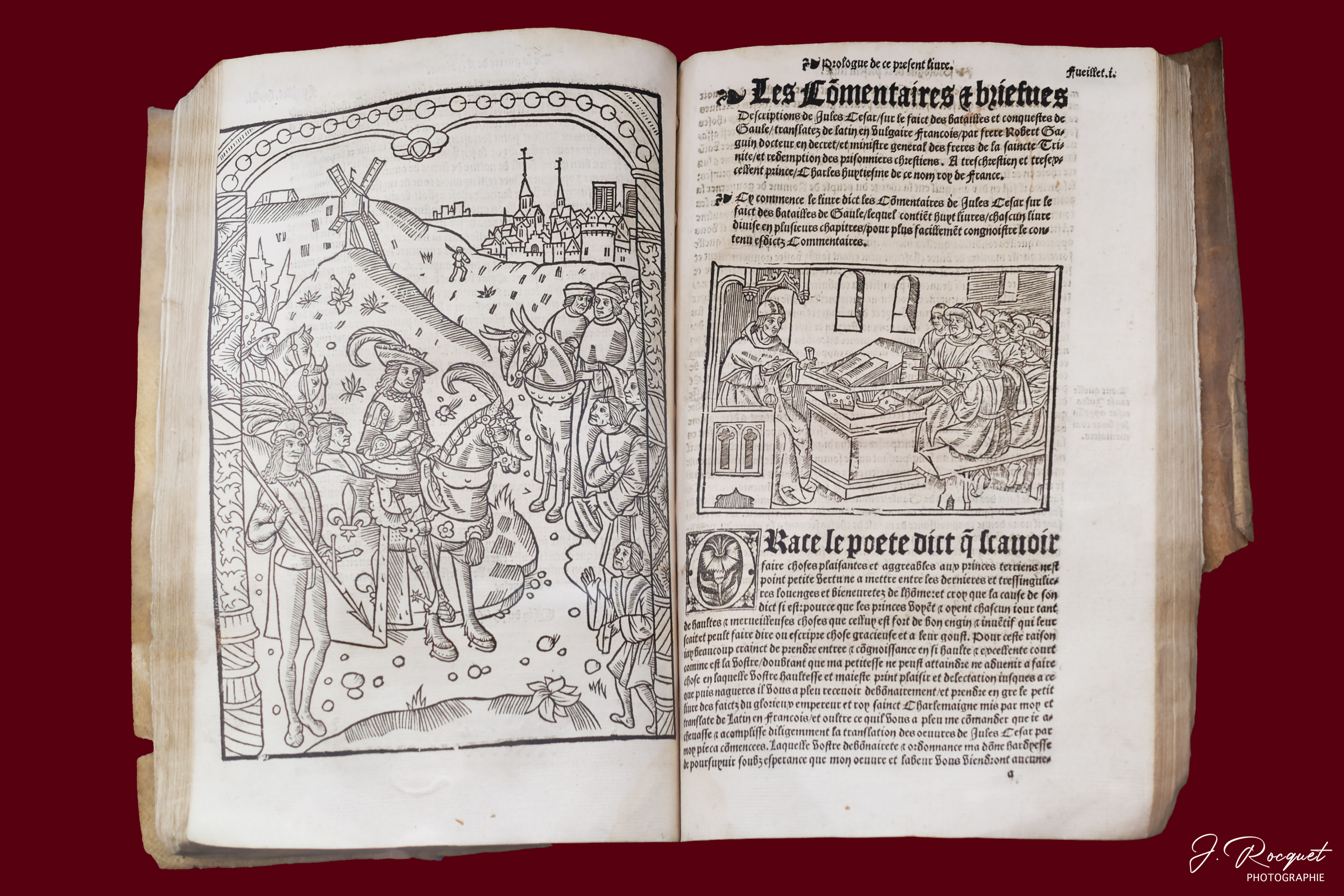
Les commentaires de Jules César traduction dont on ne connait que 23 exemplaires.

### Légendes

#### La Marseillaise
La Marseillaise est attribuée à Rouget de Lisle. Elle fut appelée ainsi parce qu’elle était chantée par les fédérés marseillais à leur entrée dans la capitale en 1792.
Mais son véritable auteur s’appellerait Jean-Baptiste Lucien Grisons, un compositeur méconnu et dont quasiment toute l’œuvre a disparu, né à Lens en 1746 et maître de chapelle de Saint-Omer de 1775 à 1787. C’est la thèse notamment soutenue en 1886 par Arthur Loth dans « Le chant de la Marseillaise et son véritable auteur ».

#### L'abbé Suger
L'abbé Suger, conseiller des rois de France, est resté célèbre pour avoir théorisé la reconstruction et l'ornementation de l'abbatiale Saint-Denis, dans les premiers temps de l’architecture gothique.
Installé face à la tour de l'abbaye Saint-Bertin, sa statue de marbre est due à Jean-Baptiste Stouf (1817). Cet hommage local s'appuie sur une légende forgée de toutes pièces par les érudits artésiens entre le XVIIIe siècle et la première moitié du XIXe siècle : Suger serait né à Saint-Omer et aurait été élevé avec son « frère », Alvise, dans le cloître de Saint-Bertin, avant d'entrer comme oblat à l'école monastique de Saint-Denis en 1091. Alvise serait devenu prieur de l'abbaye audomaroise, puis abbé d'Anchin et enfin évêque d'Arras.

### Personnalités liées à la commune
- Omer, ou Audomarus ou Audemer (600-670), moine de Luxeuil, nommé évêque de Thérouanne canonisé sous le nom de saint Omer, fondateur de la commune.
- Childéric III (vers 714-vers 755), roi des Francs, de Neustrie, de Bourgogne et d'Austrasie de 743 à 751, dernier roi mérovingien, est enfermé puis passe la fin de sa vie à l'abbaye Saint-Bertin de Saint-Omer.
- Lambert de Saint-Omer (vers 1061 - vers 1125), moine bénédictin, écrivain, encyclopédiste et chanoine.
- Godefroy de Saint-Omer (né vers 1075 ou 1076-?), cofondateur de l'ordre des Templiers avec Hugues de Payns en 1118, né à Saint-Omer.
- Valentin de Pardieu (1529-1595), seigneur de la Motte, né à Saint-Omer vers 1529. Il avait fait campagne avec les armées de Charles Quint. Il fut mayeur de Saint-Omer en 1570.
- Jehan Titelouze (vers 1563-1633), musicien, considéré comme le père de la musique d'orgue française, né à Saint-Omer.
- Claude Dausque (1566-1644), philologue, humaniste, considéré comme l'un des hommes les plus instruits de son temps, né à Saint-Omer.
- Françoise de Saint-Omer, (1581-1642), née et morte à Saint-Omer, fondatrice de l'ordre religieux des capucines réformées.
- Arnould de Vuez, (1642-1720), peintre, né à Saint-Omer.
- Anselme Flamen (1647-1717), sculpteur, né à Saint-Omer.
- Pierre-Alexandre Monsigny (1729-1817), compositeur. Il étudia au collège des Jésuites de Saint-Omer.
- Daniel Carroll (1730-1796), homme politique américain. Il étudia au collège des Jésuites de Saint-Omer.
- John Carroll (1735-1815), prêtre jésuite. Il étudia au collège des Jésuites de Saint-Omer.
- Charles Carroll de Carrollton (1737-1832), homme politique américain. Il étudia au collège des Jésuites de Saint-Omer.
- Guillaume Liborel (1739-1829), juriste et homme politique français, né à Saint-Omer.
- Albert Louis Valentin Taviel (1767-1831), né à Saint-Omer, général de la Révolution et de l'Empire, mort à Paris.
- Pierre Alexandre Joseph Allent (1772-1837), général français de la Révolution et de l’Empire, né à Saint-Omer, mort à Paris.
- Martin Gobrecht (1772-1845), général français de la Révolution et de l’Empire, mort dans la commune.
- Eustache-Louis-Joseph Toulotte (1773-1860), révolutionnaire et écrivain français, né dans la commune.
- Eugène Casimir Lebreton (1791-1876), militaire et homme politique, né dans la commune.
- Narcisse Lefebvre-Hermant (1795-1860), homme politique, mort dans la commune.
- Émile-Théophile Blanchard (1795-1860), peintre naturaliste, né dans la commune.
- Joseph Bienaimé Caventou (1795- 1887), pharmacien chimiste, né dans la commune.
- Émile Lefranc (1798-1854), historien, géographe, auteur d'ouvrages scolaires, né dans la commune.
- Hippolyte Carnot (1801-1888), homme politique français, père du président Sadi Carnot, né dans la commune.
- Louis Noël (1807-1875), sculpteur, mort dans la commune.
- Alfred Frédéric Philippe Auguste Napoléon Ameil (1807-1886), général de division de l'armée française, né dans la commune.
- Joseph Liouville (1809-1882), mathématicien, né dans la commune.
- Louis Martel (1813-1892), président du Sénat, ministre de la Justice, né dans la commune.
- Louis de Backer (1814- 1896) avocat, né dans la commune.
- Jules De Senezcourt (1818-1866), peintre, né à Saint-Omer
- François-Nicolas Chifflart (1825-1901), peintre, dessinateur et graveur, né à Saint-Omer.
- Léon Bailly (1826-1871), peintre, né à Saint-Omer.
- Léon Belly (1827-1877), peintre orientaliste, né à Saint-Omer.
- Alphonse de Neuville (1836-1885), peintre académique, né à Saint-Omer.
- Eugénie Salanson (1836-1912), artiste peintre, étudie dans la commune.
- Émile Pagart d'Hermansart (1839-1912), historien de Saint-Omer.
- Alexandre Ribot (1842-1923), homme politique, né dans la commune.
- Édouard Lormier (1849-1919), sculpteur, né dans la commune.
- Marie Fontaine (1853-1937), riche héritière de la bourgeoisie industrielle, née dans la commune.
- Philippe Pétain (1856-1951), maréchal de France, arrive à Saint-Omer à l'âge de onze ans, il y reste durant 8 ans au sein du Collège Saint-Bertin.
- Adolphe Hennebains (1862-1914), flûtiste français, né dans la commune.
- Paul Ridoux (1867-1920), architecte français, né dans la commune.
- Edmond Lefebvre du Prey (1866-1955), avocat et homme politique, né dans la commune.
- Tanguy Malmanche (1875-1953), écrivain et auteur dramatique, né dans la commune.
- René de Saint-Delis (1876-1958), artiste peintre, né dans la commune.
- Marie-Thérèse de Lataulade (1877-1963), historienne née dans la commune.
- Raoul Castex (1878-1968), amiral français, né dans la commune.
- Jules Joets (1884-1959), peintre, né dans la commune.
- Germaine Acremant (1889-1986), écrivaine, née dans la commune.
- Jehan de Terline (1892-1916), militaire chevalier de la légion d'honneur, étudie dans la commune et s'engage au 21e régiment de dragons de Saint-Omer.
- Henri Dubois (1923-2012), historien médiéviste, né dans la commune.
- Jean-Pierre Évrard (1936-), photographe, né dans la commune.
- Max Méreaux (1946-), compositeur de musique et musicologue, né dans la commune.
- Éric Morena (1951-2019), chanteur, né dans la commune.
- Frédéric Lodéon (1952-), musicien et animateur de radio, arrive à Saint-Omer à l'âge de huit ans, il suit son père directeur de l'école de musique de Saint-Omer.
- Guy David (1957-), mathématicien spécialiste de l'analyse, né dans la commune.
- Jean-Yves Berteloot (1957-), comédien, né dans la commune.
- Florence Emptaz (1965-) écrivaine, né dans la commune.

### Héraldique, logotype et devise
L'arrivée de la croix patriarcale sur les armes de Saint-Omer vient de Godefroy de Saint-Omer cofondateur de l'Ordre du Temple qui adopte comme symbole avec ses compagnons la croix à double traverse en 1116, probablement emprunté à l'Ordre religieux du Saint-sépulcre dont il dépendait. Il rapporte cet emblème des États latins d'Orient à son retour à Saint-Omer en 1127. Alors les seigneurs de Saint-Omer et d'Ypres (très proche des Saint-Omer) l'incorporent à leurs armes où sa plus ancienne apparition connue figure sur le sceau aux causes de la ville de Saint-Omer dès 1209.
| Blason de Saint-Omer | Blason  | De gueules à la croix patriarcale d'argent. Ornements extérieursCroix de guerre 1914-1918 Croix de guerre 1939-1945 Devise / CriFideles audomarenses (« Fidèles Audomarois ») |
| Blason de Saint-Omer | Détails | Aux armes similaires : Louches « de gueules à la croix alésée d'argent, à deux traverses égales ». Le blason a été confirmé le 25 novembre 1815 par autorisation royale.      |

| Blason de Maison de Saint-Omer | Blason  | D'azur, à la fasce d’or. |
| Blason de Maison de Saint-Omer | Détails | Armes de la maison de Saint-Omer, brandies en Flandre, Artois, Palestine, Galilée et Grèce (Achaïe et Athènes). Aujourd'hui blason officiel des communes de Fauquembergues, Morbecque, Beaurepaire-sur-Sambre, Prisches et Borre, et ayant inspiré les armes de Zuytpeene et Pitgam ; toutes étant historiquement rattachées à la seigneurie de Saint-Omer. |

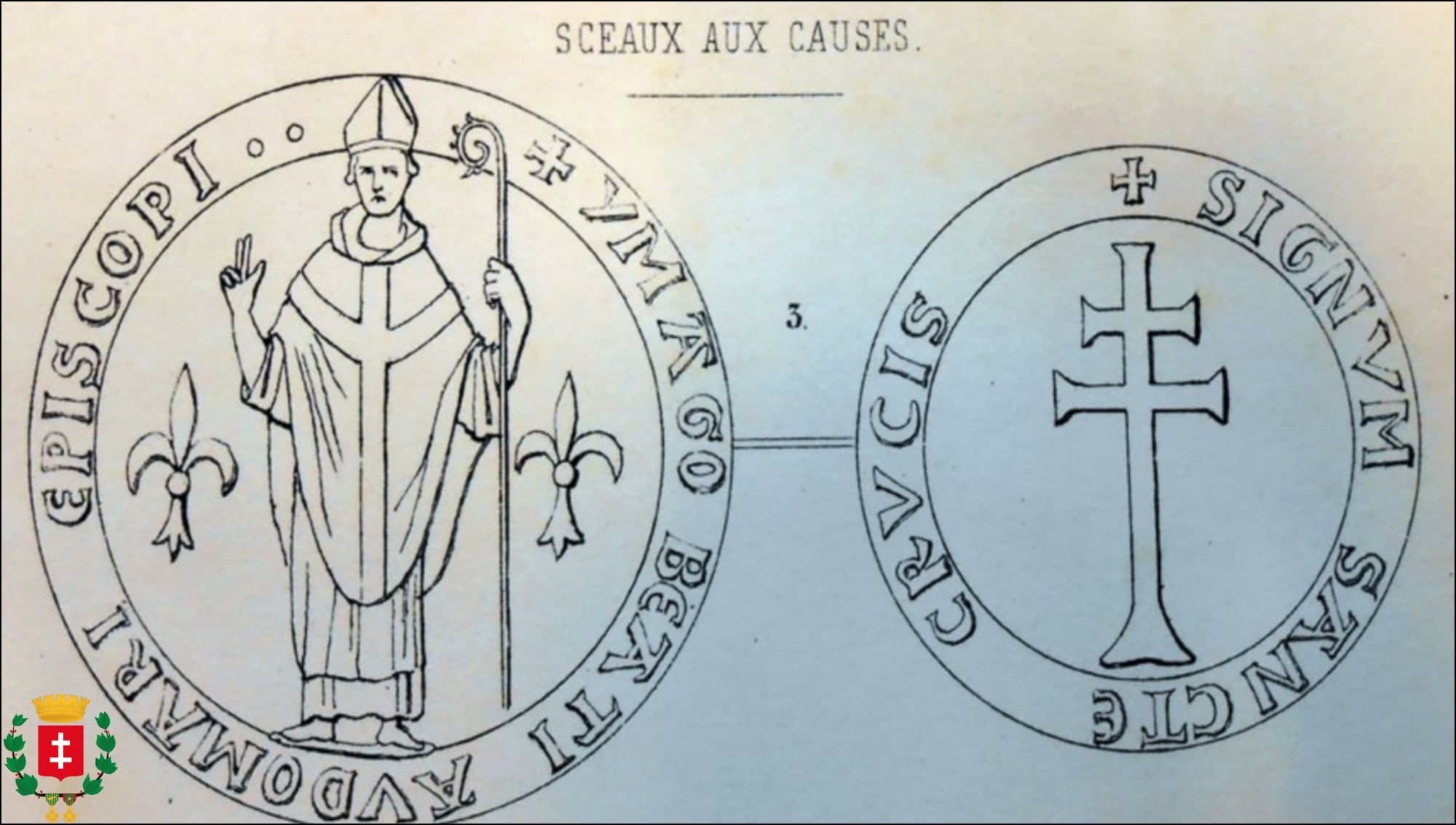
Sceau aux causes de la ville de Saint-Omer (1209).
Logo de la commune avec les croix de guerre 1914-1918 et 1939-1945.
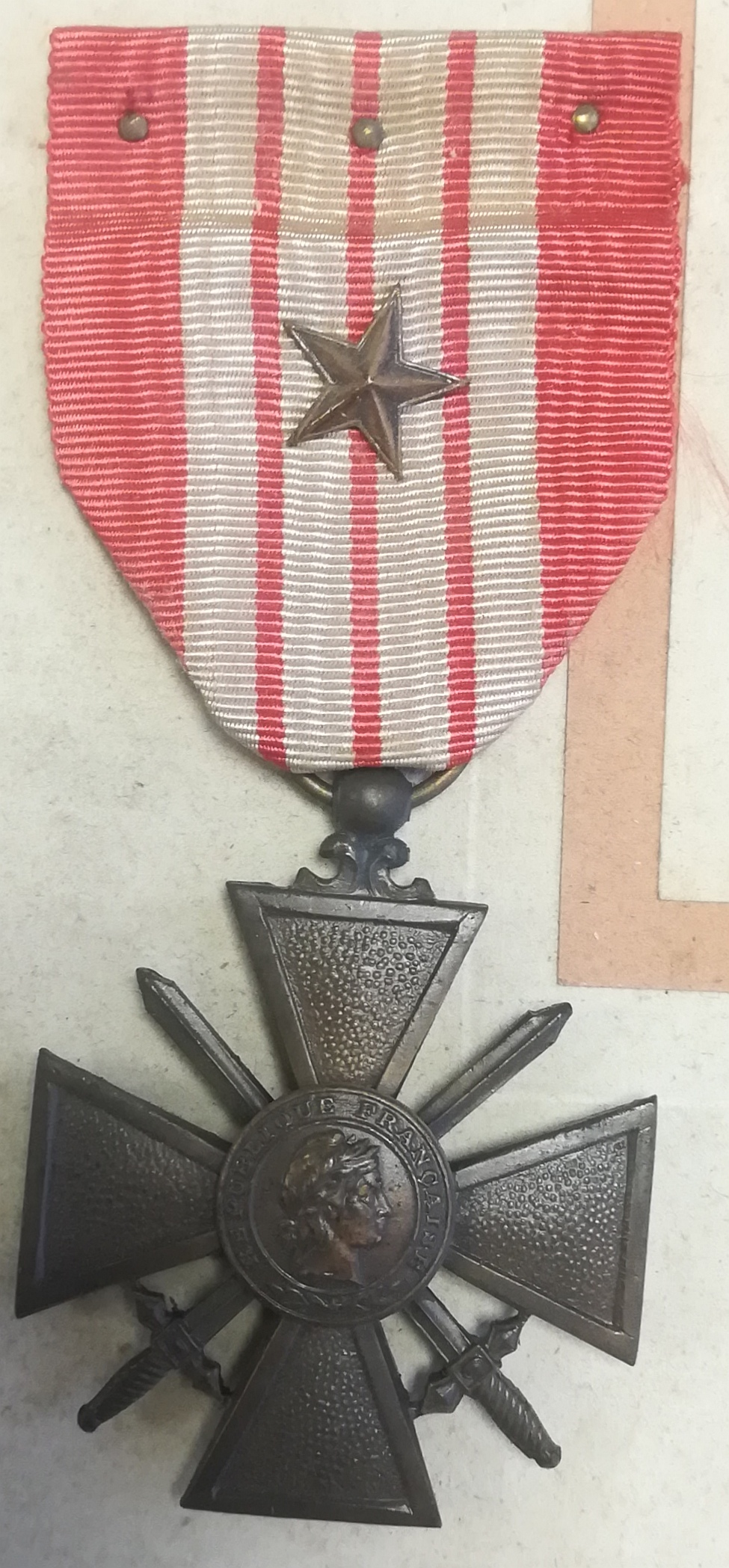
La Croix de guerre 1939-1945 avec étoile de bronze décernée à la ville.
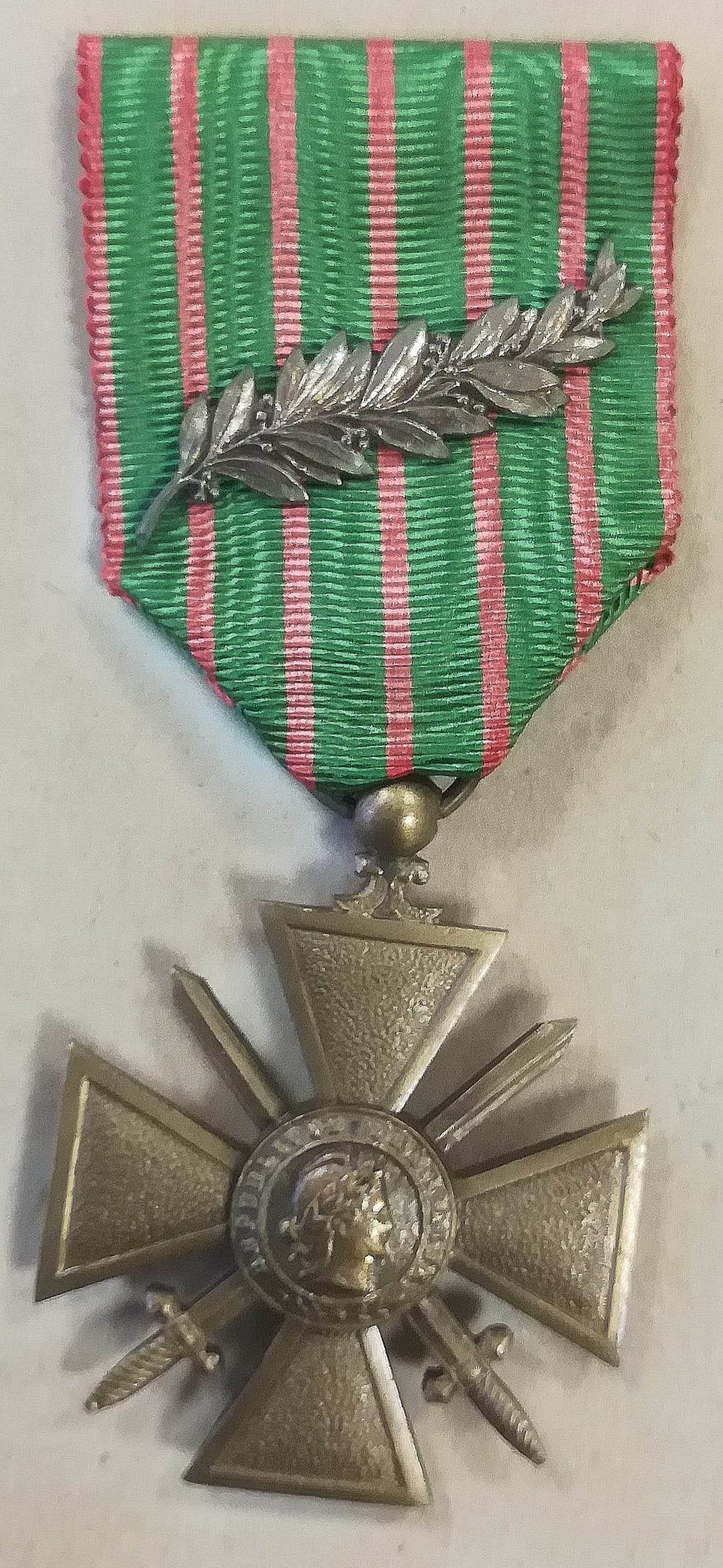
La Croix de guerre 1914-1918 avec palme de bronze décernée à la ville.

## Pour approfondir

### Filmographie
- 1937 : Ces dames aux chapeaux verts, film français de Maurice Cloche.
- 1972 : Le Brouck de Colette Piault[140], 45 minutes, format 16 mm.
- 2010 : Retour au Brouck, le marais audomarois, 40 ans plus tard[141] de Colette Piault, 52 minutes, format HDV.
- 2011 : Saint-Omer entre ville et marais[142] de Martin Peterolff, 52 minutes, format HDV.
- 2015 : L'Hermine de Christian Vincent avec Fabrice Luchini.
- 2022 : Saint Omer d'Alice Diop.

#### Bases de données, dictionnaires et encyclopédies
- Ressources relatives à la géographie :   - Insee (communes)
  - Ldh/EHESS/Cassini
- Ressource relative à plusieurs domaines :   - Annuaire du service public français
- Ressource relative à la musique :   - MusicBrainz
- Notices dans des dictionnaires ou encyclopédies généralistes :   - Britannica
  - Gran Enciclopèdia Catalana
  - Internetowa encyklopedia PWN
- Notices d'autorité :   - VIAF
  - BnF (données)
  - LCCN
  - GND
  - Israël
  - Tchéquie